# Заволжский район (Ульяновск)

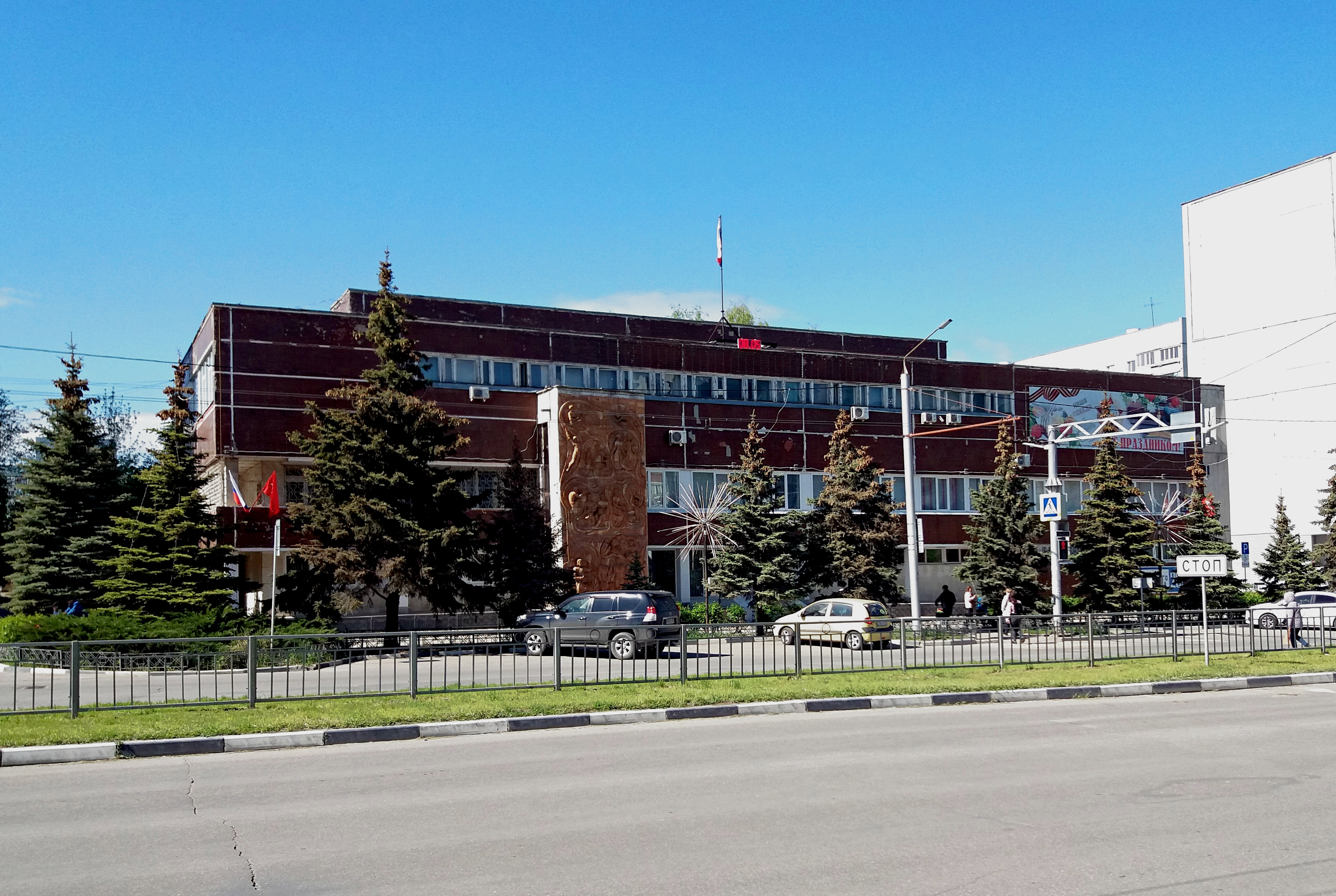
Административное здание Заволжского района.

Заво́лжский райо́н — один из четырёх районов Ульяновска, расположен в левобережной части города. Образован Указом Президиума Верховного Совета РСФСР 23 мая 1962 года.
В административно-территориальном подчинении Заволжского района находится населённый пункт: посёлок Ленинский (Рыбацкий).
Глава администрации: Владислав Владимирович Игонин

## География
Район занимает площадь 98,83 км², протяжённость по береговой линии Куйбышевского водохранилища — 22 км. В Заволжском районе есть несколько водоёмов и небольших рек типа Карасёвка.
Состоит из четырёх микрорайонов: Нижняя Терраса, Верхняя Терраса, Новый Город (район Авиастроителей) и Индовое. Граничит с Чердаклинским, Железнодорожным (по Императорскому мосту) и Ленинским (по Президентскому мосту) районами.

## История

### Дореволюционный период (до 1917 г.)

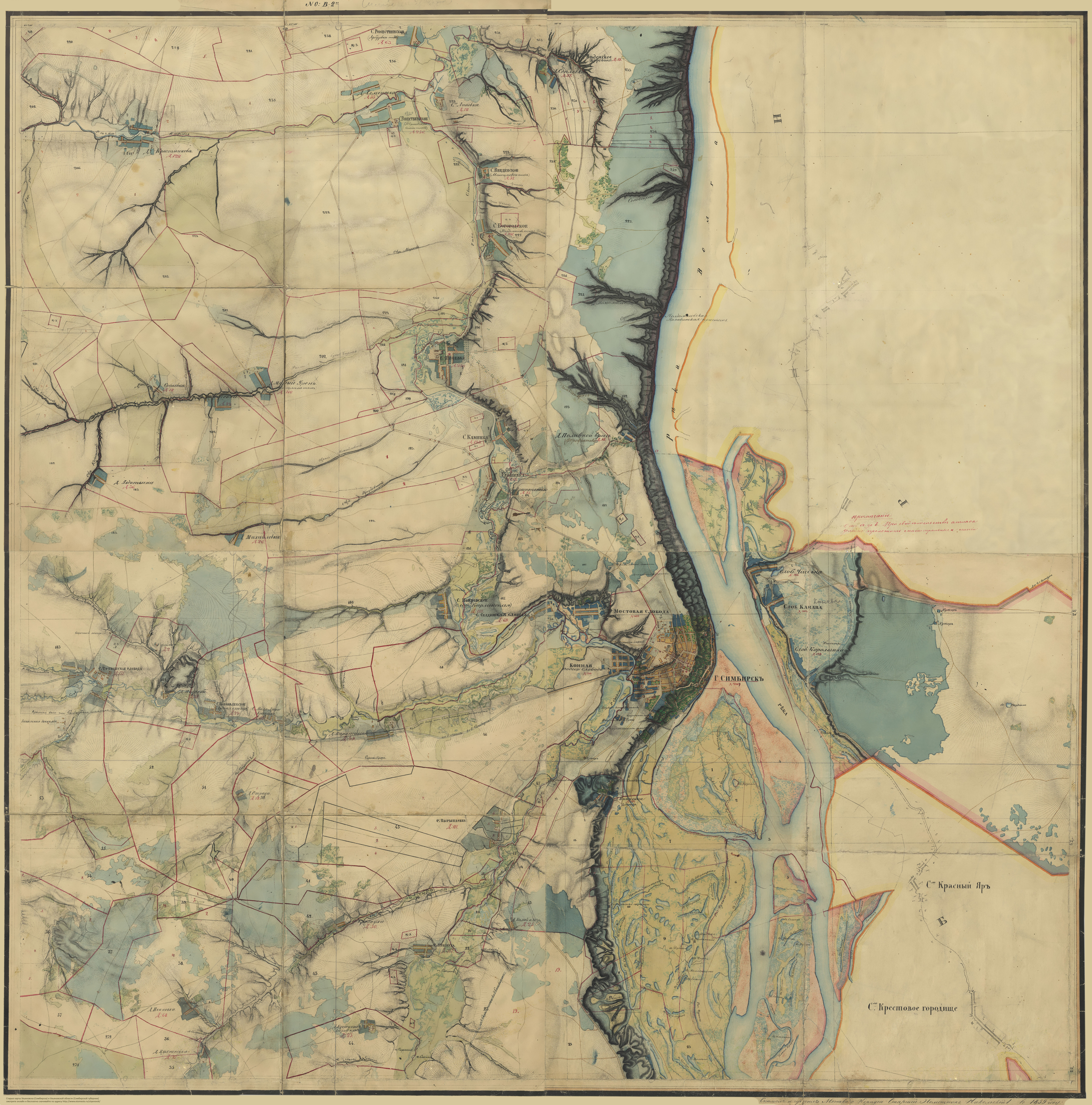
Карта Симбирска 1859 года с Заволжскими слободами.

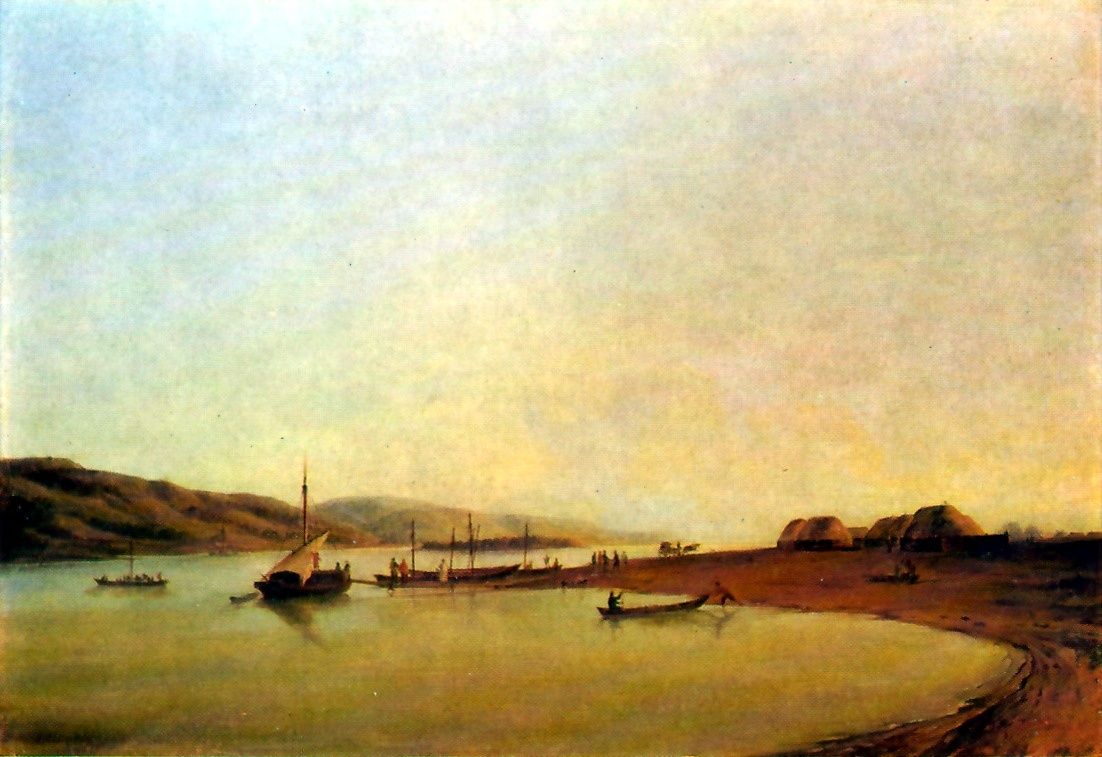
«Перевоз через Волгу в Симбирске», худ. А. И. Иванов (1818—1863) (Левый берег Волги).

6 декабря 1850 года российский император Николай I издал указ Сенату Российской империи о создании с 1 января 1851 года Самарской губернии. К Самарской губернии от Симбирской губернии отошли два заволжских уезда: Ставропольский и Самарский. Но так как земля на которой находились деревни Корольчиха (переименована в слободу Королёвка), Канава и Часовня была собственностью города Симбирска, то их оставили за городом, а сами деревни получили статус слобод.
Из-за того, что Симбирская губерния и вновь образованная Самарская губерния были аграрными, а для развития регионов требовался железнодорожный транспорт (речное пароходство был сезонным), то было принято решение о сооружении железнодорожной линии Симбирск — Мелекесс. С ноября 1900 года от станции «Часовня-Пристань» (слобода Канава) до Мелекесса стал ходить товарный поезд. В 1907 году было образовано акционерное общество «Волго-Бугульминская железная дорога» с администрацией в Симбирске, а подъездной путь продлили до Бузулука и в 1914 году соединили с Самаро-Златоустовской железной дорогой. В 1908 году была открыта станция «Часовня-Нижняя» (слобода Часовня) и с ноября 1908 года по ветке Часовня — Мелекесс открылось пассажирское движение. В 1913 году через слободу Королёвка начали строить ж/д мост через Волгу и ж/д ветку минуя Нижнюю Часовню. Сносимые жилые дома перенесли на новое место у речки Карасёвка, по ней и назвали новый посёлок Карасёвка. В 1914 году, в 7 верстах от слободы Канава, в месте соединения ж/д путей, была открыта ж/д станция «Часовня-Верхняя», около которой в 1919 году возник посёлок Верхняя Часовня.

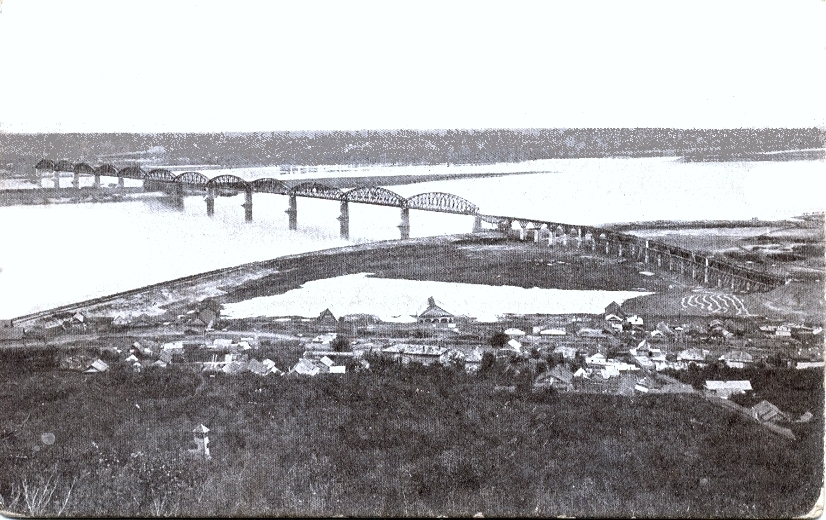
Императорский мост, фото 1918 г.

В июле 1916 года между слободами Канава и Часовня, начали строить 3-й Симбирский патронный завод (ныне ФГУП ПО «УМЗ»), эвакуированный Петроградский патронный завод, при котором был построен Заволжский рабочий посёлок. При постройке жилых бараков, которые сохранились до сих пор — был использован труд австрийских пленных Первой мировой войны.
5 октября 1916 года открылся ж/д Императорский мост, соединивший Симбирск с левобережьем и Симбирской веткой Московско-Казанской железной дорогой.

### Советский период (1918—1991)
В июле—сентябре 1918 года на территории Нижней Часовни проходили боевые действия Гражданской войны. См. статью: Симбирская операция.
В 1920 году был создан Заволжский поселковый Совет. В состав Совета вошли посёлок Карасёвка, Заволжский рабочий посёлок и три слободы: Королёвка, Канава и Нижняя Часовня.
В 1920-х годах Заволжский посёлок стал бурно развиваться, поэтому в районе слободы Часовня был построен Кирпичный завод (закрыт в конце 1950-х годов).
В 1922 году Патронному заводу было присвоено имя «Володарский», в дальнейшем давшее название району (1942—1958), а народ прозвал «Володаркой».
В 1930 году открылся Ульяновский электромеханический техникум.
В 1930-х годах, для быстрейшей доставки рабочих завода, была проложена ж/д ветка от разъезда «Заволжский» до конечной станции «Машзавод» (после постройки автомоста снесена в 1958 г.).
3 января 1935 года из Заволжского посёлка был образован Заволжский район.
В 1939 году в районе проживало 22 329 жителей (10 568 — мужского пола, 11 761 — женского пола).
В январе 1941 года за селом Верхняя Часовня началось строительство военной базы ВМФ № 2004, с 1946 года — «Арсенал ВМФ № 31».
25 февраля 1942 года Заволжский район был переименован в Володарский.
В связи со строительством Куйбышевского водохранилища жителей сёл Большое Пальцино и Малое Пальцино, Петровка и Сосновка, Королёвка, Канава и Нижняя Часовня, которые работали на машзаводе, переселили на новое место жительства, к рабочему посёлку Верхняя Часовня.
В 1950-х годах в связи со строительством автомобильного моста были построены посёлки: «901 км» (основан в 1936 г.), разъезд «Заволжский» (снесён в 1990-х годах) и «Мостоотряд» (снесён в 1970-х годах, ныне ул. Заречная).

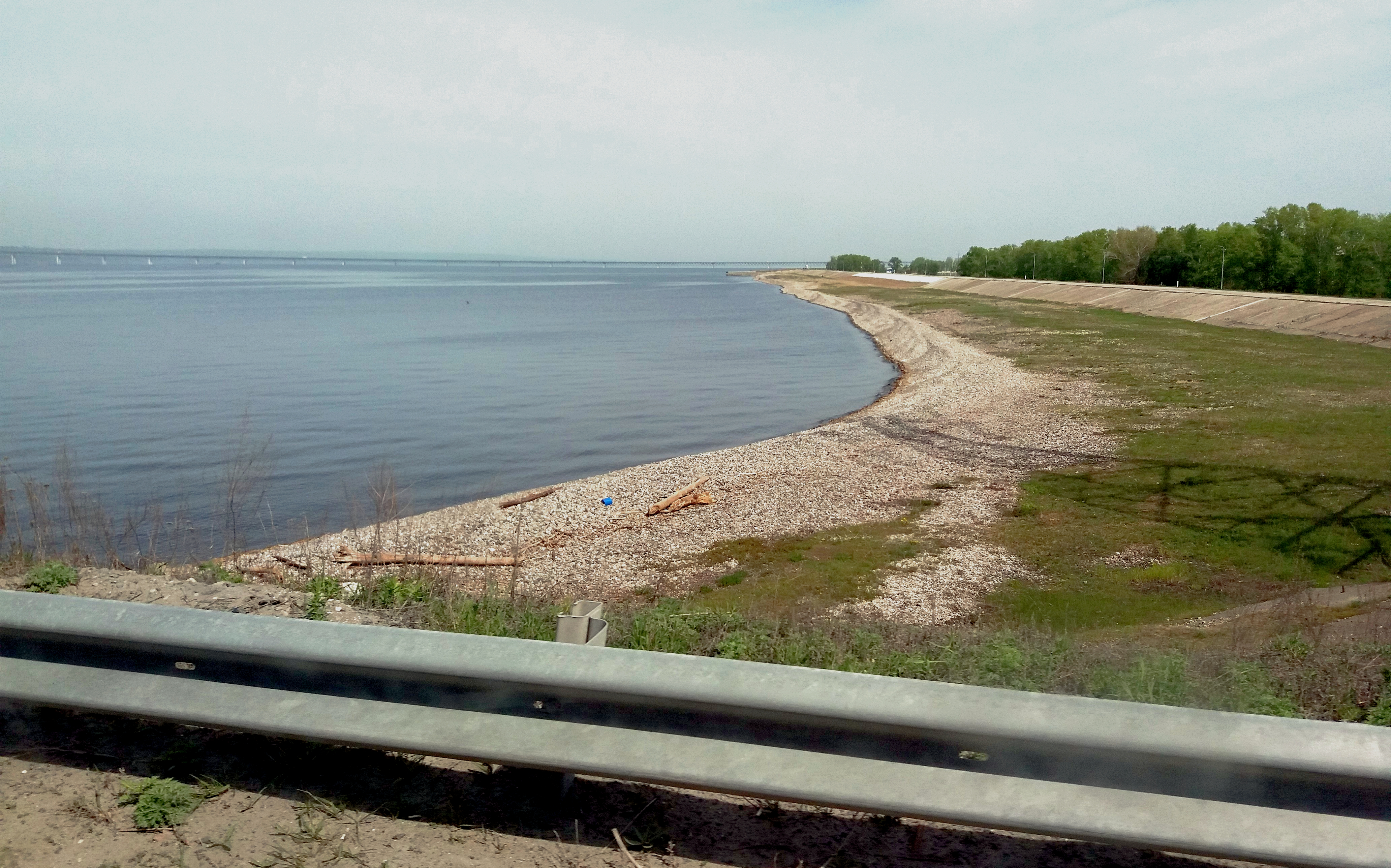
Дамба на Нижней Террасе.

В 1957 году были завершены гидротехническое сооружение (дамба), защитившее от затопления территорию Нижней Террасы Куйбышевским водохранилищем. Также был сооружён новый грузовой причал и пирс.
С затоплением части территории Нижней Часовни — Королёвки, Канавы и Часовни, были переименованы микрорайоны — Нижняя Часовня стала называться Нижняя Терраса, а Верхняя Часовня — Верхняя Терраса.
22 ноября 1958 года административное деление города на районы было упразднено.
6 октября 1958 года вышло постановление ЦК КПСС и СМ СССР № 1121—541 о строительстве в г. Ульяновске завода вычислительных машин и приборов (ВМиП, в дальнейшем — ОАО «Комета»). Вместе со строительством завода на Верхней Террасе стали строить жилые дома. Первые улицы появились — ул. 40 лет Октября, ул. 9 мая, ул. Жуковского.
В 1958 году был введён в строй автотранспортный мост через Волгу.
В мае 1960 года открыт «Парк культуры и отдыха имени 40-летия ВЛКСМ».
3 декабря 1960 года Советом народного хозяйства Ульяновского экономического административного района (т. Власов, К. В.) принял постановление № 195 «Об организации дирекции вновь строящего завода ВМиП», назначен директор Ротанов В. Г.. А в апреле 1961 года коллектив завода начал работать в первом производственном корпусе на Верхней Террасе.
В 1961 году был создан НПО «Марс». С 1961 по 1963 год располагался на Машзаводе имени Володарского (Завод п/я № 19), а затем, на Верхней Террасе были построены производственные цеха.
Со строительством НПО «Марс» и ОАО «Комета» началось бурное строительство жилого фонда на Верхней Террасе.
23 мая 1962 года указом Президиума Верховного Совета РСФСР № 742/5 из посёлков Нижней Террасы и Верхней Террасы был вновь образован Заволжский район.
Постановлением Совет Министров РСФСР от 11 февраля 1970 года было разрешено строительство «на месте расположения 88 аварийных бараков, в которых поживает 1254 семьи рабочих завода, разрешить строительство одного жилого микрорайона для строительства 70—80 тысяч квадратных метров благоустроенного жилья с соответствующим количеством объектов культурно-бытового назначения». С разрешением этим Постановлением на строительство, на территории Нижней Террасы стали массово сносится старые бараки и на их месте строить 5-этажные дома. Первыми домами стали дома по улице Рабочей.
4 января 1974 года открылось троллейбусное движение, сначала по Верхней Террасе, а затем и до Нижней Террасы.
В 1970-х годах на улице Академика Павлова (Верхняя Терраса) открыт завод «Электромаш» (закрыт в 1990-х годах).

Обелиск «Район Авиастроителей» (Новый Город).

В 1975 году для строительства авиационного комплекса и жилого фонда были отчуждены земли Чердаклинского района, в том числе и сёла Алексеевка и Юрьевка.
В 1976 году построен первый жилой дом (проспект Созидателей, 15, ныне ул. 40 лет Победы, 5), давший началу строительству новому микрорайону — Новый город.
10 июня 1976 года основание Ульяновского авиационно-промышленного комплекса имени Д. Ф. Устинова (УАПК, ныне «АО Авиастар-СП»).
27 ноября 1976 года вступил в строй новый мост-путепровод, соединивший жилые кварталы Нижней и Верхней Террас.
В 1977 году началось строительство Ульяновской ТЭЦ-2.
23 марта 1980 года Нижняя Терраса была подключена к природному газу.
В 1981 году открылось первое в Заволжском районе высшее учебное заведение — ИАТУ УлГТУ.
В 1983 году был открыт аэропорт «Ульяновск-Восточный».
В 1986 году был сдан в эксплуатацию грузовой речной порт «Королёвка».
С 1986 года начато строительство нового моста через Волгу и посёлка Мостоотряд-121.

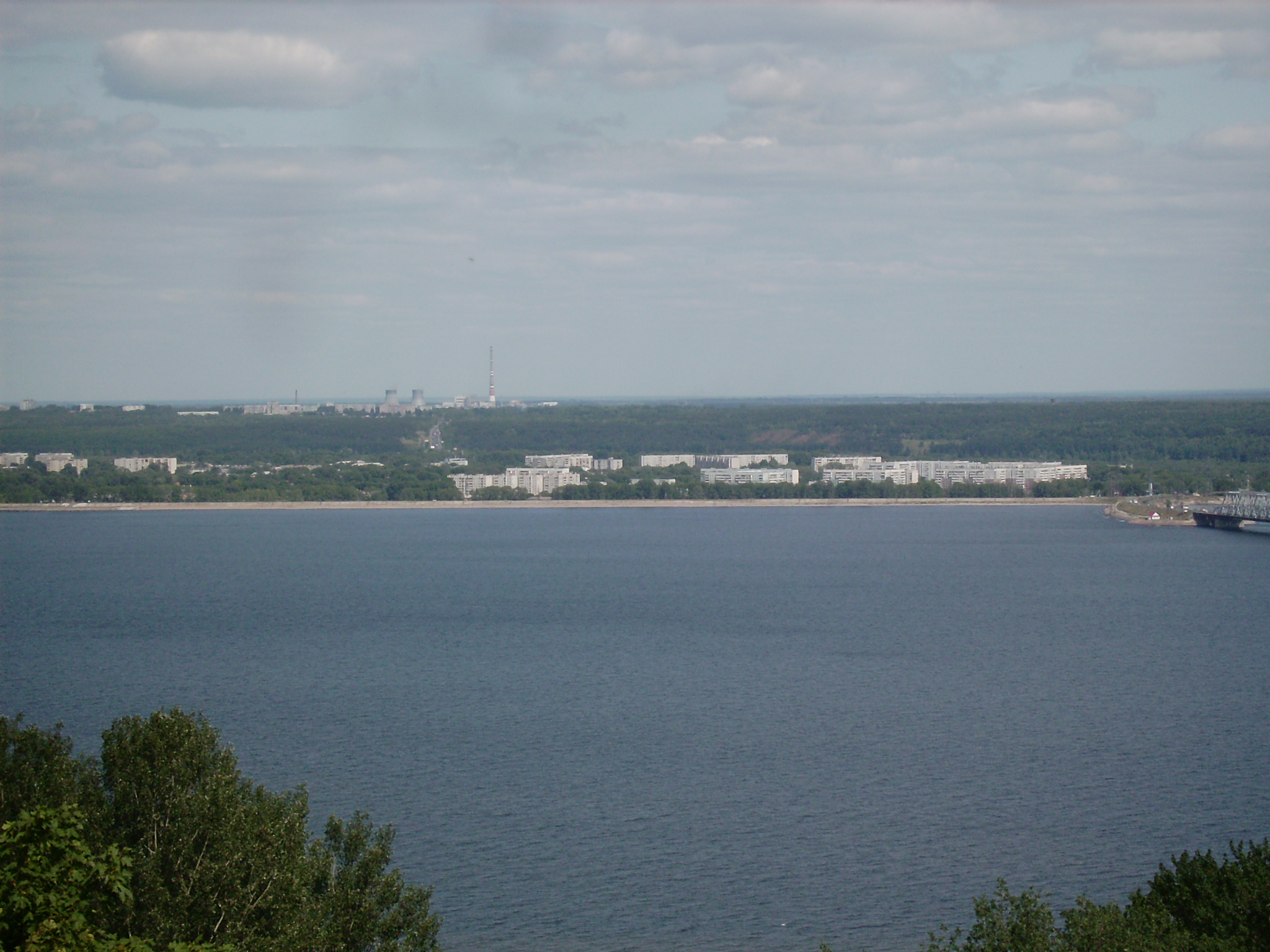
Вид на район с Венца. (2009).

12 июня 1987 года вступила в строй первая очередь пионерского лагеря УАПК «Лесная быль», ныне п. Лесная Быль.

### Постсоветский период

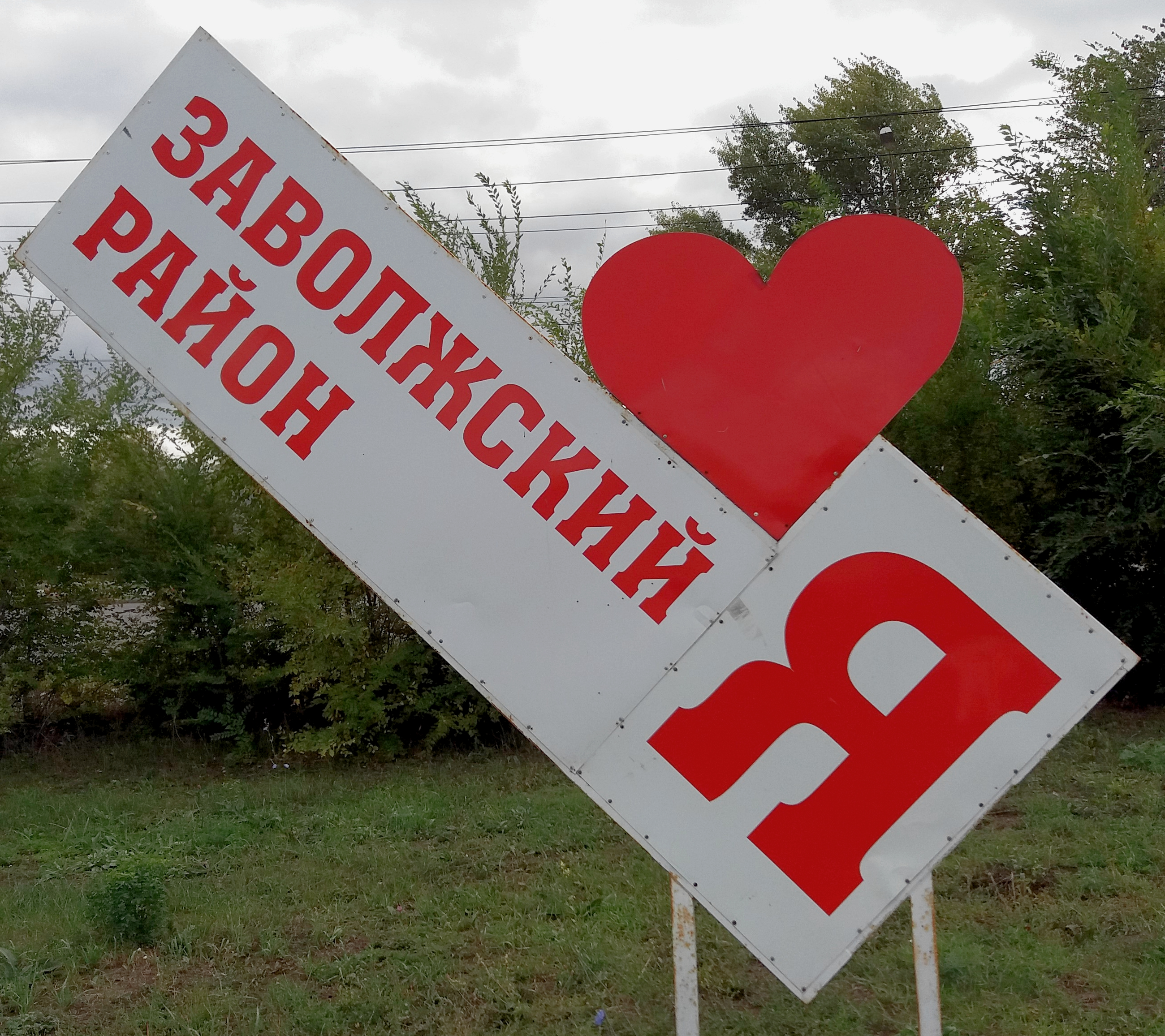
Аншлаг «Заволжский район».

Реформы начавшиеся в СССР сильно сказались на экономике Заволжского района, в котором градообразующие предприятия работающие на оборонное производство составляли её основу. В результате реформ обанкротились такие предприятия, как Ульяновский машиностроительный завод им. Володарского, НПО «Комета», «УНИПТИМАШ», завод «Электромаш», заводы Ульяновского авиационно-промышленного комплекса, Автобаза № 3, АТП-2, фабрика обуви (НТ) и другие.
Из стран Средней Азии и Азербайджана бывшего СССР, начиная с 1989 года на малую родину стали прибывать беженцы. Наибольшее количество беженцев принял Заволжский район — порядка трёх тысяч человек. В то же время на историческую родину стали убывать жители района немецкой и еврейской национальностей.
22 августа 1990 году открылась грузовая авиакомпания «Волга-Днепр».
8 июня 1994 года открылся молокоперерабатывающий комбинат № 3 «Заволжский» (ныне Алев).
23 октября 1997 году из состава Чердаклинского района Ульяновской области в городскую черту Ульяновска и состав Заволжского района были переданы 220,36 га, в том числе жилой массив «Индовое» (52,10 га), ЖСК «Самострой» (2,84 га), гаражный кооператив «Околица» (58,50 га), СНТ «Волна» (17,2 га) и ряд промышленных территорий (89,72 га); в 2000 году включённые жилые массивы (пос. Индовое) получили статус микрорайона Заволжского района.
В 2004 году в административное подчинение Заволжского района передан посёлок Ленинский (Рыбацкий) Чердаклинского района.
В 2005 году был принят герб Заволжского района.
13 ноября 2009 года при утилизации боеприпасов на № 31 арсенале ВМФ (в/ч 34236) произошла серия взрывов. Погибло 2 военнослужащих и 7 сапёров, а через месяц от травм умерла виновница происшествия.
В 2003—2010 годах были заменены пролёты старого железнодорожного моста.
26 ноября 2009 году было открыто движение через Президентский мост.
С января 2018 года вступил в строй первый в России ветропарк финской компании «Фортум».
В мае 2019 года в промышленной зоне «Заволжье», во время III Международного форума «Японская весна на Волге», прошла закладка камня будущего российско-японского индустриального парка, на которой присутствовал губернатор Морозов и посол Японии Тоёхиса Кодзуки.

## Промышленность

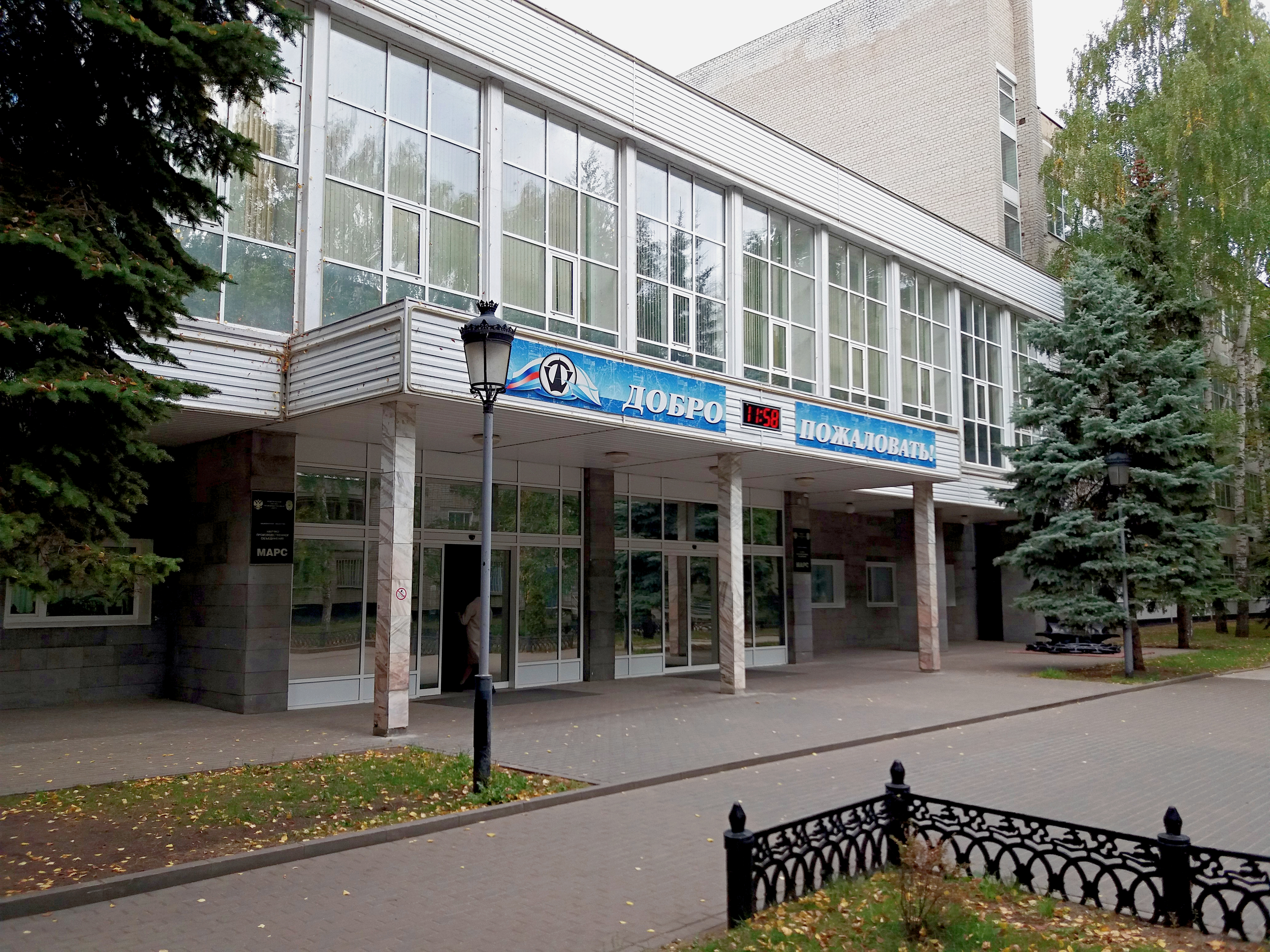
НПО «Марс».

- Ульяновский патронный завод
- Авиастар-СП
- АО Аэрокомпозит-Ульяновск
- Мебельная фабрика «Лео»
- Хлебозавод № 4
- НПО «Марс».НПО «Марс»
- Завод «Ротор»
- ООО «Завод Сигнал»
- ООО «Агрегат»
- ДСК «Эталон»
- Ульяновская ТЭЦ-2.Ульяновская ТЭЦ-2
- ЖБИ-4
- КПД-2
- Алев
- Заволжское троллейбусное Депо № 3
- ФГУ «Ульяновская дамба»
- Legrand завод «Контактор»[44]
- Hempel
- ООО «ТАКАТА Рус»
- Ульяновский наноцентр
- ООО «Шэффлер Руссланд»
- Jokey
- EFES Rus

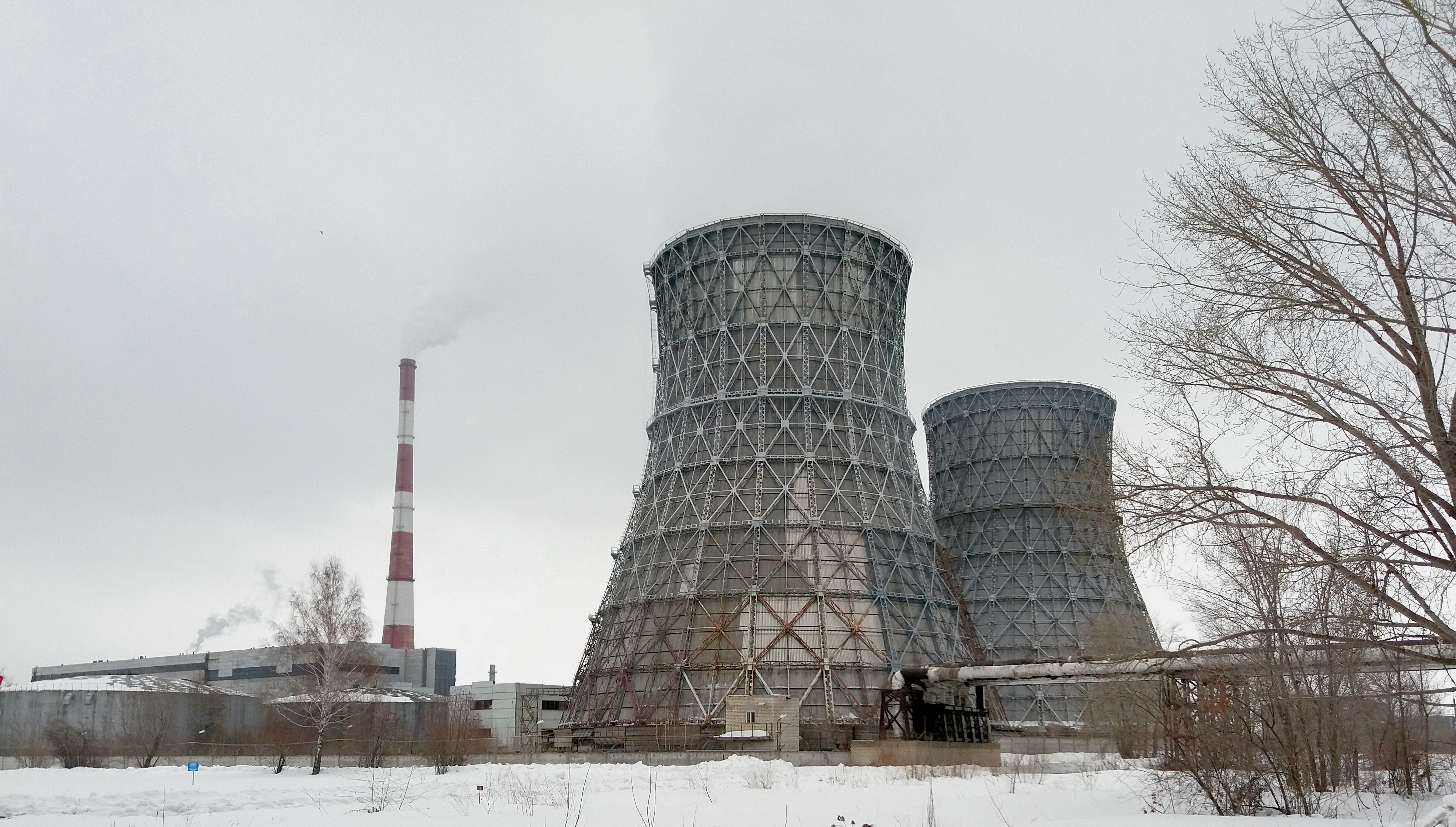
Ульяновская ТЭЦ-2.

- DMG Mori — станкостроительный завод;
- Bridgestone Tire Manufcturing C.I.S. — завод по производству шин;

Завод АО «Комета».

- «Фортум» — ветропарк, по выработке электроэнергии;
- Промышленная зона «Заволжье»[45];
- Индустриальный парк «Заволжье»[46];
- ВИАМ
- АО «Спектр-Авиа»[47].
- АО «Комета» филиал Концерна «Моринформсистема-Агат»[48]
- САБМиллер РУС (SABMiller) — пивоваренная компания.

## Население
| 1970     | 1979     | 1989     | 2002     | 2009     | 2010     | 2012     |
| -------- | -------- | -------- | -------- | -------- | -------- | -------- |
| 55 797   | ↗77 766  | ↗209 637 | ↗224 392 | ↘214 406 | ↗220 099 | ↘219 683 |
| 2013     | 2014     | 2015     | 2016     | 2017     | 2018     | 2019     |
| ↘218 680 | ↘218 426 | ↗219 153 | ↘218 767 | ↗219 746 | ↗220 819 | ↗221 857 |
| 2020     | 2021     |          |          |          |          |          |
| ↗222 815 | ↘215 800 |          |          |          |          |          |

По микрорайонам численность населения распределяется следующим образом: Новый Город (микрорайон Авиастроителей) — порядка 65 %, Верхняя Терраса — около 23 %, Нижняя Терраса — 12 %.
Району подчинён посёлок Ленинский (1143 чел. в 2019 году)

## Спорт

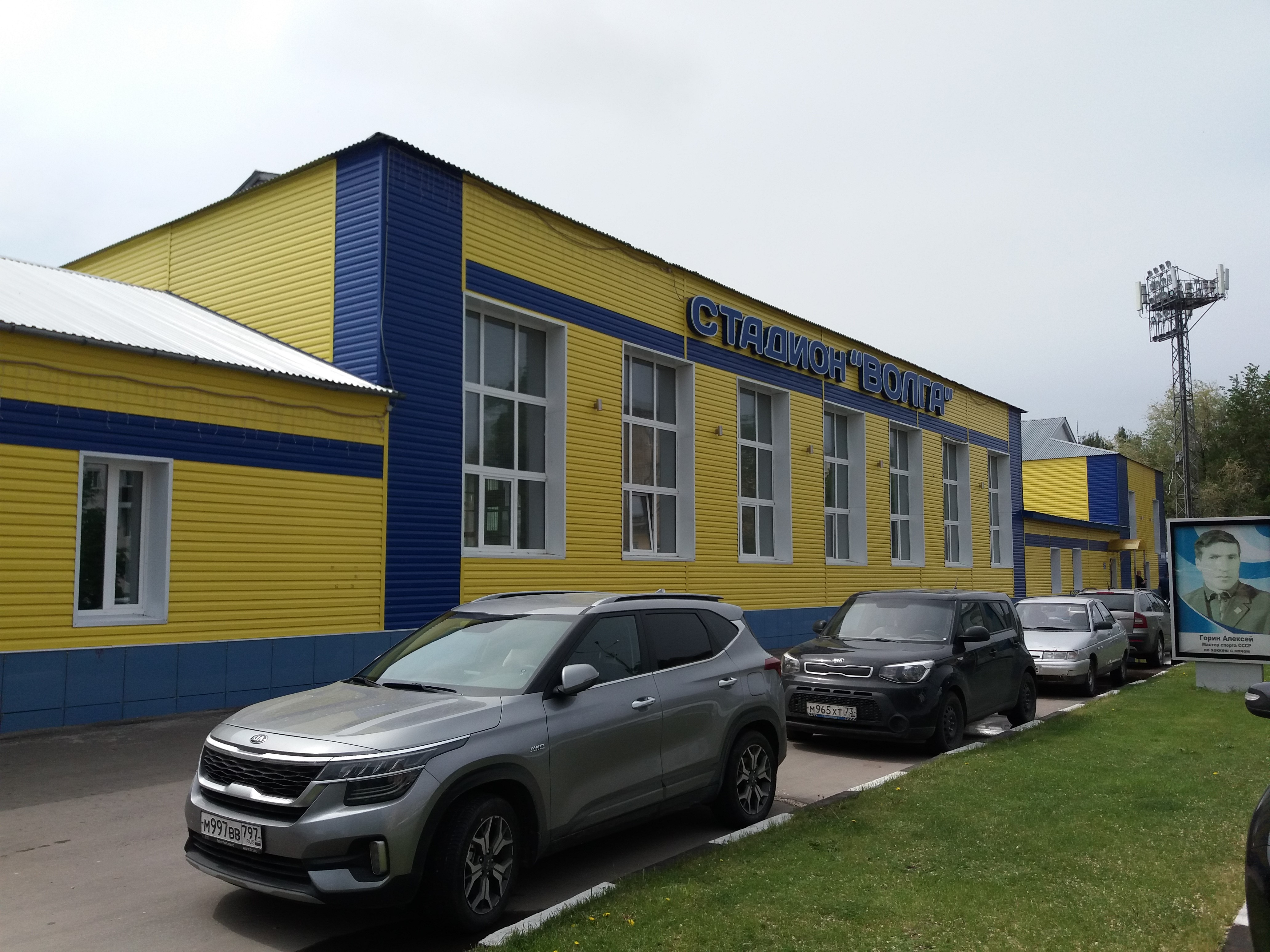
Стадион «Волга».

В Заволжском районе широко развит спорт. На Нижней Террасе действует стадион «Волга» и ФОК «Фаворит», на Верхней Террасе — стадион «Заря», СК «Олимп» и ФОК «Лидер», в Новом городе — стадион «Старт», «Крылья», СШОР «Юность» (плавательный бассейн), «Серебряные крылья», ФОК «Орион», два яхт-клуба: МБУ «Яхт-клуб» и речной клуб «Симбирск». В Новом городе действует спортивные школы: «Старт», ДЮСШ «Заволжье».
Действуют клубы: ФК Волга, ХК Волга, КХ Волга, ФК Энергия.
В районе действуют секции: тяжёлая атлетика, каратэ, акробатика, биатлон, лёгкая атлетика, велоспорт, мотоспорт и другие.

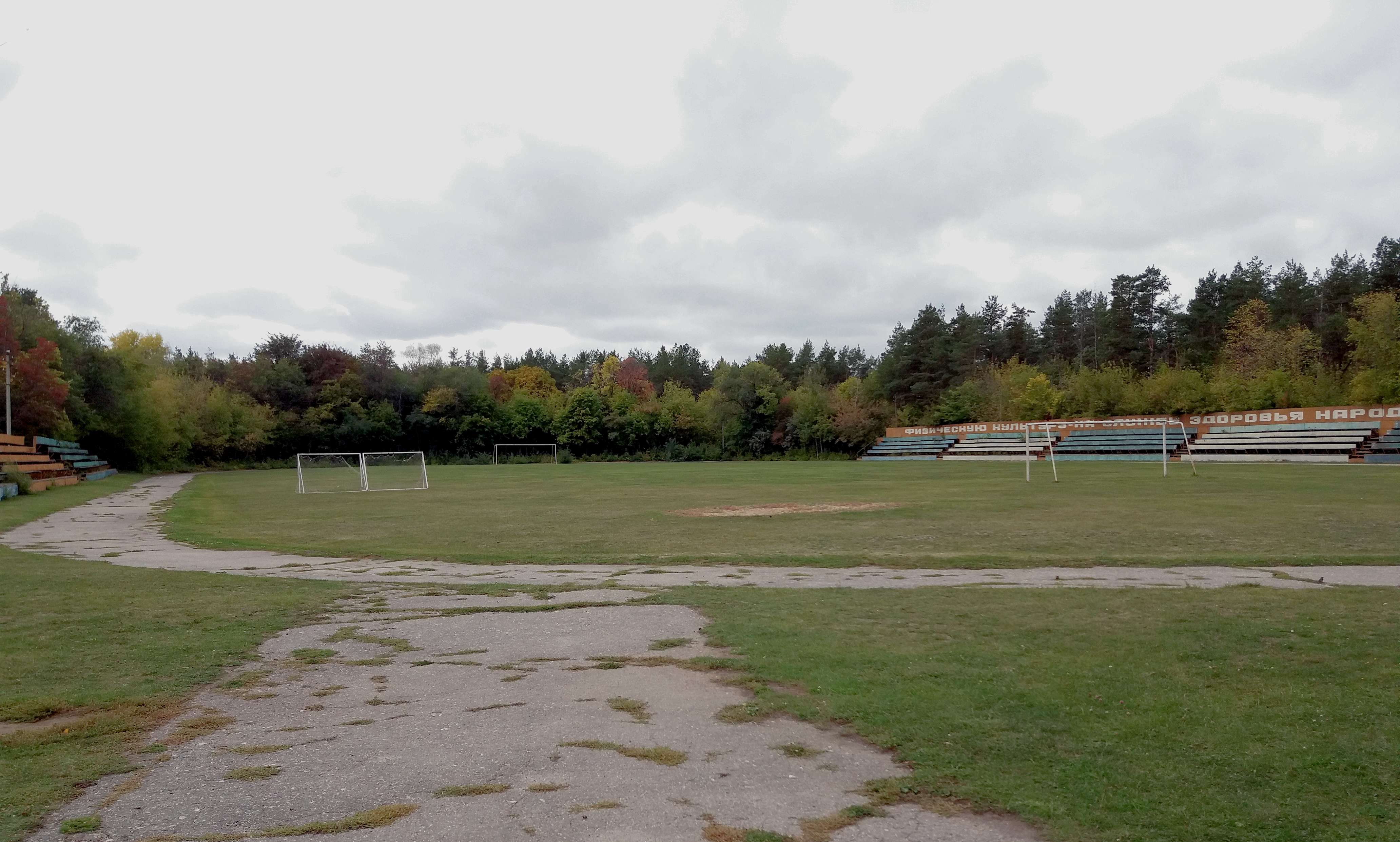
Стадион «Заря».

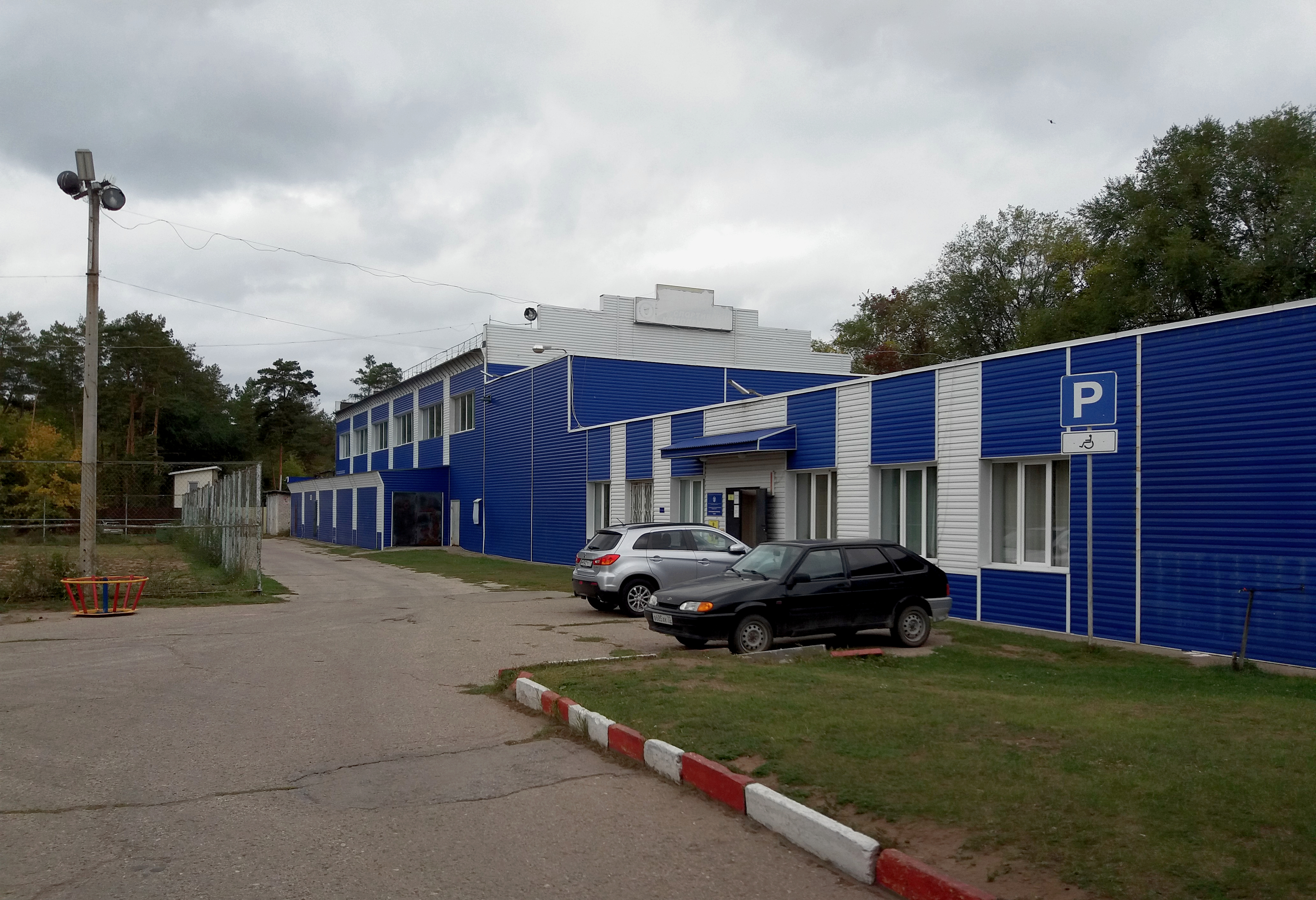
СК «Заря».

На спортивных объектах района проходят соревнования разного уровня:
На стадионах «Волга», «Старт», «Заря» — проходят матчи Чемпионатов России по хоккею с мячом, а также матчи Чемпионатов России по футболу.
С 2008 года на территории международного аэропорта «Ульяновск-Восточный» проходят ежегодные «Авиасалоны».
С 2008 года ежегодно на стадионе «Волга» проходят территориальные первенства по легкой атлетике среди учащихся общеобразовательных учреждений Заволжского района, посвящённый памяти Заслуженного учителя Российской Федерации, Отличник народного просвещения РСФСР, «Отличник физической культуры и спорта», старшего тренера-преподавателя по легкой атлетике ДЮСШ-2 Бориса Ивановича Ястребова.
С 2011 года проходит Международный авиатранспортный форум МАТФ.
13 октября 2018 года на ФОК «Орион» прошёл II Всероссийский турнир по кудо, посвящённый памяти сотрудников ЦСН ФСБ России.
3—4 августа 2019 года на стадионе «Заря» пятый раз подряд прошёл V Чемпионат РФ по биатлону среди ветеранов.
17—19 сентября 2019 года на ФОК «Фаворит» и «Орион» прошёл I Всемирный фестиваль боевых искусств ТАФИСА.
12 октября 2019 года на ФОК «Орион» прошёл III Всероссийский турнир по кудо, посвящённый памяти сотрудников ЦСН ФСБ России.

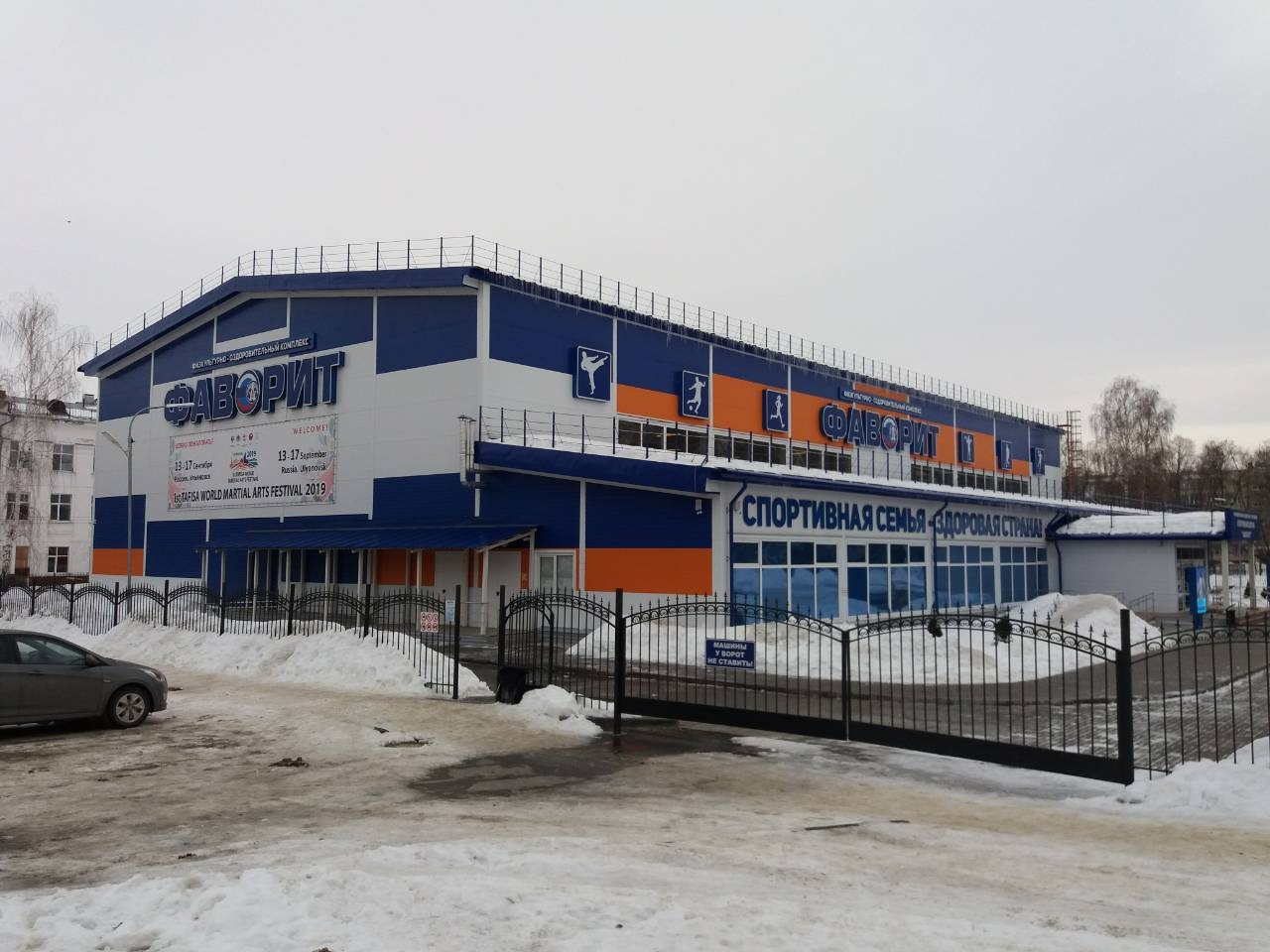
ФОК «Фаворит» (Нижняя Терраса).

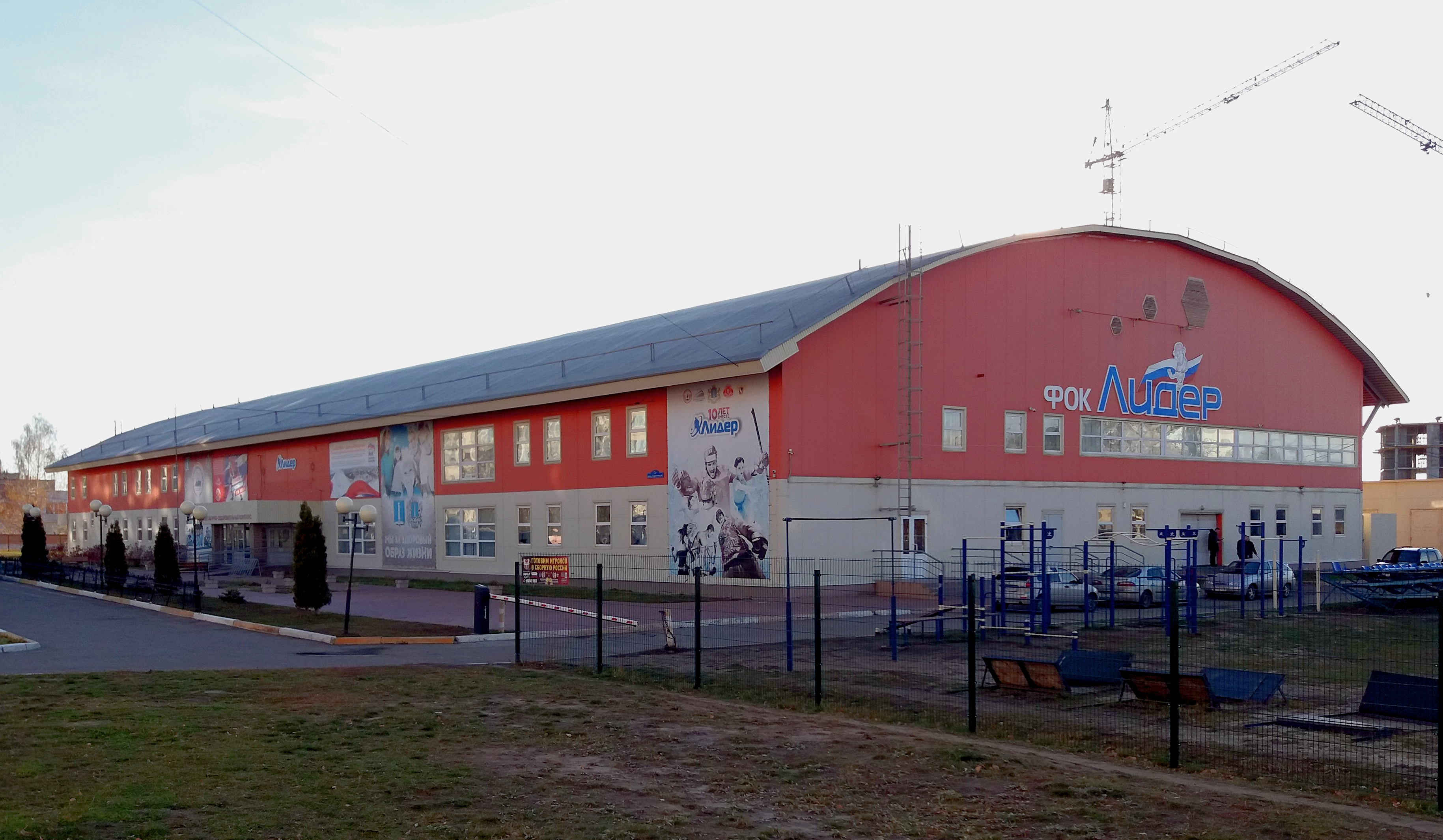
ФОК «Лидер».

С 11 по 16 сентября 2021 года в г. Ульяновске состоялся VIII Международный фестиваль школьного спорта государств-участников СНГ. Часть соревнований прошли в ФОК «Фаворит».
5—10 июля 2022 года в Ульяновске на акватории Волги, на территории двух яхт-клубов в Заволжье, МБУ «Яхт-клуб» и Речной клуб «Симбирск», прошёл Чемпионат России по парусному спорту класса «Микро».
19.10.2023 года в Заволжском районе открылся центр спортивной борьбы имени В. В. Константинова.
С 29 июня по 1 июля 2024 г. в районе прошёл Чемпионат России по парусному спорту в классе «Микро».
В разное время честь страны защищали:
- Крылов Владимир Валентинович — Олимпийский чемпион, лёгкая атлетика;
- Лампеев Вячеслав Фролович — бронзовый призёр Олимпийских игр, хоккей на траве;
- Карпов Виктор Иванович — футболист;
- Головихин Евгений Васильевич — каратэ;
- Минеев Владимир Константинович — кикбоксинг;
- Виноградов Эдуард Юрьевич — тренер по кудо;
- Виноградов Александр Юрьевич — кудоист;
- Ерохин Лев Петрович — чемпион СССР по мотокроссу[90];

СК «Олимп» (Верхняя Терраса).

- СК «Олимп» (Верхняя Терраса).Кравченко Ольга — абсолютная чемпионка мира и Европы по парашютному спорту, чемпионка Всемирных армейских Игр по парашютному спорту, член сборной России[91][92][93];
- Афанасенко Николай Иванович (хоккей с мячом);
- Господчиков Александр Николаевич (хоккей с мячом);
- Гаврилов Юрий Георгиевич (хоккей с мячом);
- Герасимов Евгений Васильевич (хоккей с мячом);
- Монахов Владимир Викторович (хоккей с мячом);
- Мухаметзянов Леонард Мухаметович (хоккей с мячом);
- Наумов Сергей Михайлович (хоккей с мячом);
- Рушкин Анатолий Григорьевич (хоккей с мячом);
- Фасхутдинов Ирик Абзалтдинович (хоккей с мячом);
- Лезин Алексей Владимирович (бронзовый призёр Олимпийских игр, бокс)[94];
- Фёдоров Юрий Иванович (хоккей с шайбой)[95];
- Шопин Юрий Валентинович — российский биатлонист[96];
- Цыцаров Денис Юрьевич — российский хоккеист с мячом[97].

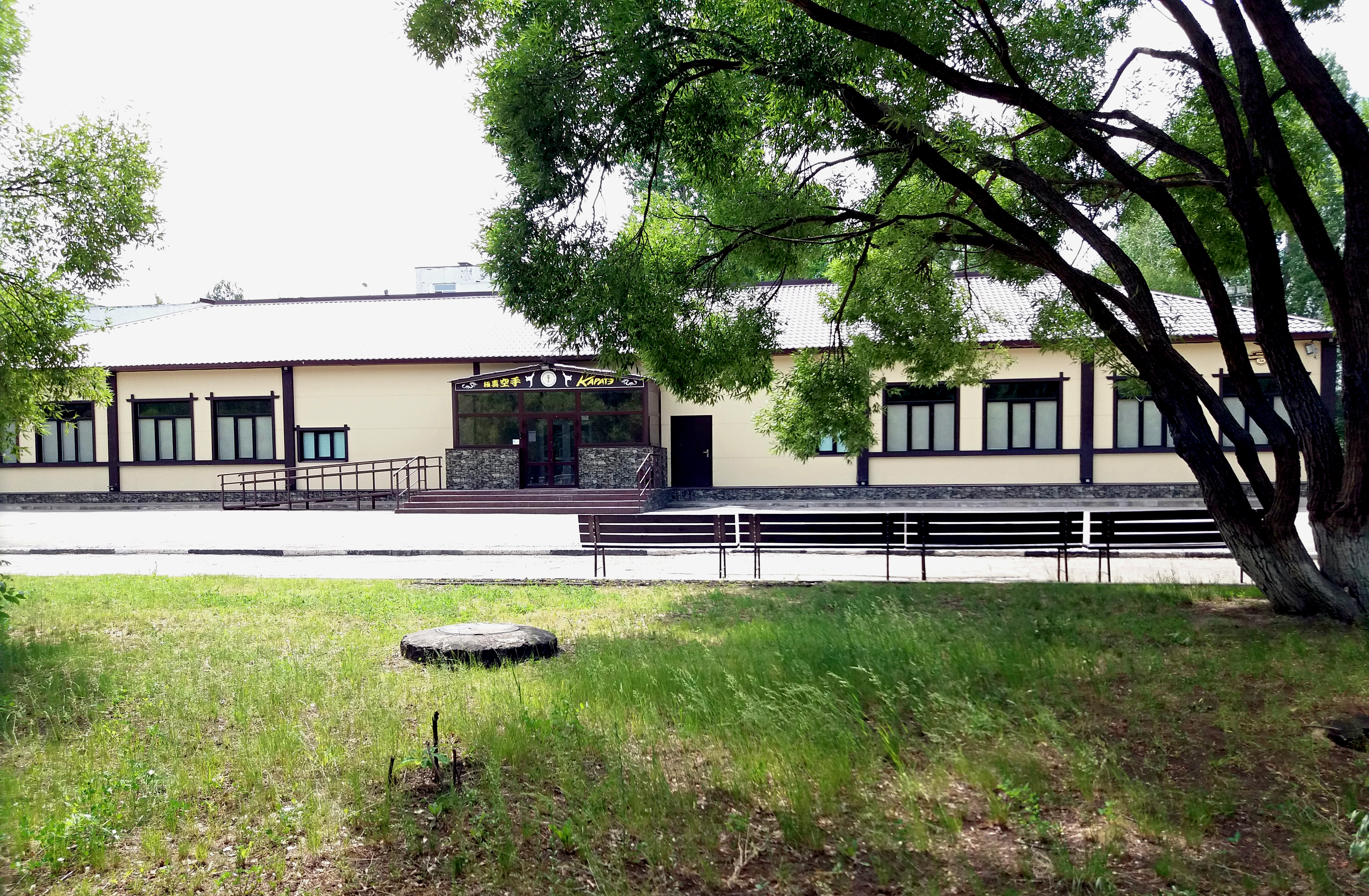
Тренировочный центр Кёкусинкай каратэ.
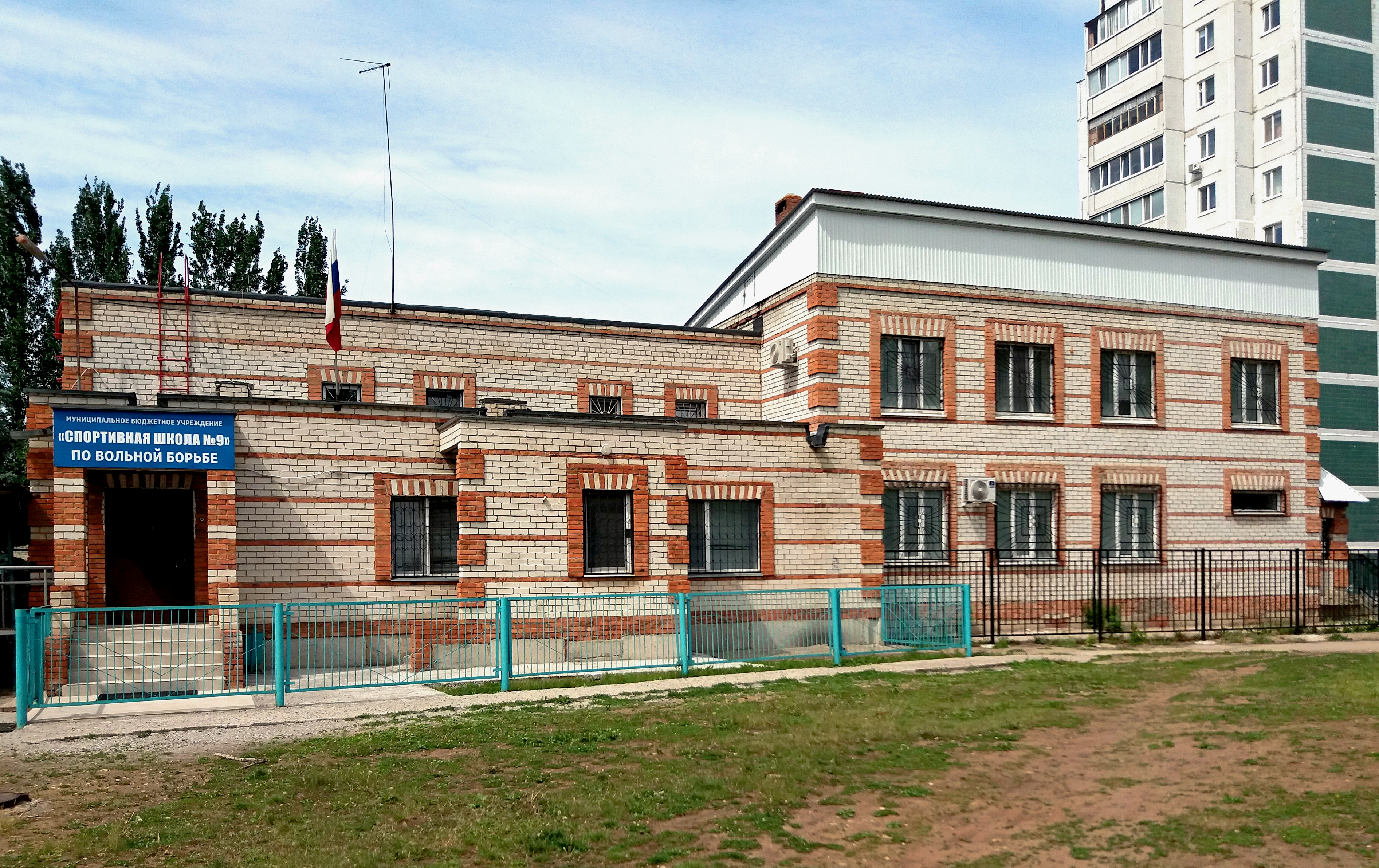
Спортивная школа № 9 по вольной борьбе.

## Транспорт

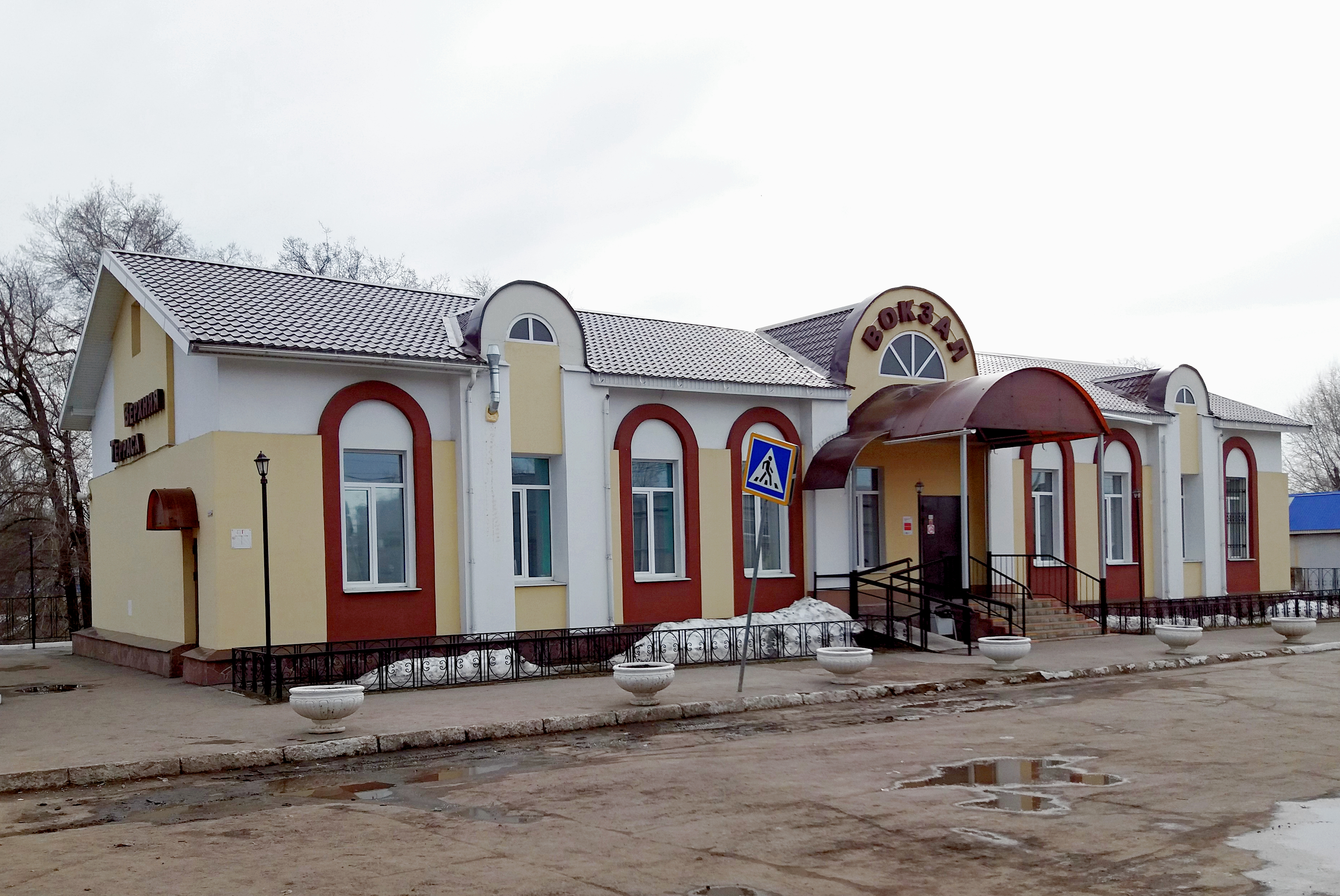
Ж-д вокзал «Верхняя Терраса».

Единственный район города Ульяновска, где действует троллейбус, но нет трамвая. Соединяется с другими районами города автобусами и маршрутными такси.

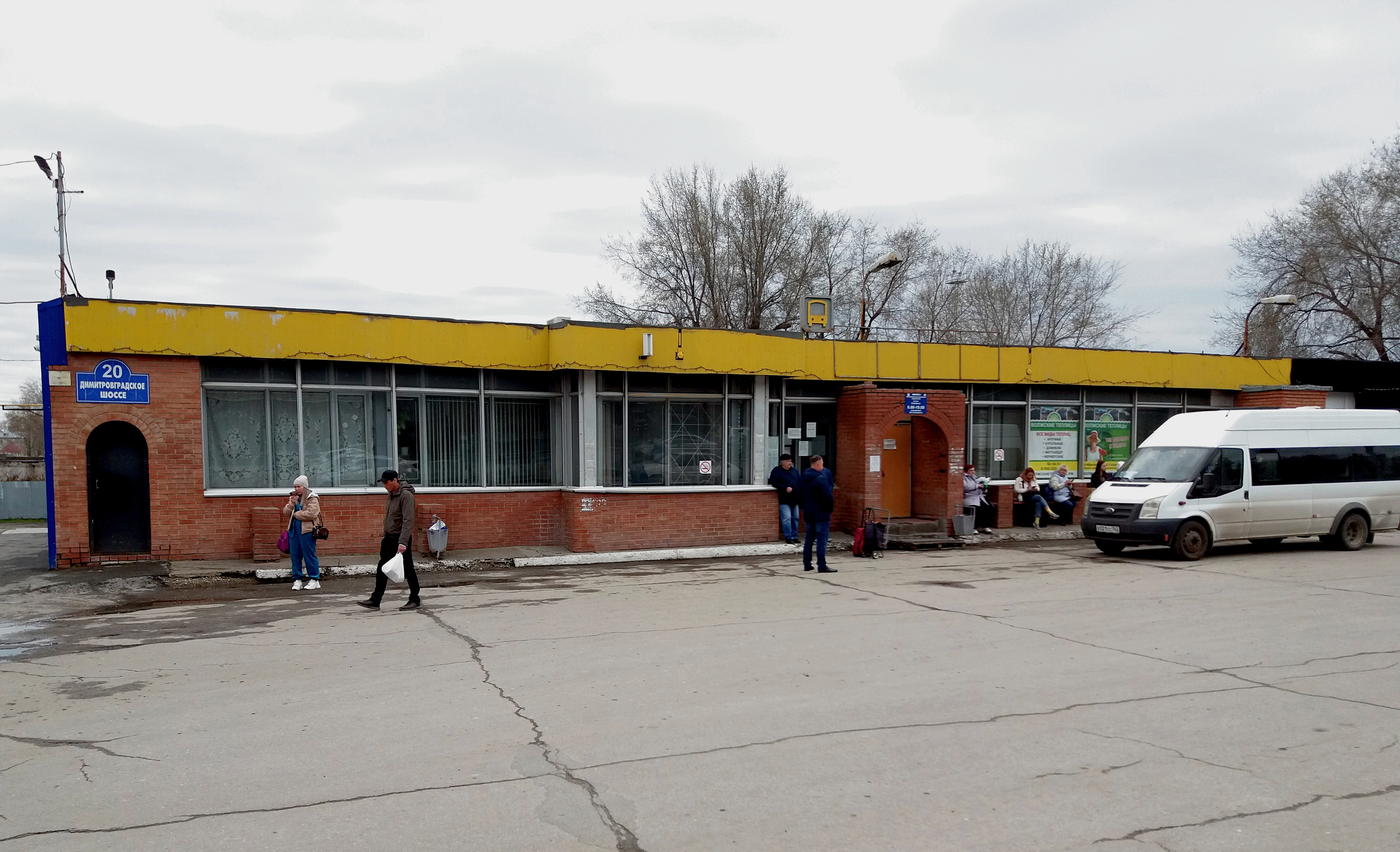
Междугородняя автостанция «Заволжье».

Ранее жители района испытывали трудности в попадании на правый берег Волги из-за наличия только одного моста через реку (ныне носящему название Императорский мост), по которому проходил также и транзитный транспорт. Когда мост перекрывали на ремонт дорожного полотна, то попасть на другую сторону можно было только на поезде, который курсировал между берегами по расписанию. С открытием в 2009 году второго моста — Президентского — по которому стала проходить большая часть транзитного автотранспорта, эта проблема была снята.
За Новым городом находится международный аэропорт «Ульяновск-Восточный».
На Нижней Террасе находится грузовой речной порт «Королёвка».
На Верхней Террасе находится железнодорожная станция «Верхняя Терраса», на Нижней Террасе — железнодорожная станция «Заволжский».
В Новом городе на Ульяновском проспекте действует междугородняя автостанция «Новый город», а на Верхней Террасе, на Димитровградском шоссе — междугородняя автостанция «Заволжье».

## Культура

### Памятники

Монумент «Войнам-володарцам погибшим в Великой Отечественной войне».

- Монумент «Войнам-володарцам погибшим в Великой Отечественной войне».Памятник погибшим воинам-володарцам и стела «Войнам-володарцам погибшим в Великой Отечественной войне» (1967, Нижняя Терраса). В 1968 г. Министерством связи СССР издан художественный маркированный конверт — «Памятник павшим володарцам в ВОВ»[99];
- Памятник Дееву В. Н. (1958, Н. Т., перенесён к Гимназии № 44, В. Т.);
- Обелиск «Солдатам Победы 1941—1945 гг.» (2016, Н. Т.);
- Аллея «Героям-володарцам» с памятниками: Аверьянову И. В., Дееву В. Н., Бурмистрову И. Н., Субботину В. С., Кротову Б. А. (2016, Н. Т.);
- Памятник «Володарцам-героям трудового фронта» (ул. Шоферов, 1, Нижняя Терраса);
- Памятник Михайлову Ф. М. (Верхняя Терраса, ул. Вр. Михайлова)[100];
- Памятник Карбышеву Д. М. (Н. Г., ул. Карбышева);
- Обелиск «50 лет Победы» (Н. Г. пл. 50-летия Победы);
- Памятник матерям, положившим на алтарь Победы в Великой Отечественной войне 1941—1945 гг. своих детей (ул. Карбышева)[100];
- Памятник Маргелову В. Ф. (Новый город);
- Памятник «Создателям авиации и авиаторам России» (самолёт Aero L-29 Delfin) (Н. Г., п-т Туполева);
- Памятник «Землякам-заволжцам» (9.05.2008, Н. Г.);
- Памятник «Героям афганской и чеченской войн» (Н. Г., ул. Карбышева);
- Памятник Эрьзе С. Д. (Н. Г., п-т Ленкома);
- Памятник Сысцову А. С. (Новый город);
- Стена памяти погибшим в ВОВ (б-р Фестивальный, 18);
- Памятник Фильченкову Н. Д. (Н. Т. ул. Академика Сахарова);
- Памятник «Подвигам шоферов всех поколений» (ЗИЛ-164) (8.09.2019, Димитровградское шоссе);
- Памятный знак о героическом труде арсенальцев в годы войны (1970)[101];
- В связи с 40-летием победы советского народа в ВОВ (1985) на территории Арсенала № 31 был возведён обелиск[102];
- В честь 300-летия Российского флота (19.10.1996 г.) был установлен бюст — Петру I (ск-ры А.И. и О. А. Клюевы)[103];
- Памятник «Воинам всех поколений» на Аллее Славы парка «Прибрежный» (5.05.2019)[104];
- Памятный знак авиаконструктору Виктору Толмачеву (15.08.2019)[105];
- Самолёт-памятник Як-18Т (Лицей № 90)[106][107];
- Самолёт-памятник Ил-62 (Ульяновский авиационный колледж);
- Фонтан «Жар-птица» (открыт 18.05.2021, кузнец Юрий Мосин)[108][109];
- Статуя «Дикая яблоня» (открыт 17.06.2019)[110];

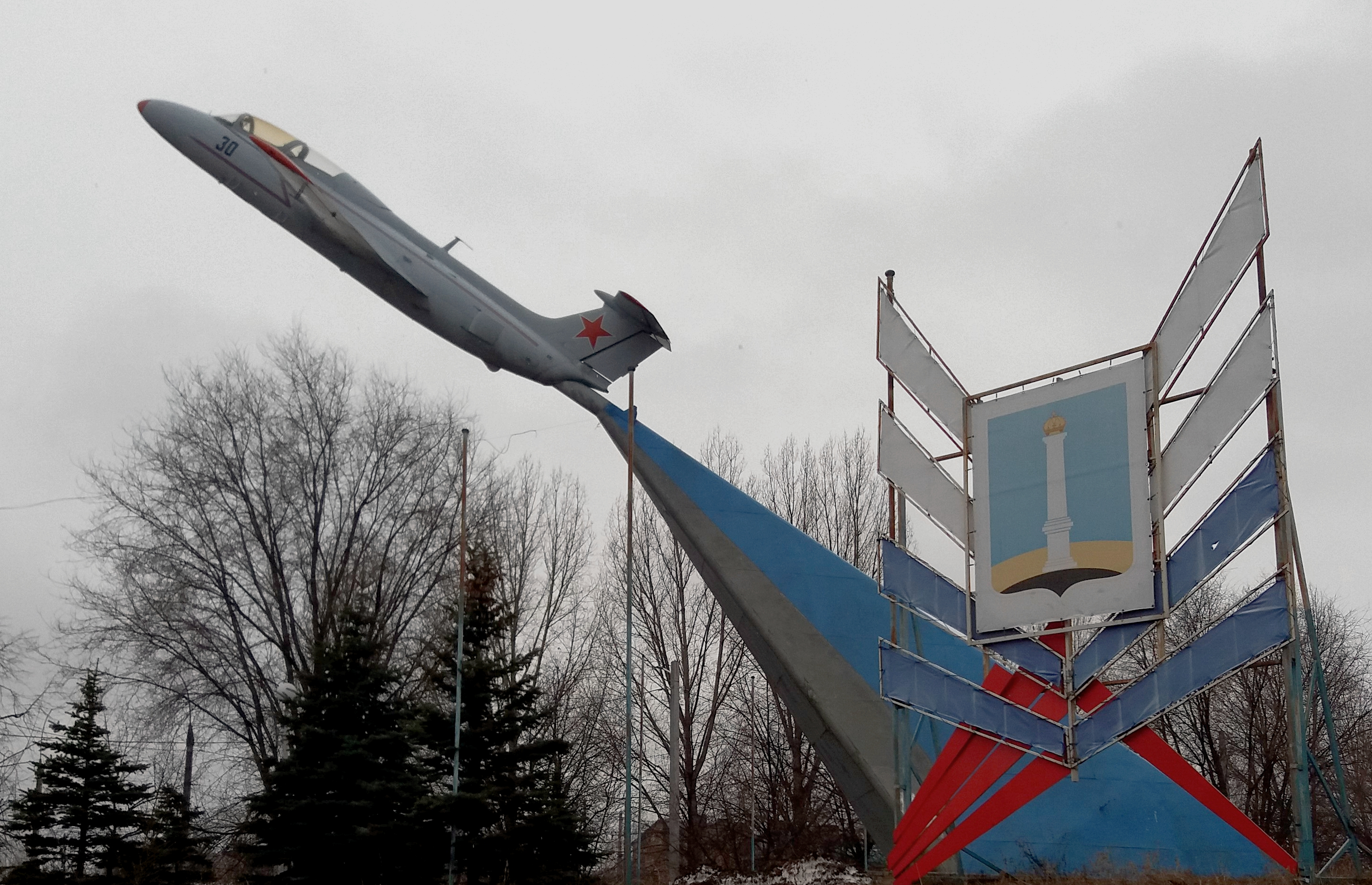
Памятник «Создателям авиации и авиаторам России».
Монумент «В ознаменование 50-летия Победы в Великой Отечественной войне» (фрагмент).
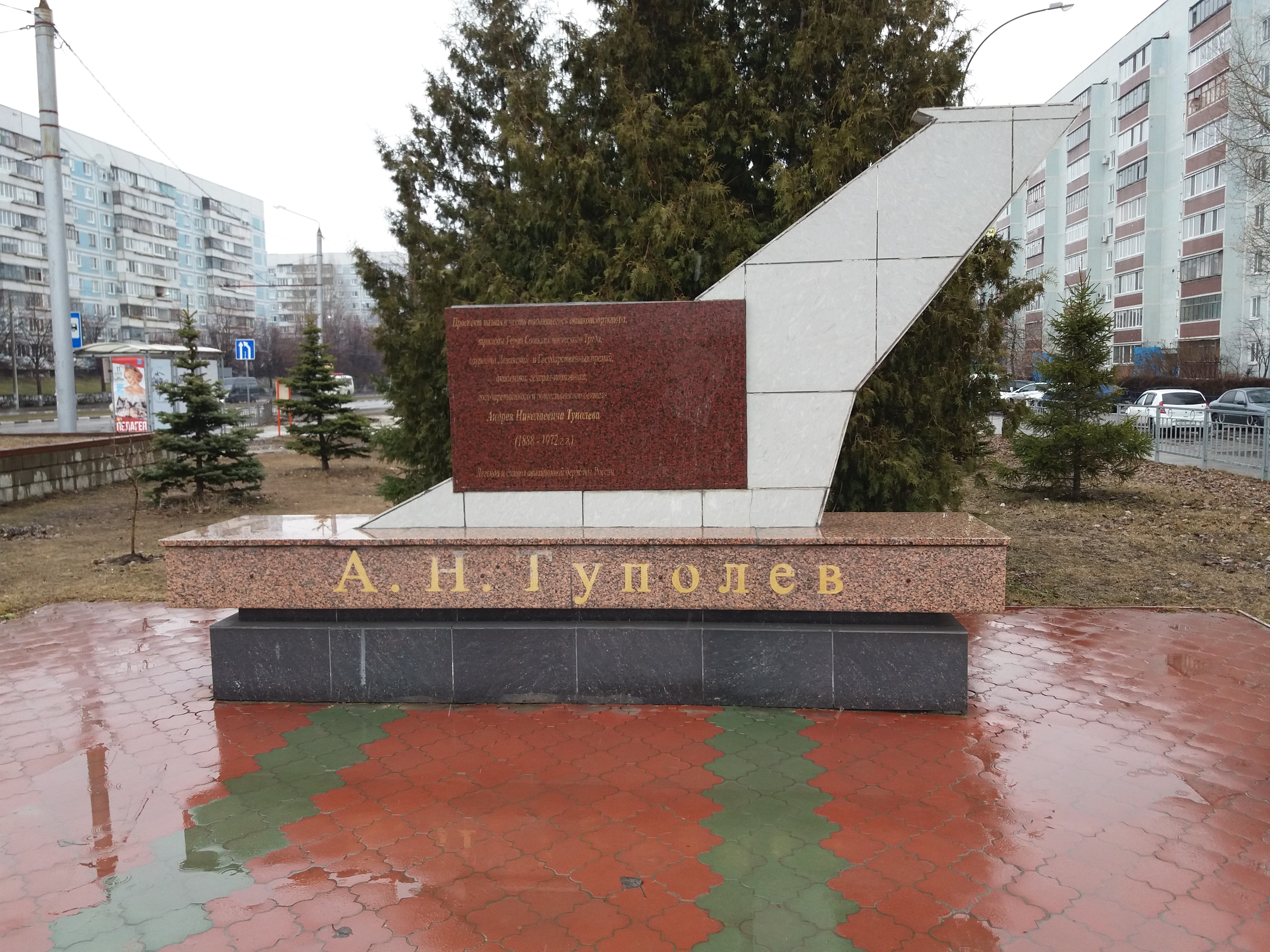
Памятник А. Н. Туполеву.
Памятник Карбышеву Д. М.
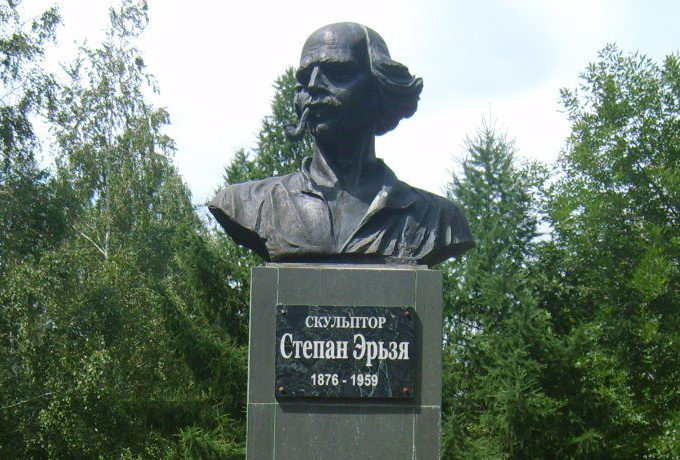
Памятник Степану Эрьзе (Нефёдову).
Матерям, положившим на алтарь Победы своих детей.
Монумент "В ознаменования 50-летия Победы".
Скульптуры в сквере "Айболит".
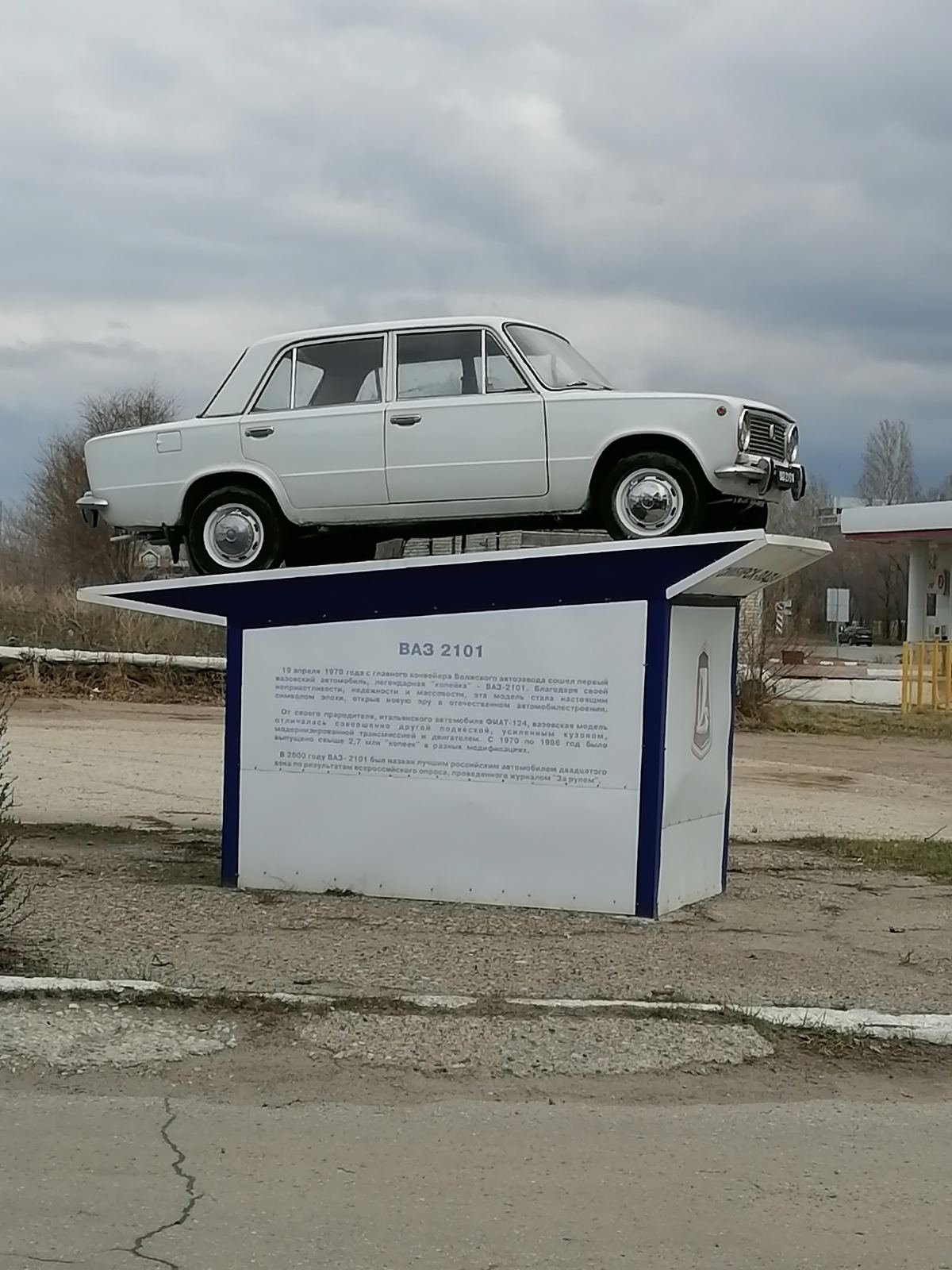
Памятник "Копейке", промплощадка, Новый Город.
Памятник «Володарцам-героям трудового фронта».
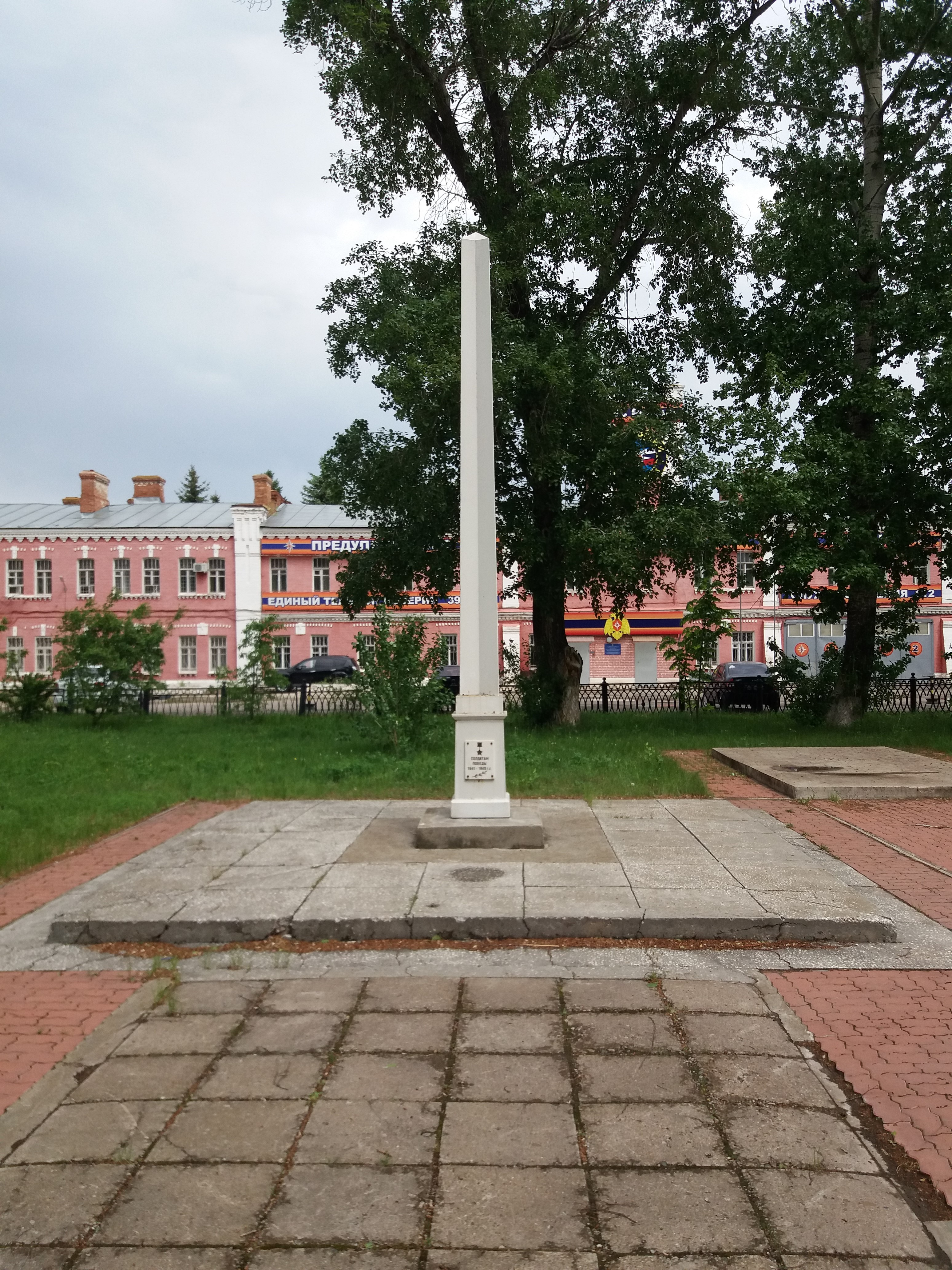
Обелиск «Солдатам Победы 1941—1945 гг.».
Аллея «Героям-володарцам».
Памятник "Землякам-Заволжцам".
Памятник Фильченкову Н. Д.
Самолет-памятник Як-18Т.
Памятник «Подвигам шоферов всех поколений» (ЗИЛ-164).

### Религия
- Никольская церковь[111] в слободе Часовня (закрыта в 1930 г., взорван в 1937 г.);
- Казанская церковь[112][113] в слободе Канава (в 1930 г. закрыта и переделана сначала в клуб «Аврора», а затем в кинотеатр «Ударник», затоплена в 1956 г.);
- Церковь (деревянная) Святого Великомученика и целителя Пантелеймона и храм (строится) (Нижняя Терраса);
- Храм Святого Владимира (ул. Волжская, Верхняя Терраса);
- Церковь равноапостольной Ольги (ул. Волжская, Верхняя Терраса);
- Киро-Иоанновский храм (на территории ЦГКБ);
- Храм Илии пророка (Новый город, на территории 31-й огдшбр, открыт 1998 г., в 2023 г. реконструирован)[114];
- Храм Святителя Николая Чудотворца (п-т Авиастроителей, Новый город);
- Храм Святого апостола Андрея Первозванного (п-т Врача Сурова, Новый город);
- Храм в честь иконы Божией Матери «Споручница грешных» (ИК-8, открыт 14.07.2023 г.)[115];
- Мечеть «Мубарак» (Верхняя Терраса);
- Медресе «Биляр» (ул. Оренбургская, 1б, Верхняя Терраса)[116];
- Мечеть «Ихсан» (Новый город);
- Свято-Владимирское подворье женского монастыря Архангела Михаила (ул. Волжская, Верхняя Терраса);

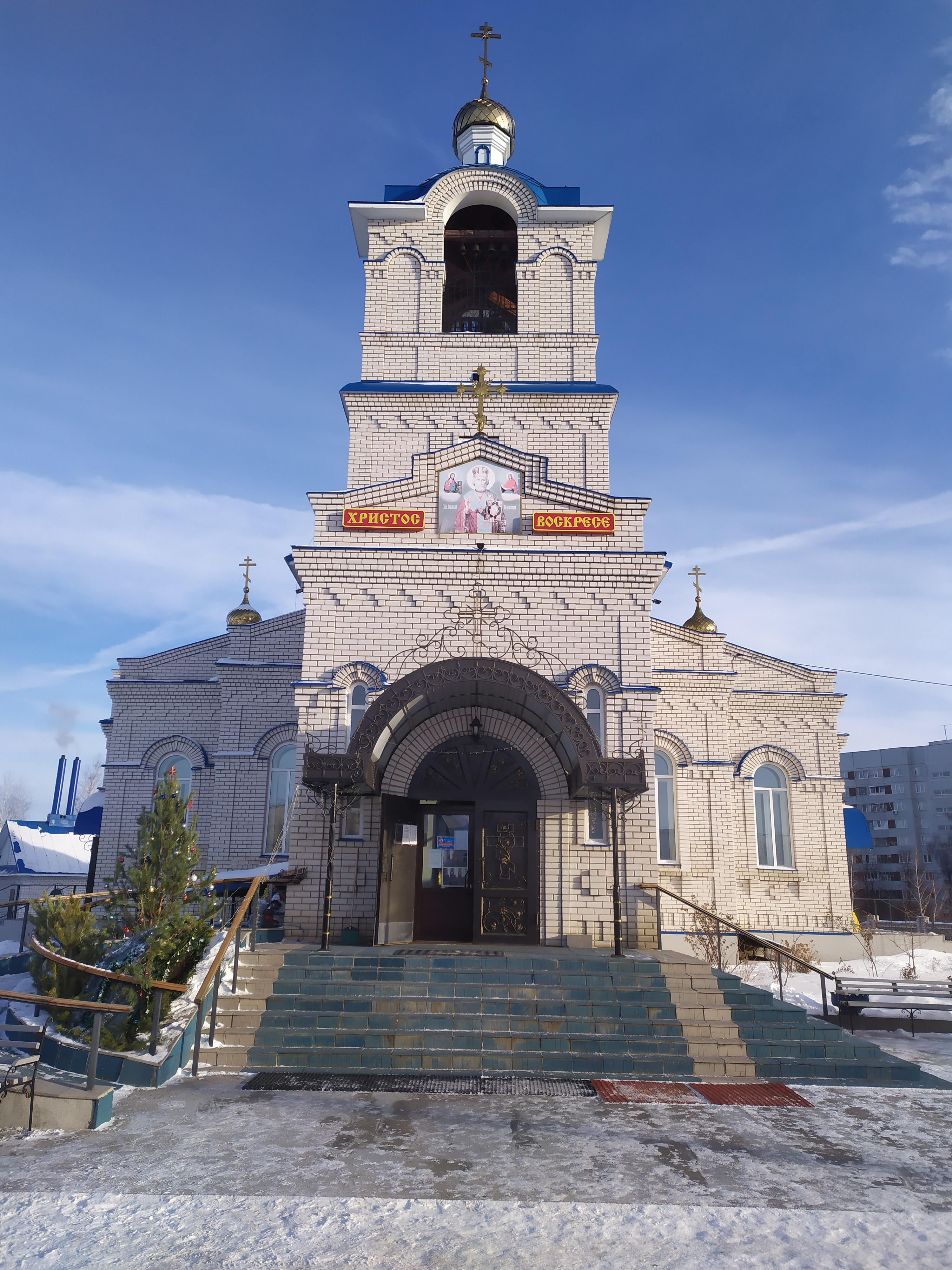
Храм Святителя Николая Чудотворца.
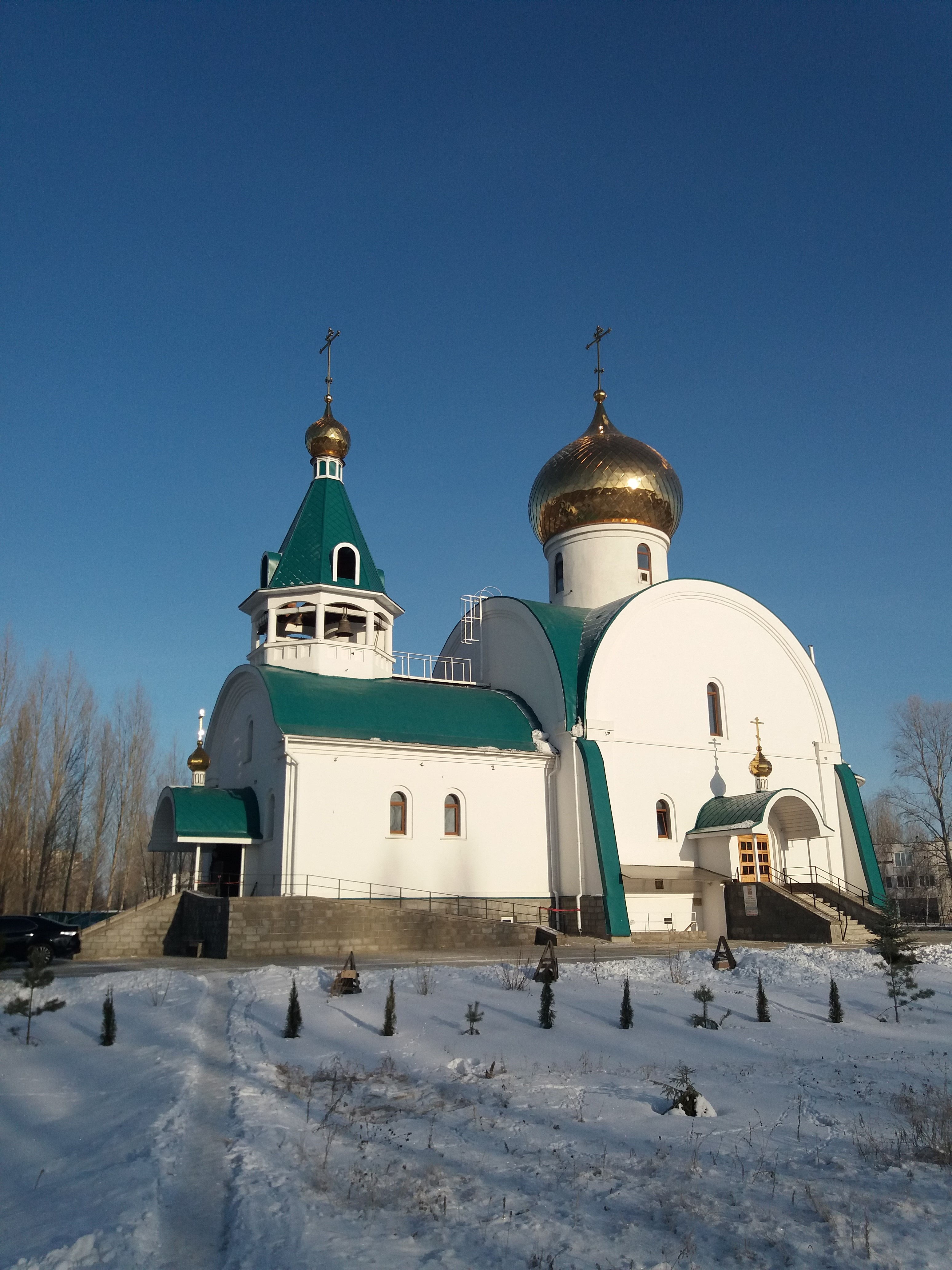
Храм в честь св. Апостола Андрея Первозванного.
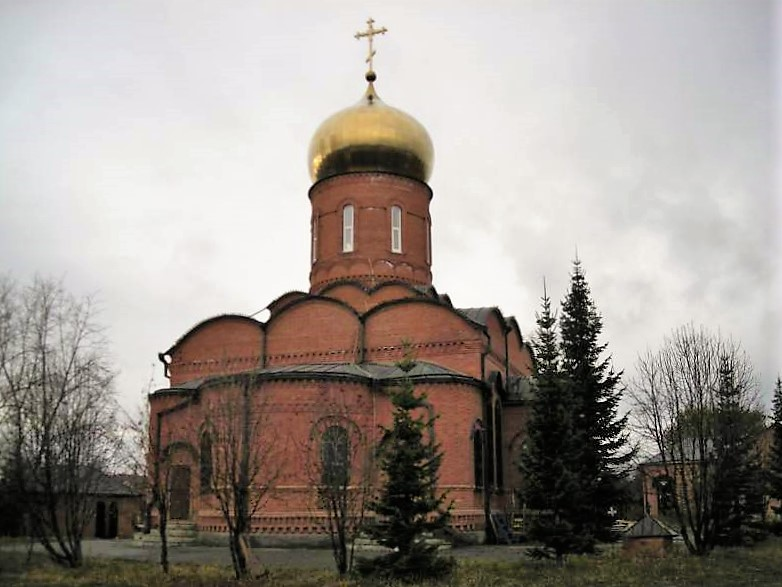
Церковь на Верхней Террасе.
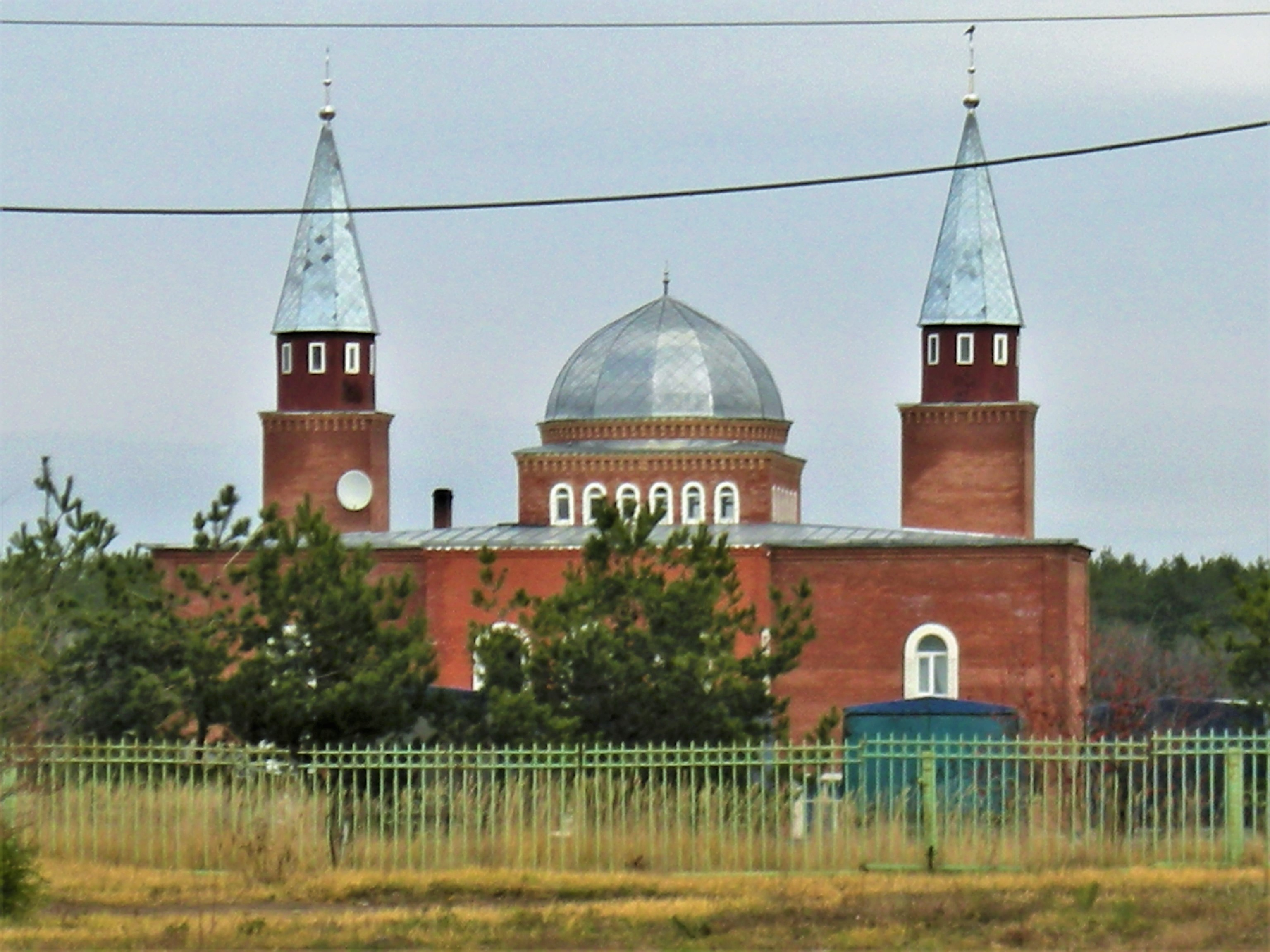
Мечеть в Новом городе.
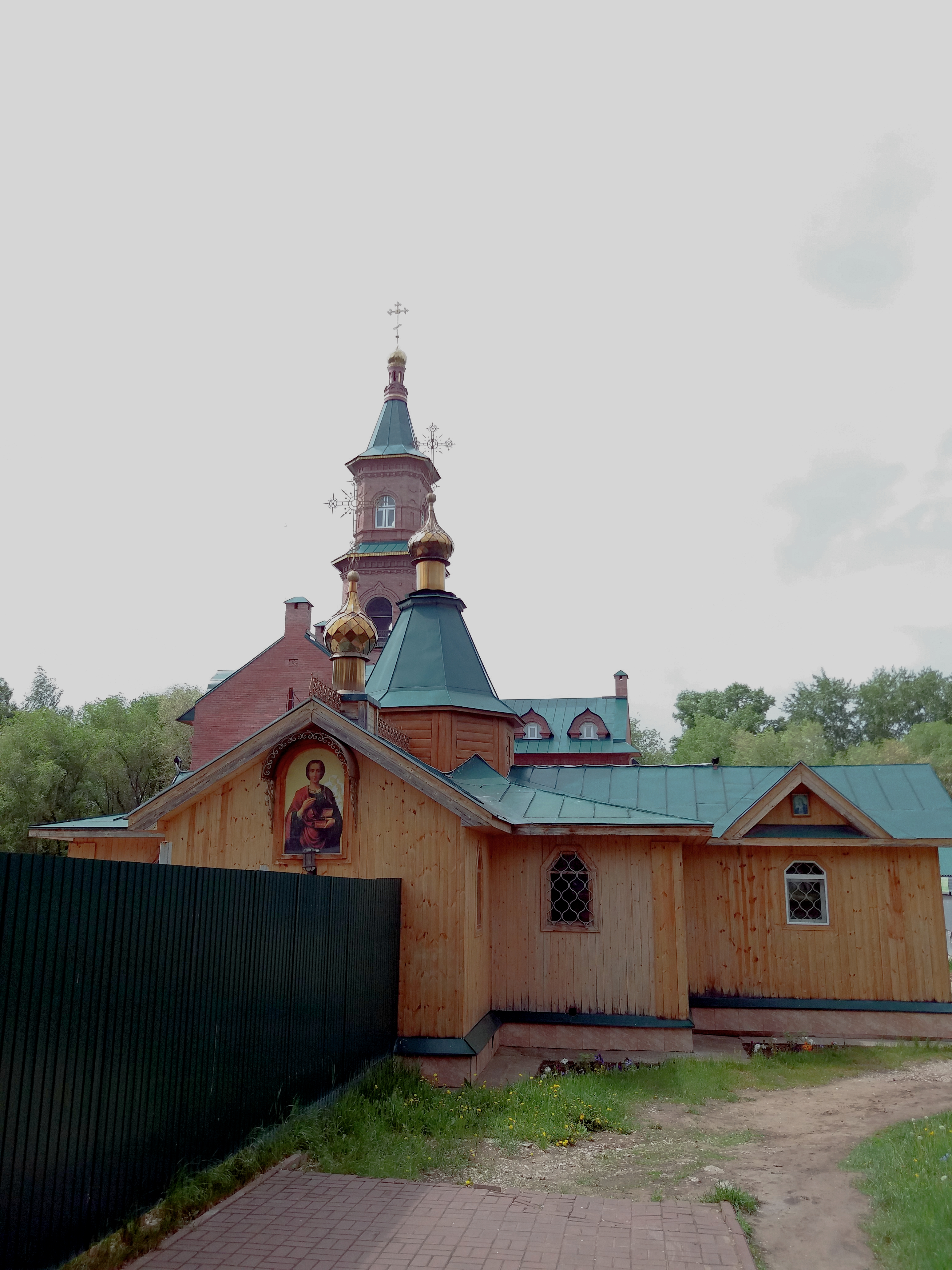
Церковь Святого Великомученика и целителя Пантелеймона и храм (строится).
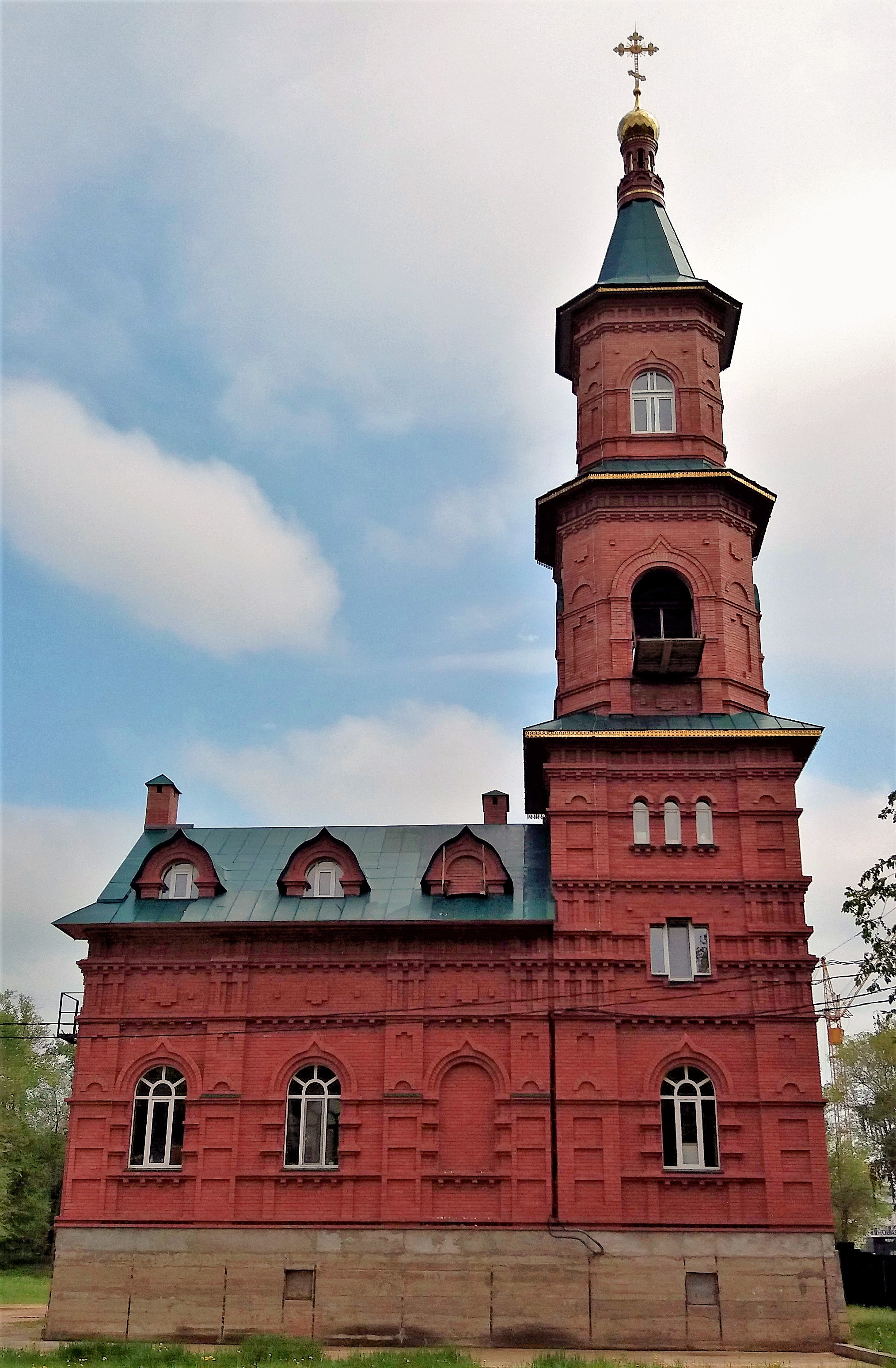
Храм Святого Великомученика и целителя Пантелеймона (строится).
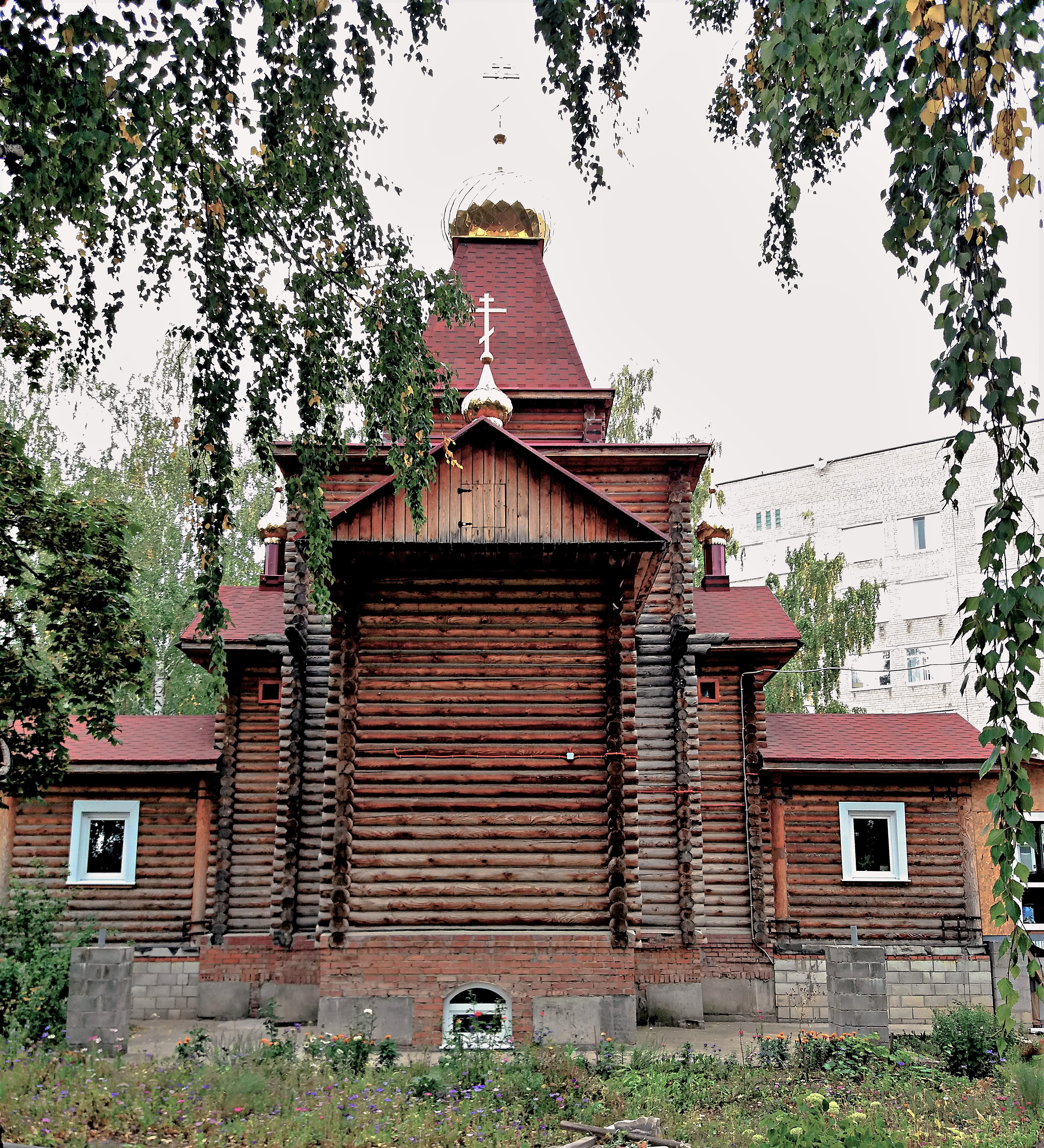
Киро-Иоанновский храм (ЦГКБ).
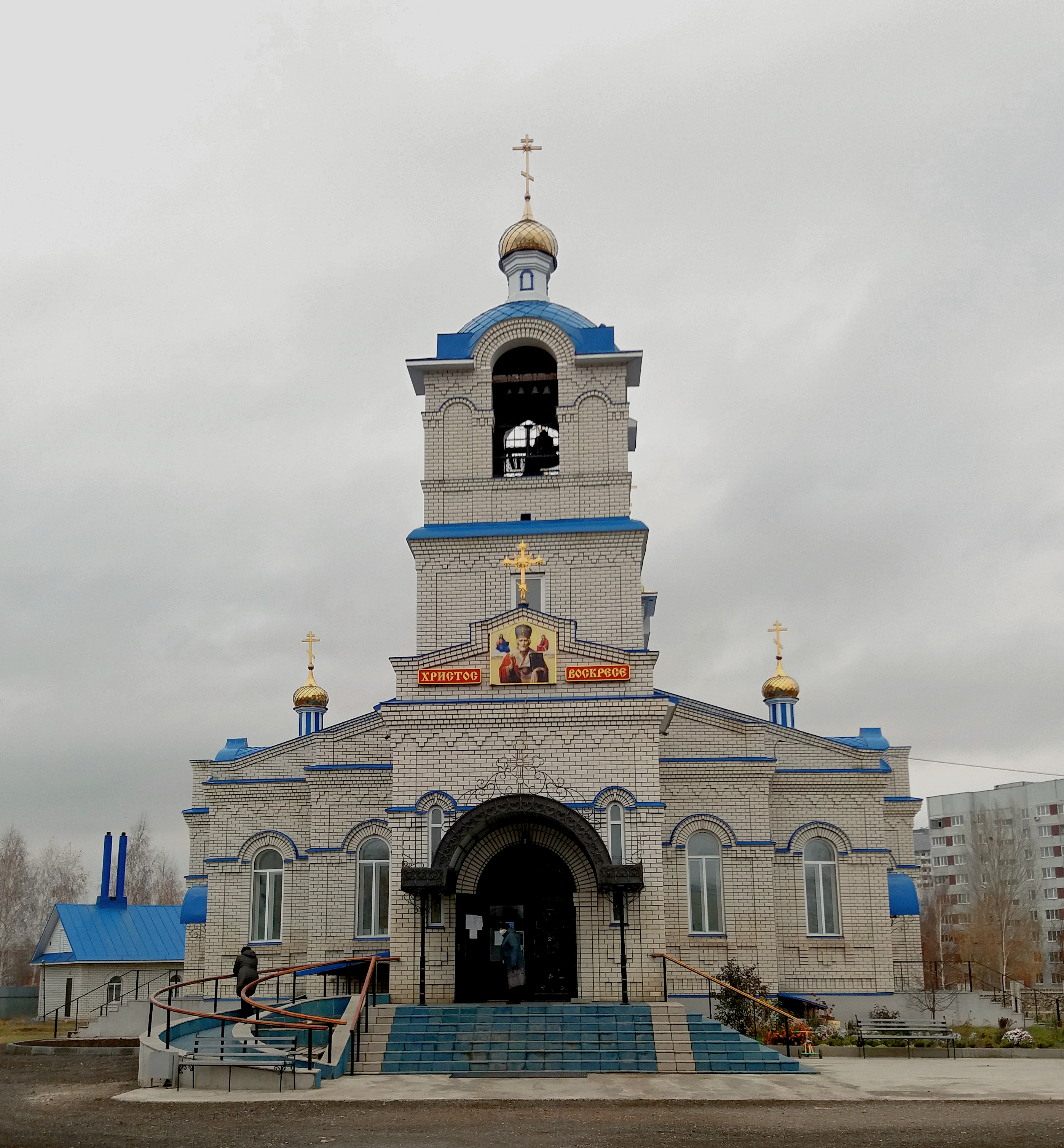
Храм Святителя Николая Чудотворца.
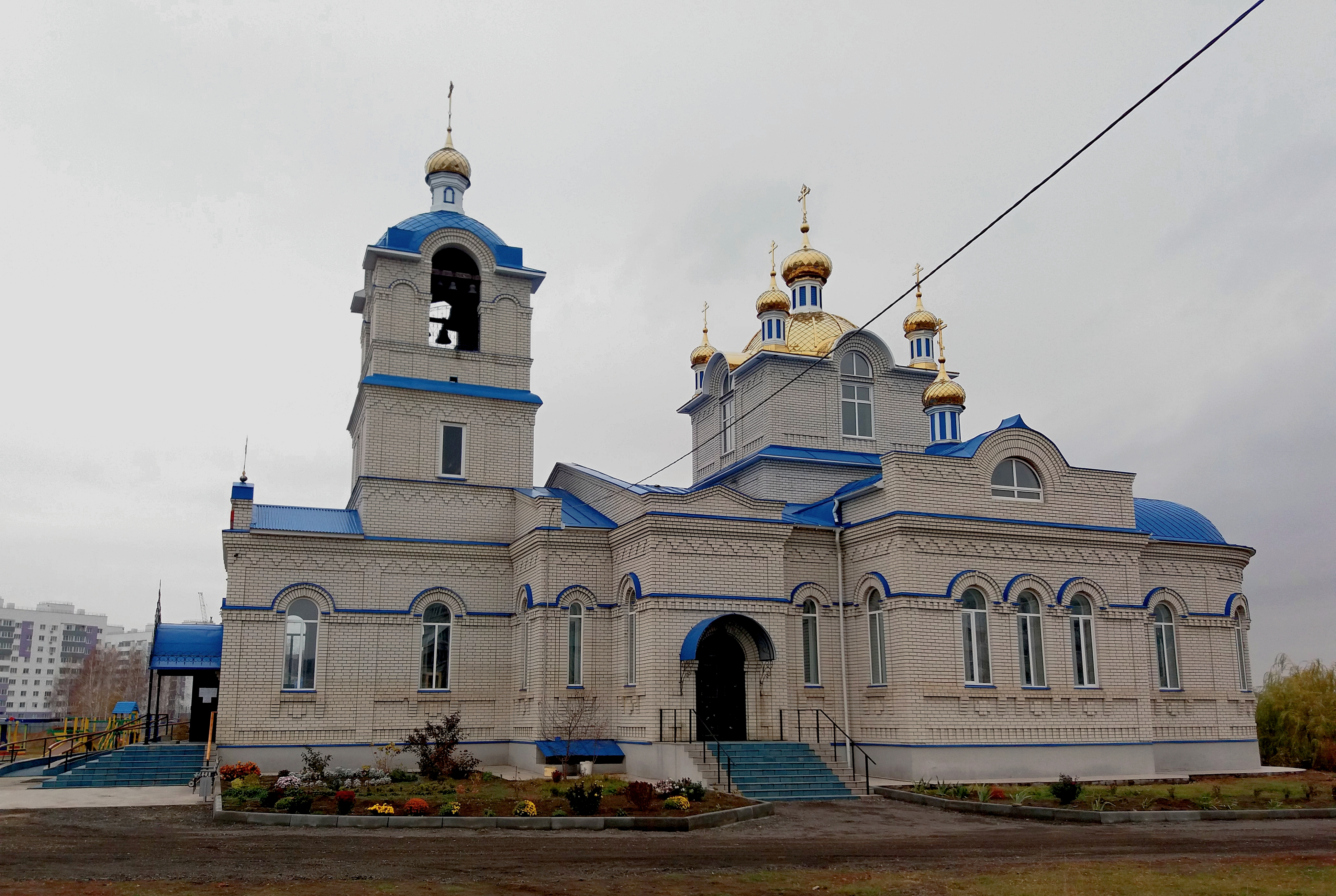
Храм Святителя Николая Чудотворца.
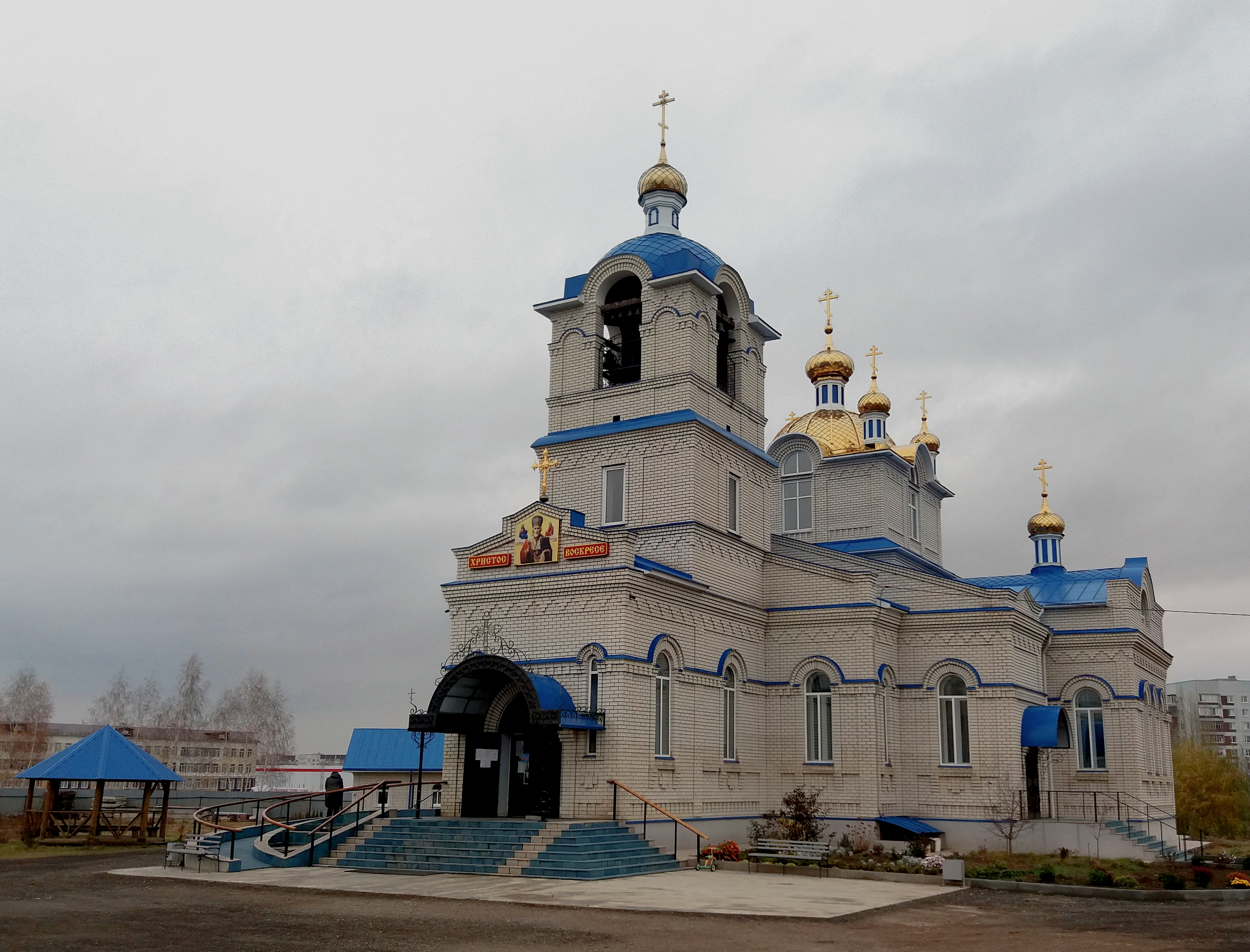
Храм Святителя Николая Чудотворца.
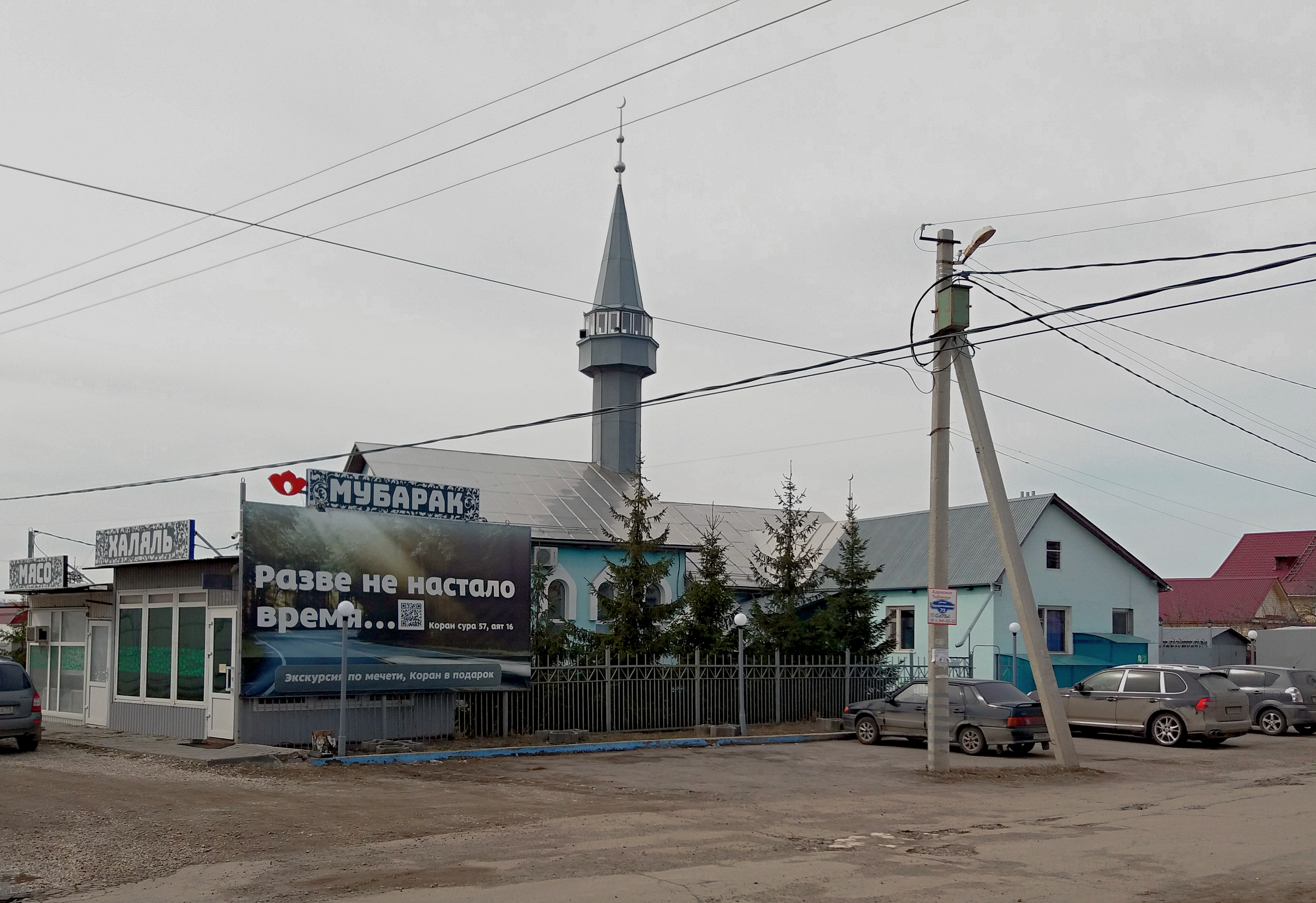
Мечеть «Мубарак».
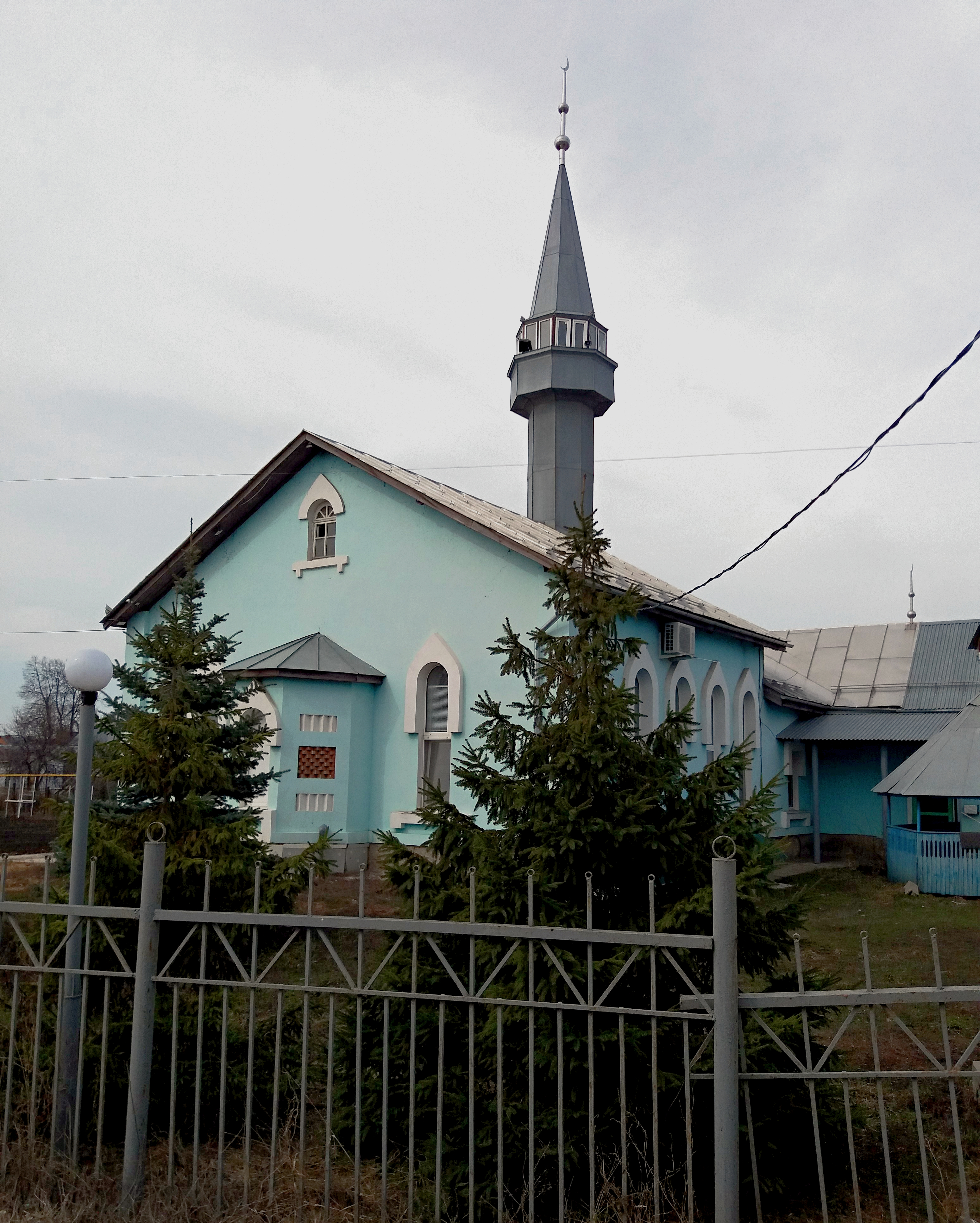
Мечеть «Мубарак».
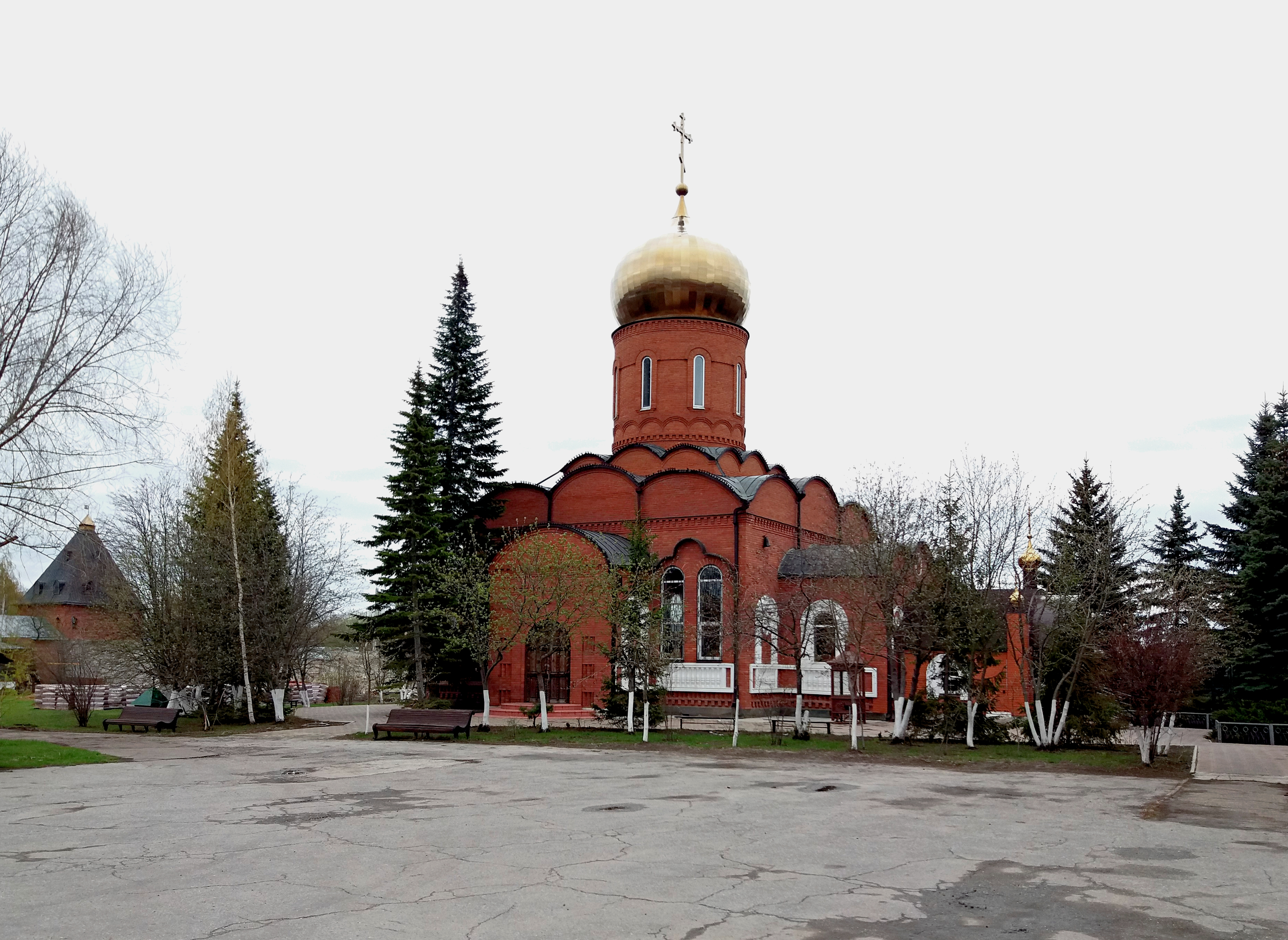
Храм Святого равноапостольного князя Владимира.
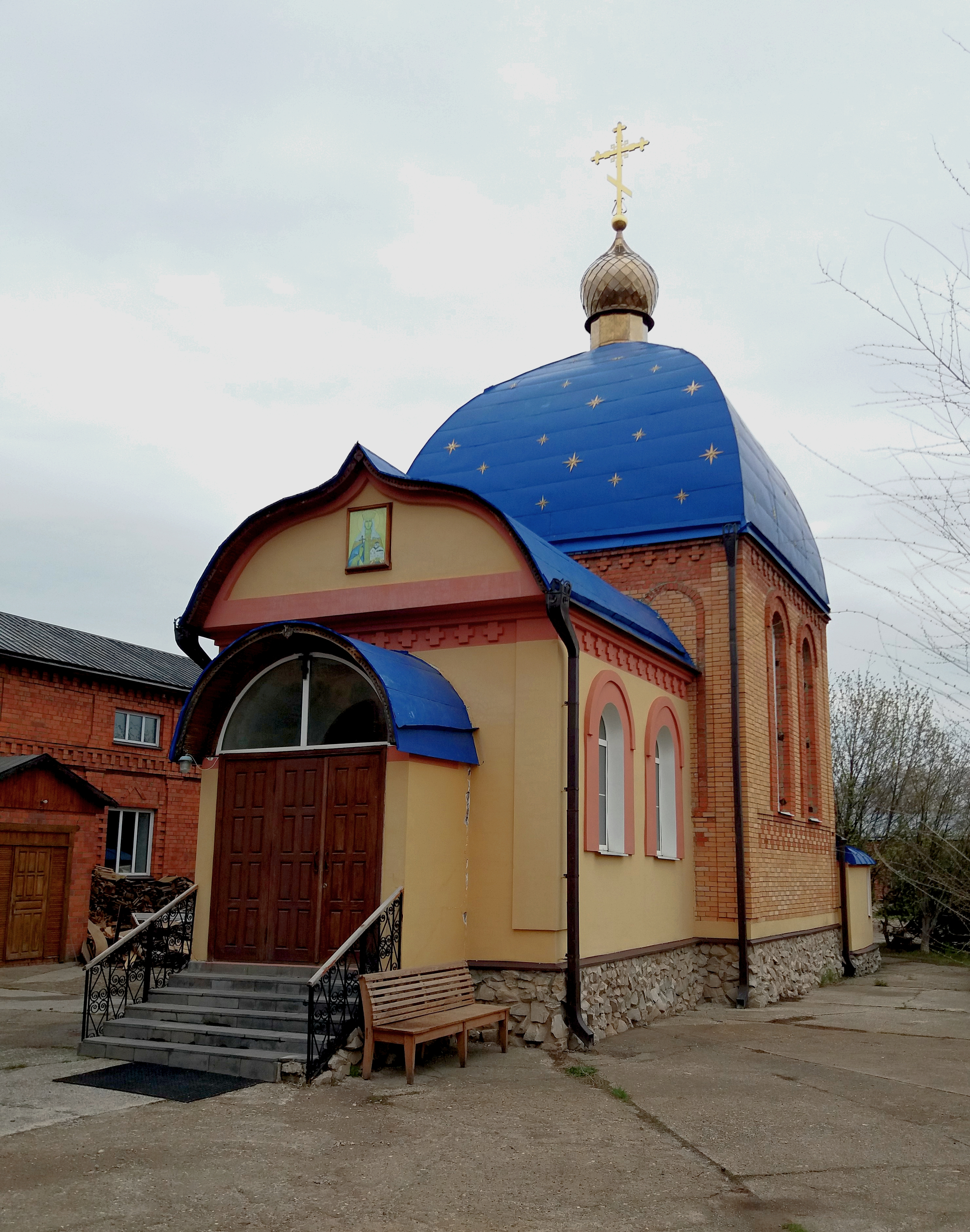
Церковь равноапостольной Ольги.
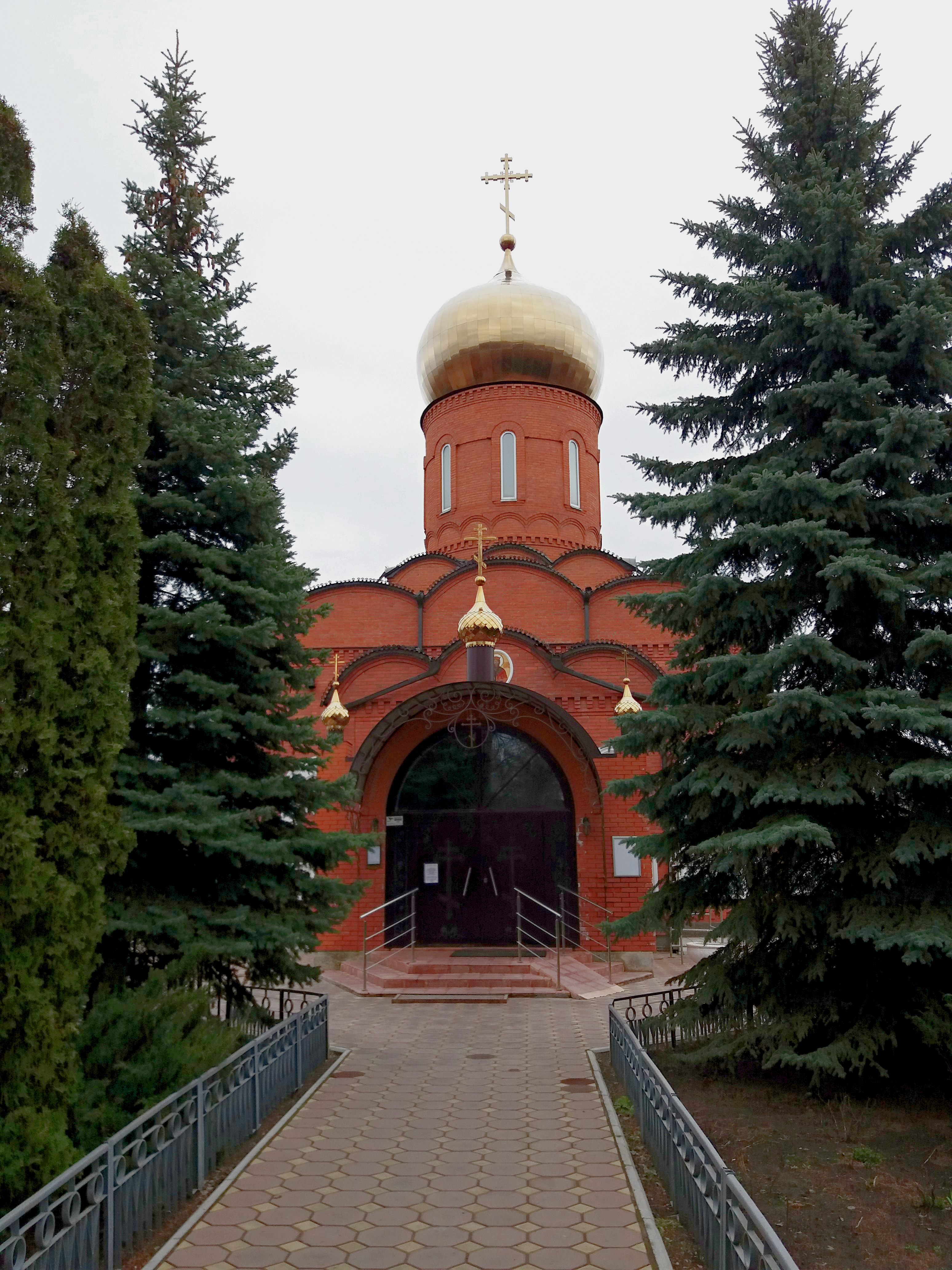
Храм Святого равноапостольного князя Владимира.
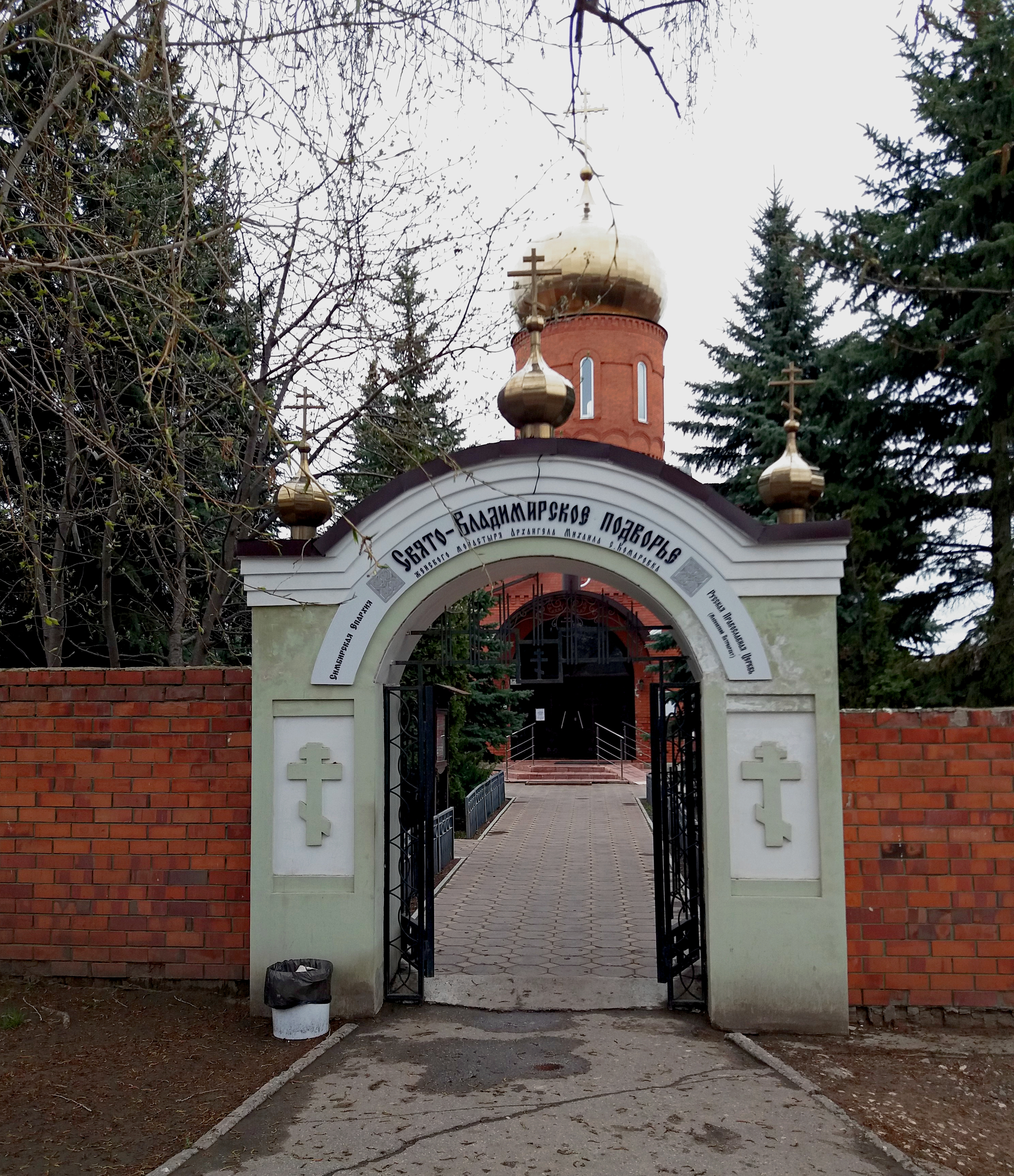
Вход во Свято-Владимирское подворье женского монастыря Архангела Михаила.
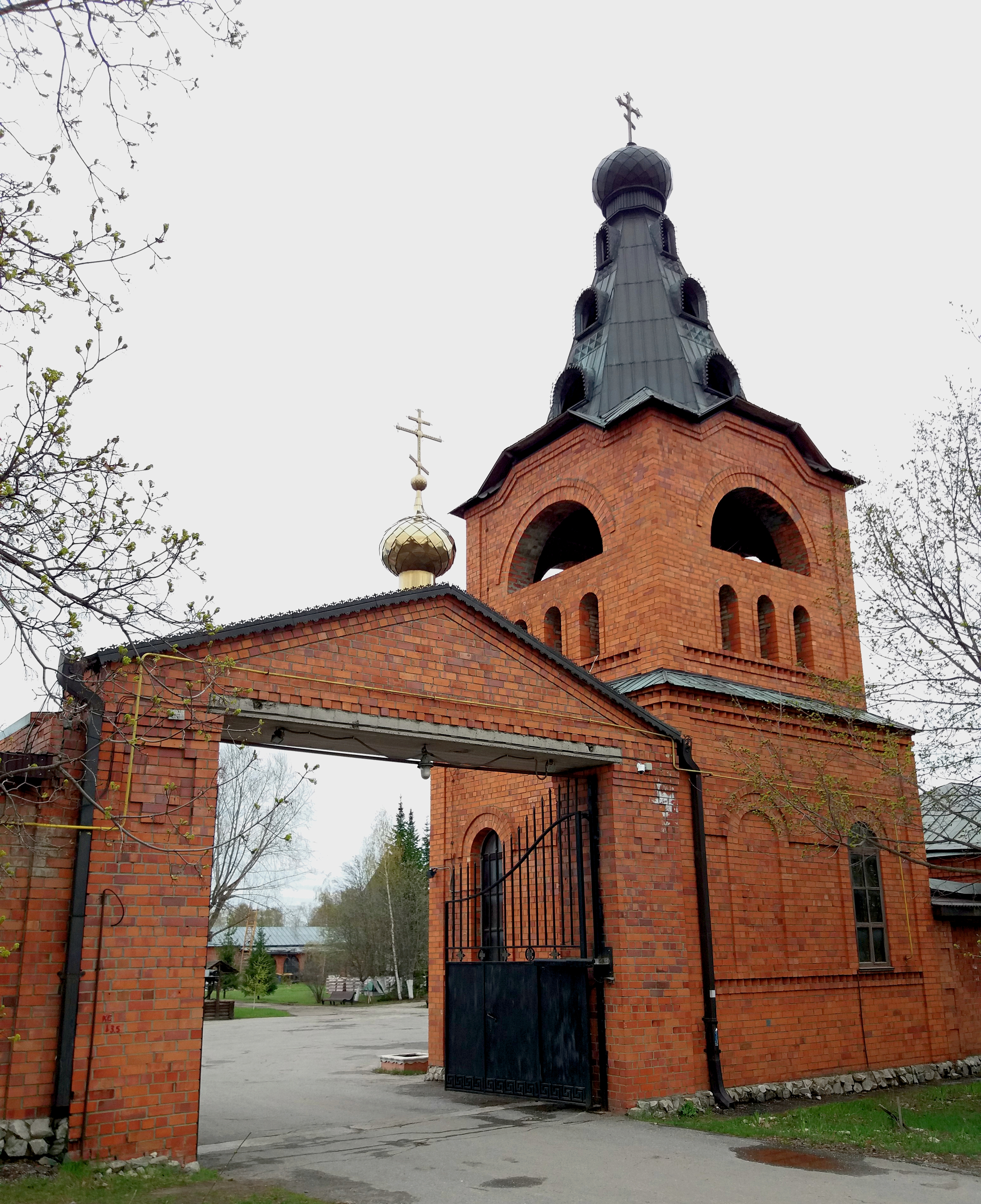
Ворота во Свято-Владимирское подворье женского монастыря Архангела Михаила.
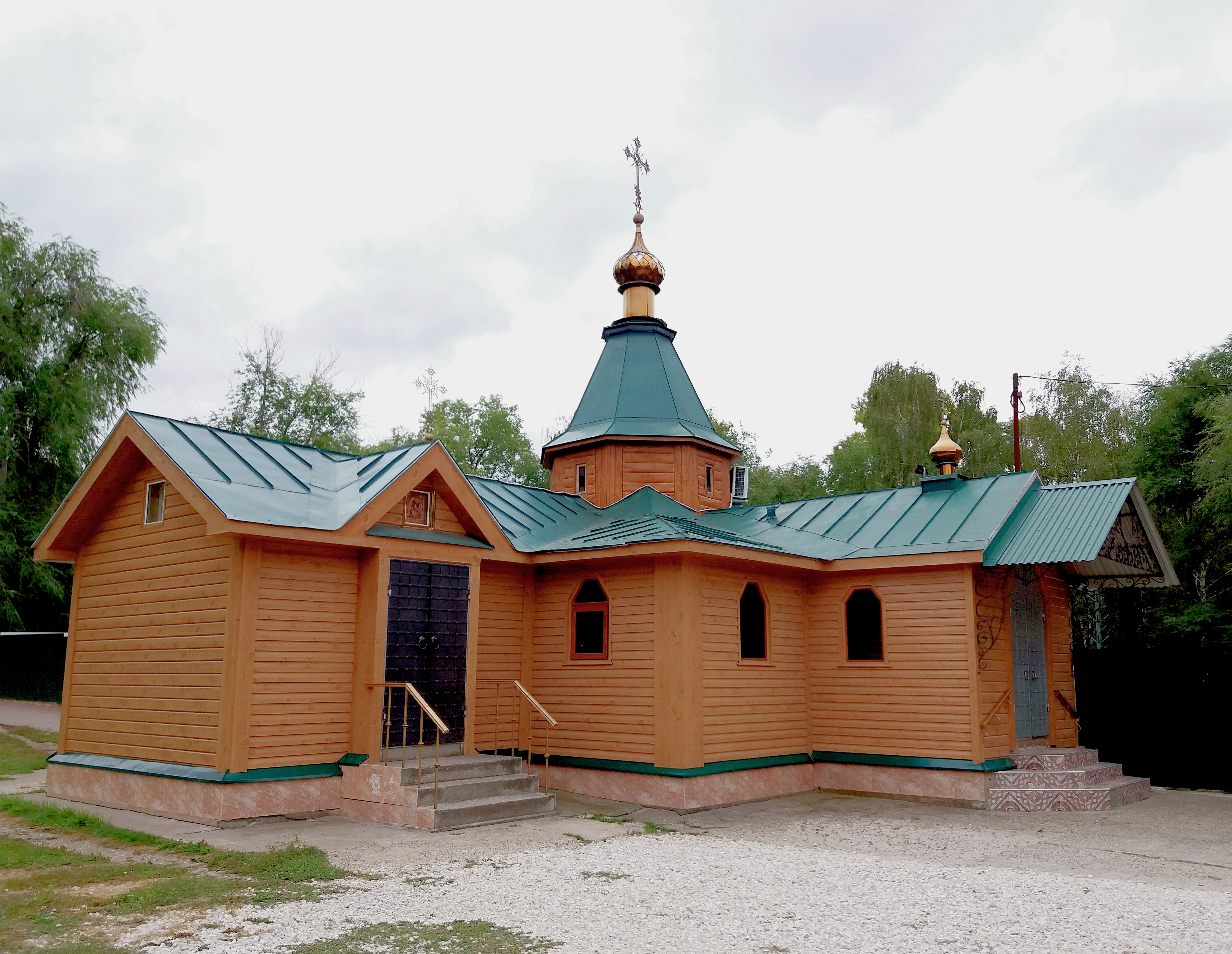
Церковь Святого Великомученика и целителя Пантелеймона (Нижняя Терраса).

### Кинотеатры

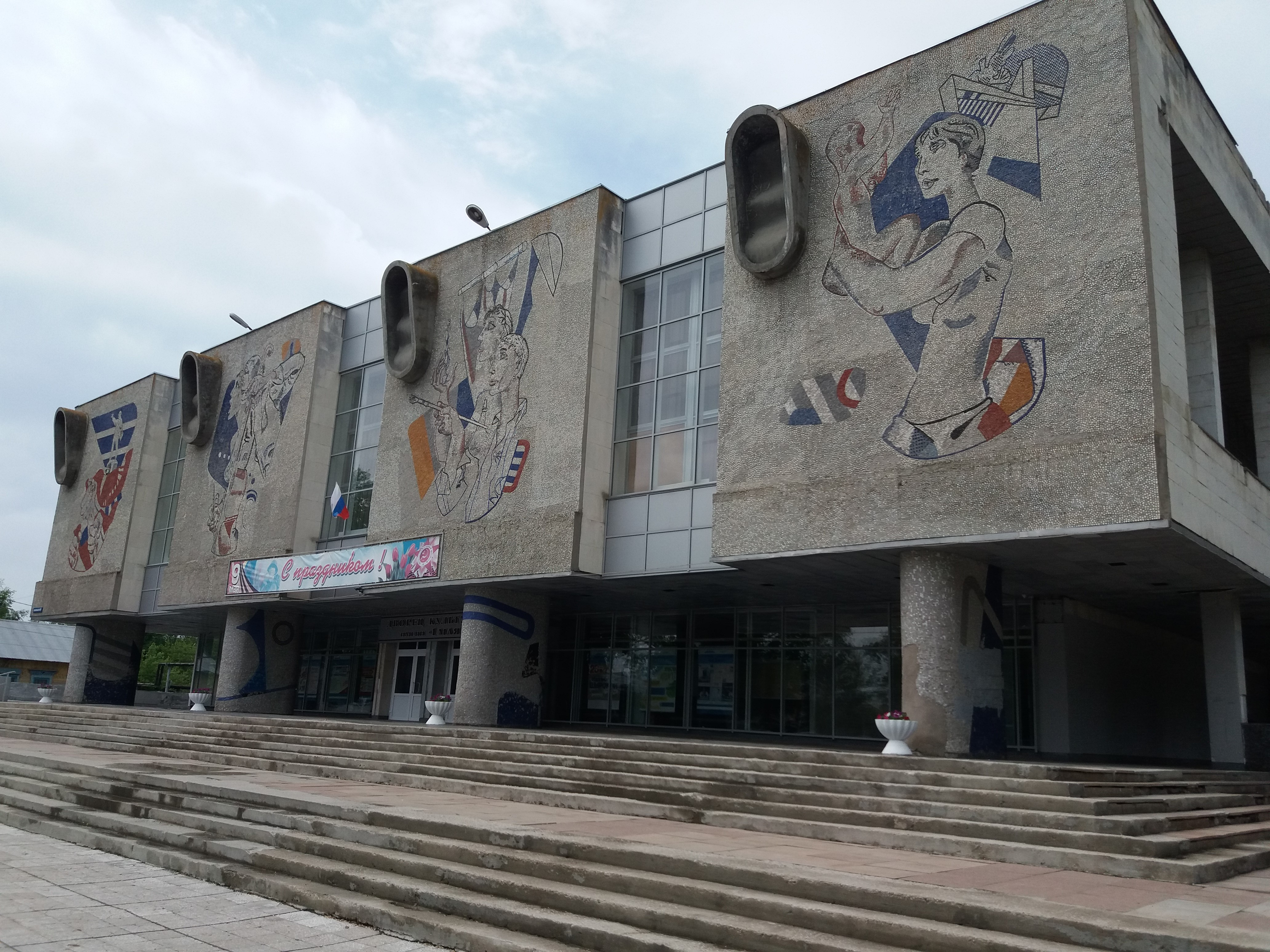
ДК имени 1 Мая (Нижняя Терраса).

- ДК имени 1 Мая (Нижняя Терраса).ДК имени 1 Мая (Нижняя Терраса);К/т «Аврора».

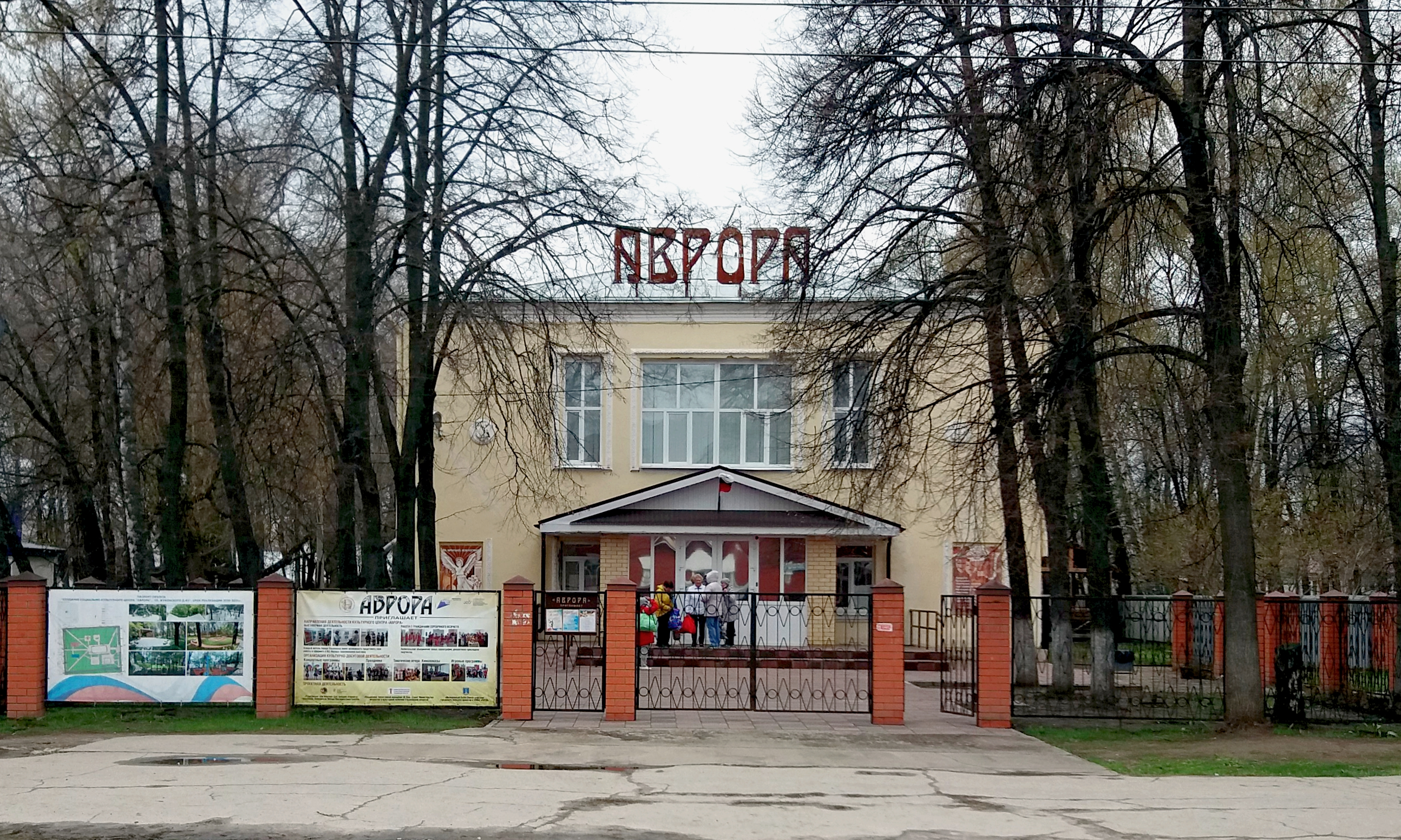
К/т «Аврора».

- ДК «Руслан» (Новый город);
- К/т «Крылья» (Новый город);

### Музеи
- Музей УПЗ (с 1967, Нижняя Терраса, ул. Металлистов, 7);
- Музей ЗАО Авиастар СП (с 1983);
- Музей защиты детства (ул. 40-летия Октября, 7);
- КВЦ «Радуга» (Новый город);

### Парки
- Парк культуры и отдыха «40-летия ВЛКСМ» (Верхняя Терраса)[117][118];
- Парк Ушакова (Верхняя Терраса);
- Парк имени Василия Маргелова (Новый город);
- Экопарк «Прибрежный» (Новый город);
- Сквер имени 1 Мая (открыт в 1924 г., Нижняя Терраса)
- Сквер имени 100-летия Ульяновскому патронному заводу (Нижняя Терраса);
- Сквер Олимпийский (Верхняя Терраса);
- Аллея ветеранов (Новый город);
- Сквер «Айболит» (Новый город);

Парк имени генерала Маргелова.
В парке имени генерала Маргелова.
В парке имени генерала Маргелова.
В парке имени генерала Маргелова.
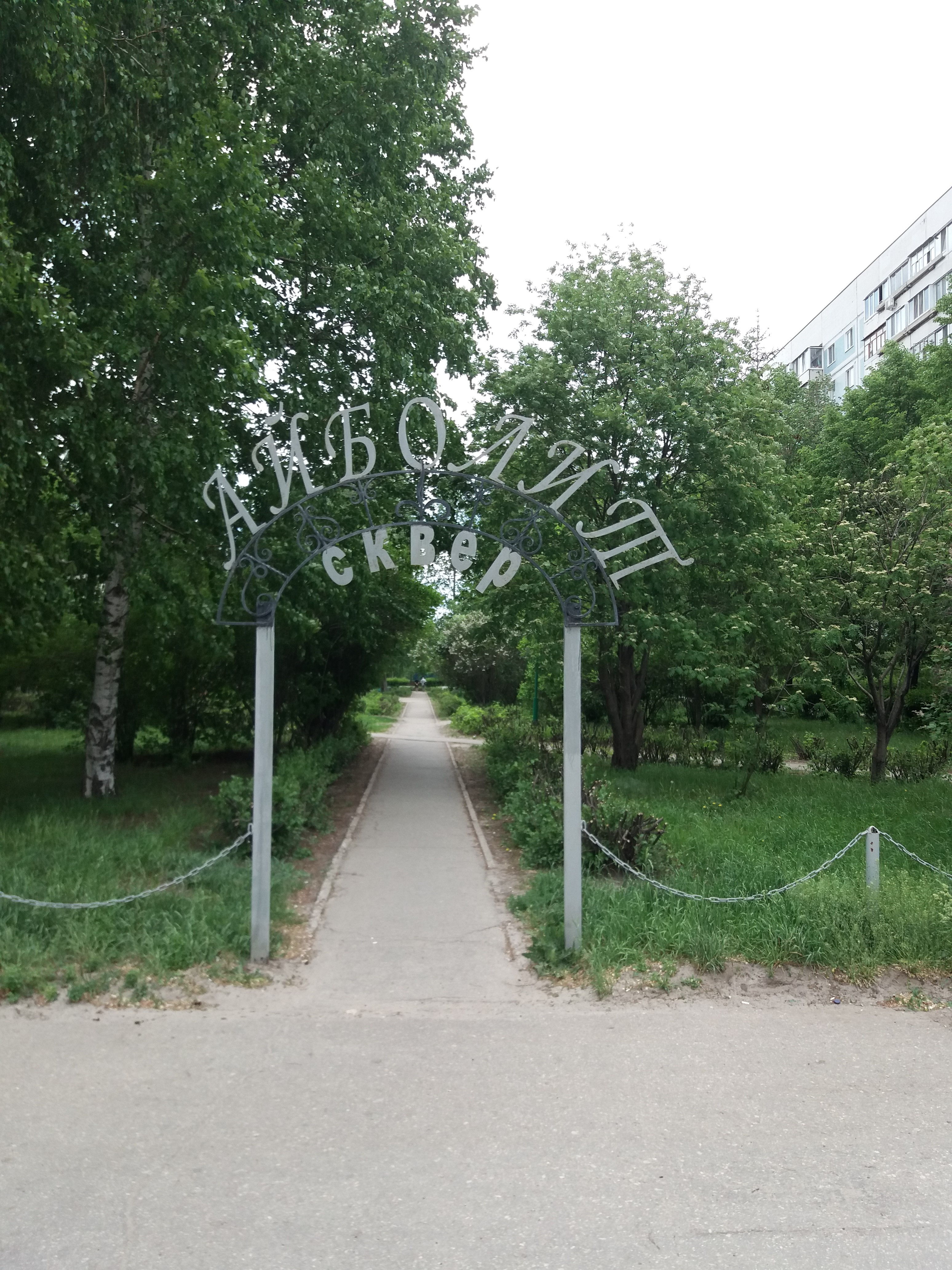
Сквер "Айболит".
Вход в экопарк «Прибрежный».
Памятный знак - Пограничникам Всех поколений (экопарк "Прибрежный").
Памятный знак - Воинам всех поколений (экопарк «Прибрежный»).
Судно-памятник Метеор-210 (экопарк «Прибрежный»).
Сквер имени 1 Мая (Нижняя Терраса).
Сквер «Олимпийский» (Верхняя Терраса).

### Памятник природы
- Пальцинский остров — памятник природы ООПТ Ульяновской области, с 13 июля 2004 года входит в состав Ульяновского городского округа, приписан к Заволжскому району[119].

### Кладбища
- Заволжское-1 (Майская гора)
- Заволжское кладбище
- Алексеевское кладбище (п. Ленинский (Рыбацкий) и бывших деревень Алексеевка и Юрьевка)
- Пальцинское городище, ныне находится на дне Куйбышевского водохранилища

## Образование

Институт авиационных технологий и управления УлГТУ (ИАТУ).

Высшие учебные заведения

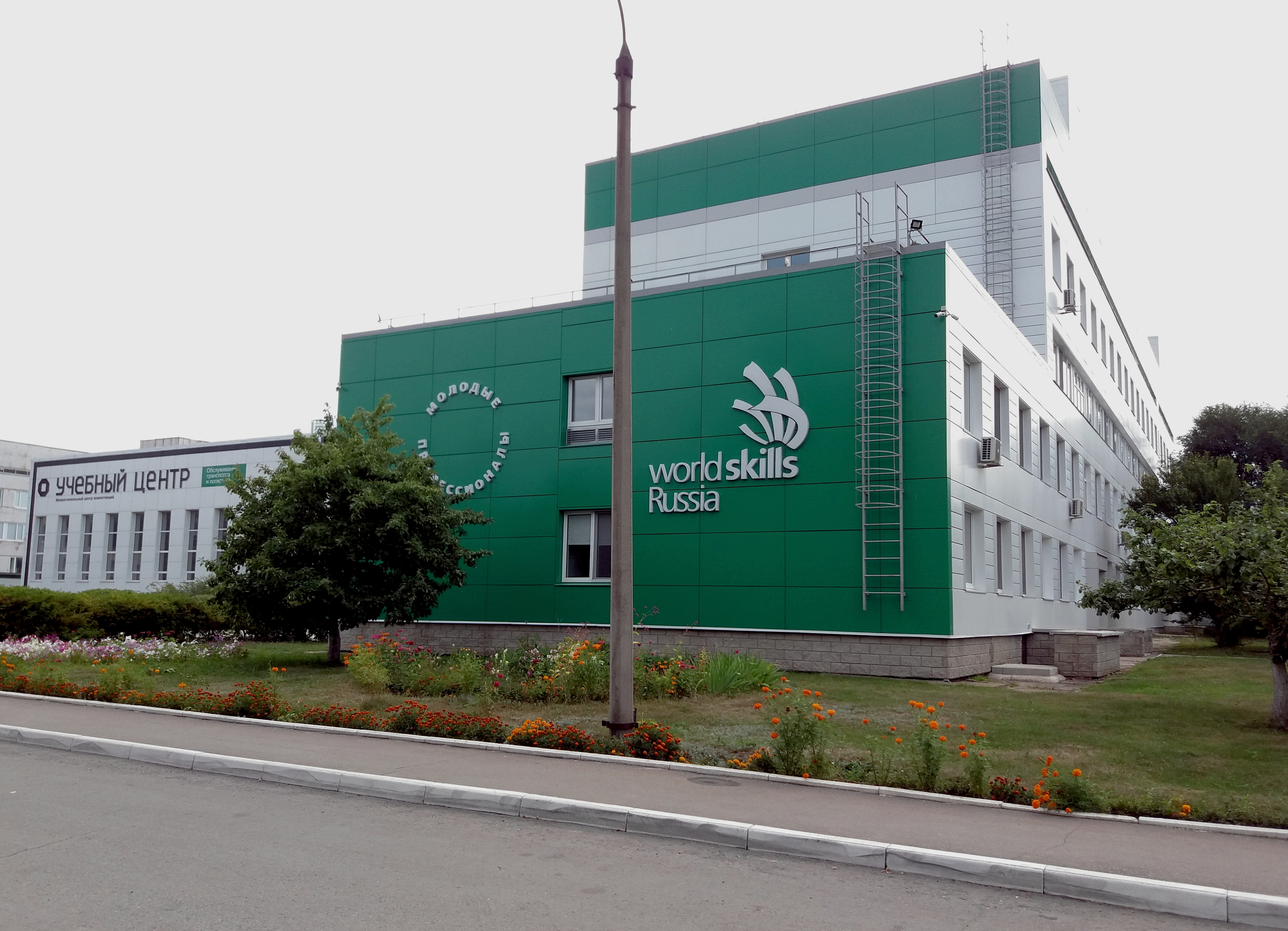
Межрегиональный центр компетенций (МЦК) по стандартам WorldSkills.

- Межрегиональный центр компетенций (МЦК) по стандартам WorldSkills.Международный славянский институт (НТ)
- Московский государственный университет технологий и управления имени К. Г. Разумовского (НТ)
- Институт Авиационных Технологий и Управления (ИАТУ филиал УлГТУ) (НГ)
- Институт Дистанционного и Дополнительного Образования, филиал УлГТУ (НГ)

Специальные учебные заведения

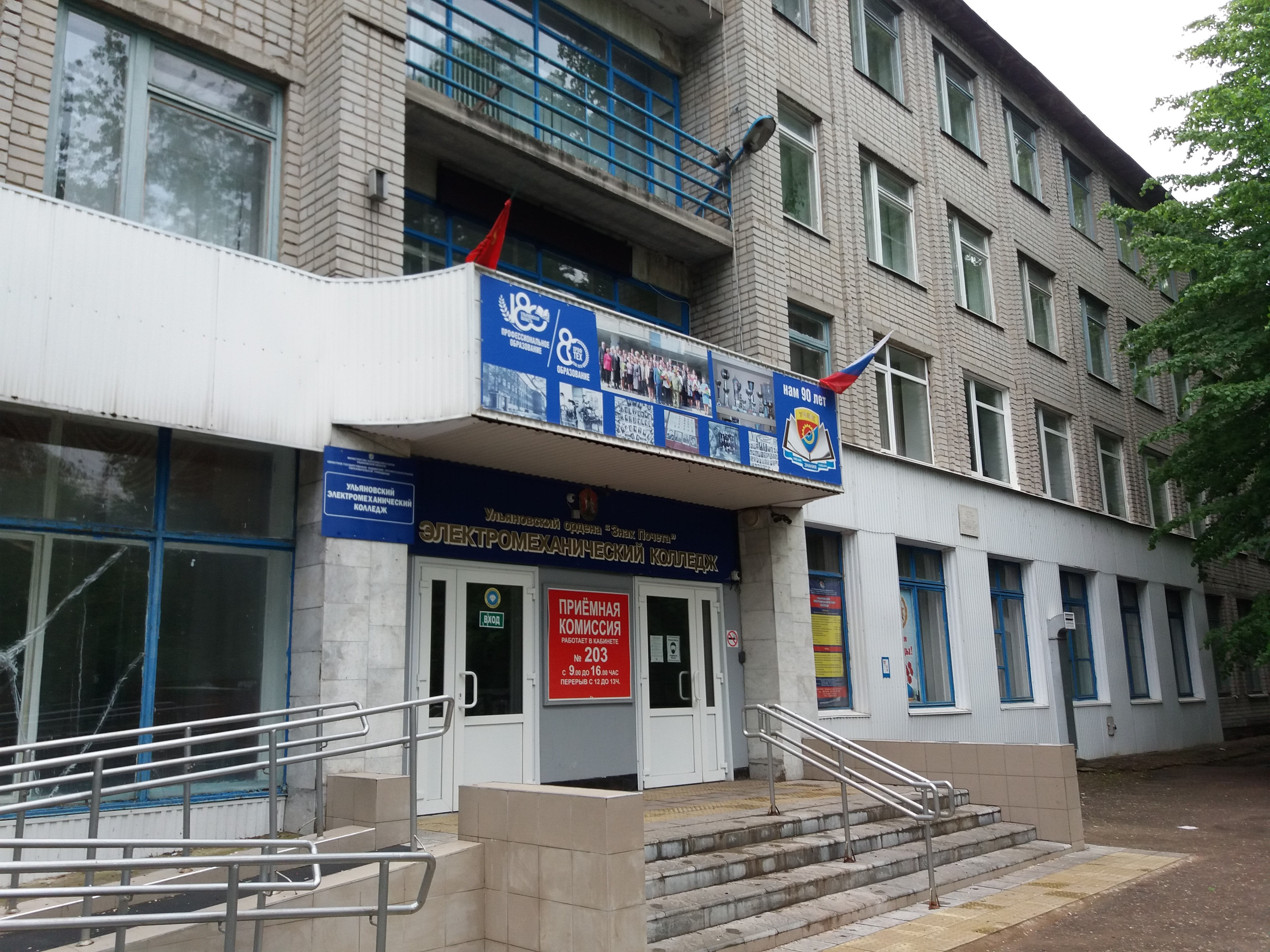
Ульяновский электромеханический колледж.

- Ульяновский электромеханический колледж.Ульяновский ордена «Знак Почета» электромеханический колледж (НТ)[120][121];
- Ульяновское гвардейское суворовское военное училище (с 5.10.2024);
- Ульяновский медицинский колледж (ВТ);
- Ульяновский медицинский колледж (НГ);
- Колледж экономики и информатики (НГ);
- Ульяновский авиационный колледж, в 2016 году на его базе создан Межрегиональный центр компетенций (МЦК) по стандартам WorldSkills (НГ);
- Ульяновский технический колледж (НГ);

Лицей № 90.

Общеобразовательные учебные заведения
- Средняя школа № 5 имени С. М. Кирова (НТ)[122][123][124][125]
- Средняя школа № 41 (НТ)
- Средняя школа № 83 (НТ)
- Школа № 14 (ВТ)
- Школа № 74 (ВТ)
- Школа № 42 (ВТ)[126]
- Школа № 19 (спец) (ВТ)
- Гимназия № 44 (ВТ)
- Гимназия № 59 (ВТ)
- Школа № 50 (НГ)
- Школа-интернат № 2 (НГ)
- Многопрофильный лицей № 20 (НГ)
- Школа № 9 (НГ)
- ДЮСШ «Заволжье» (НГ)
- Школа № 17 (НГ)
- Гимназия № 65 (НГ)
- Гимназия № 79 (НГ)
- Школа № 63 (НГ)
- Школа № 64 (НГ)
- Детская школа искусств № 8 (Новый Город).Школа № 69 (НГ)
- Начальная школа № 200 (НГ)
- Авторский лицей Эдварса № 90 (НГ)
- Школа № 72 (НГ)
- Школа № 73 (НГ)
- Школа № 75 (НГ)
- Школа № 86 (НГ)

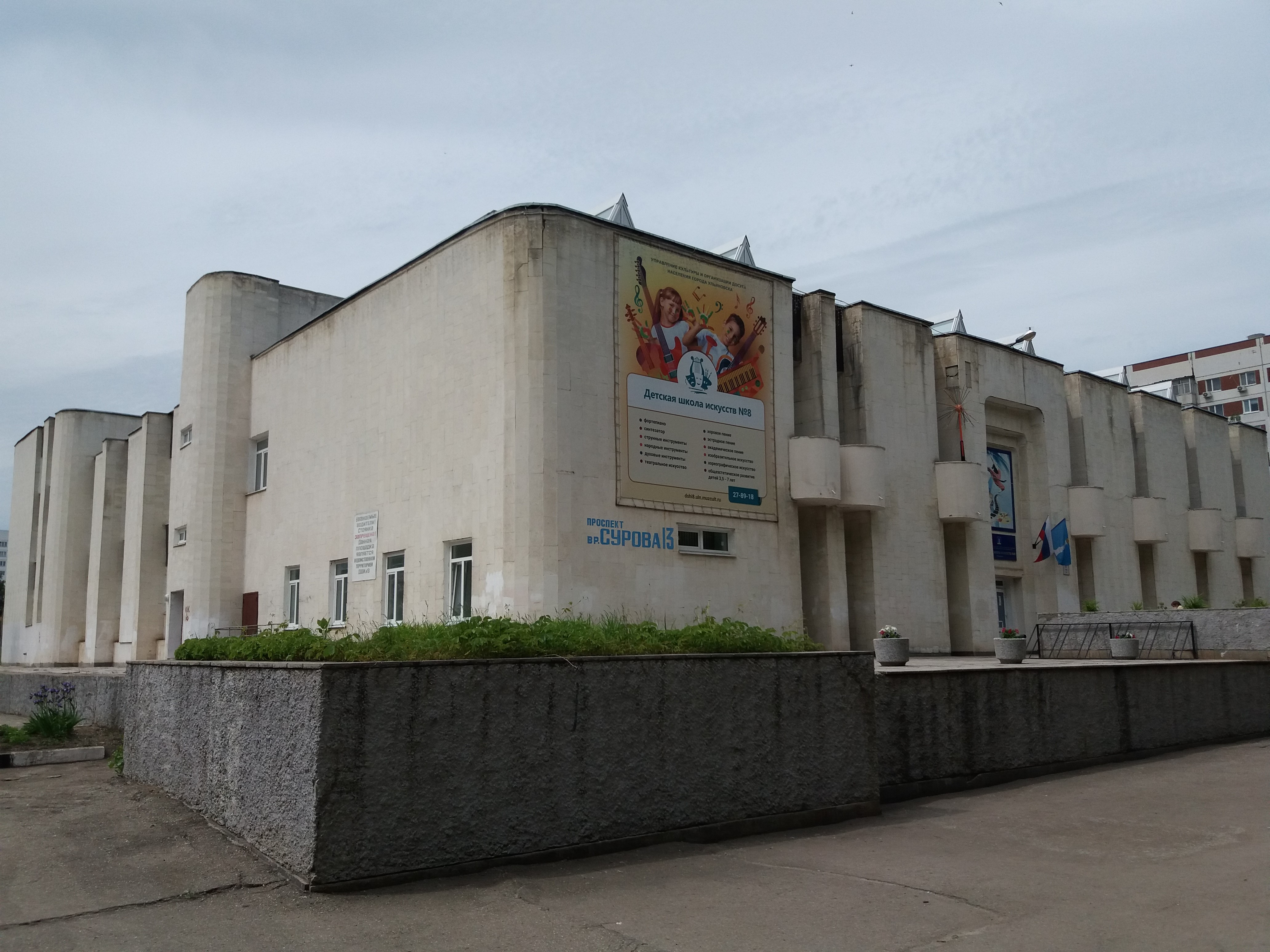
Детская школа искусств № 8 (Новый Город).

- Центр детского творчества № 1 (ВТ)
- Центр детского творчества № 5 (НГ)
- Детская школа искусств № 8 (НГ)

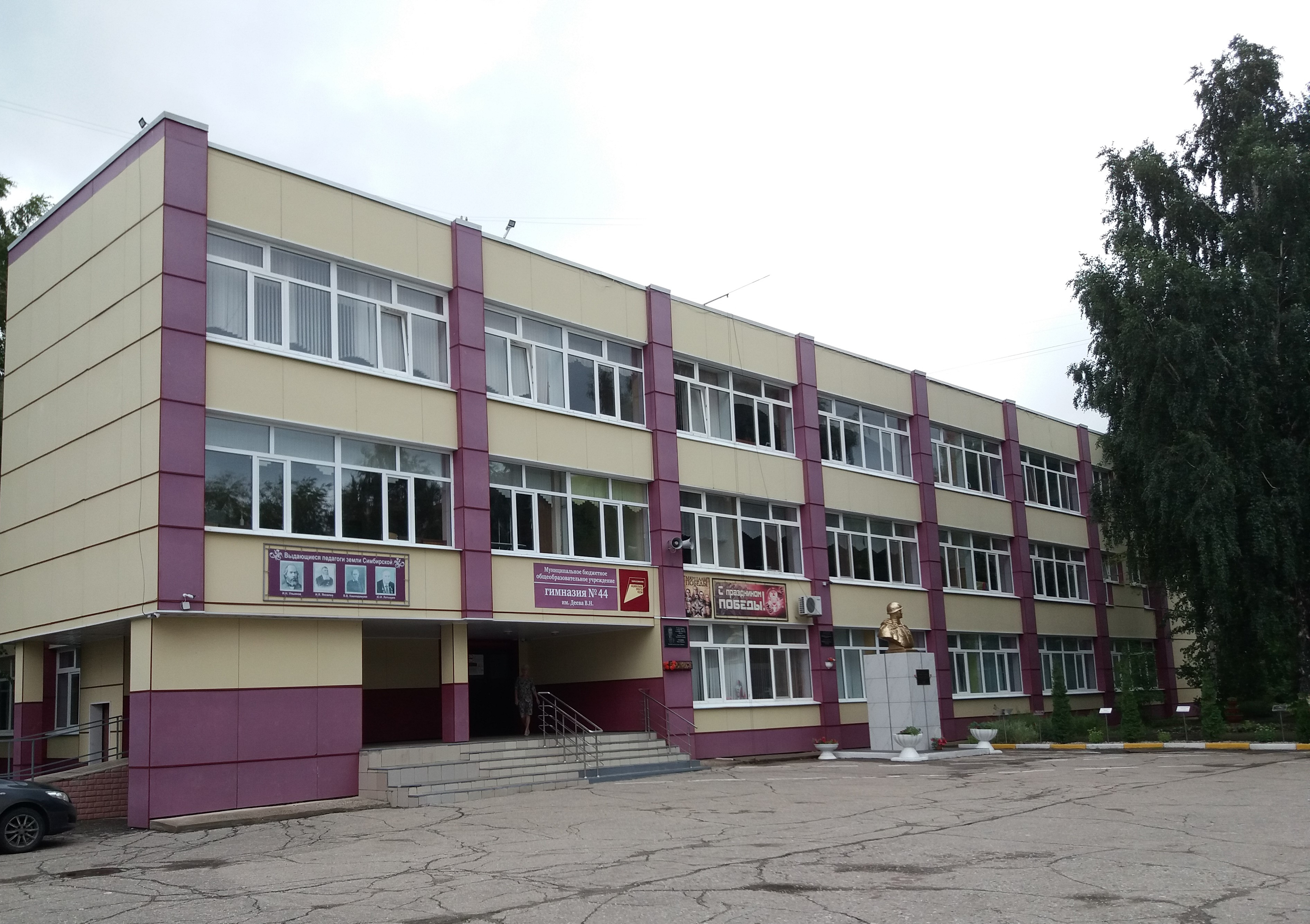
Гимназия № 44.
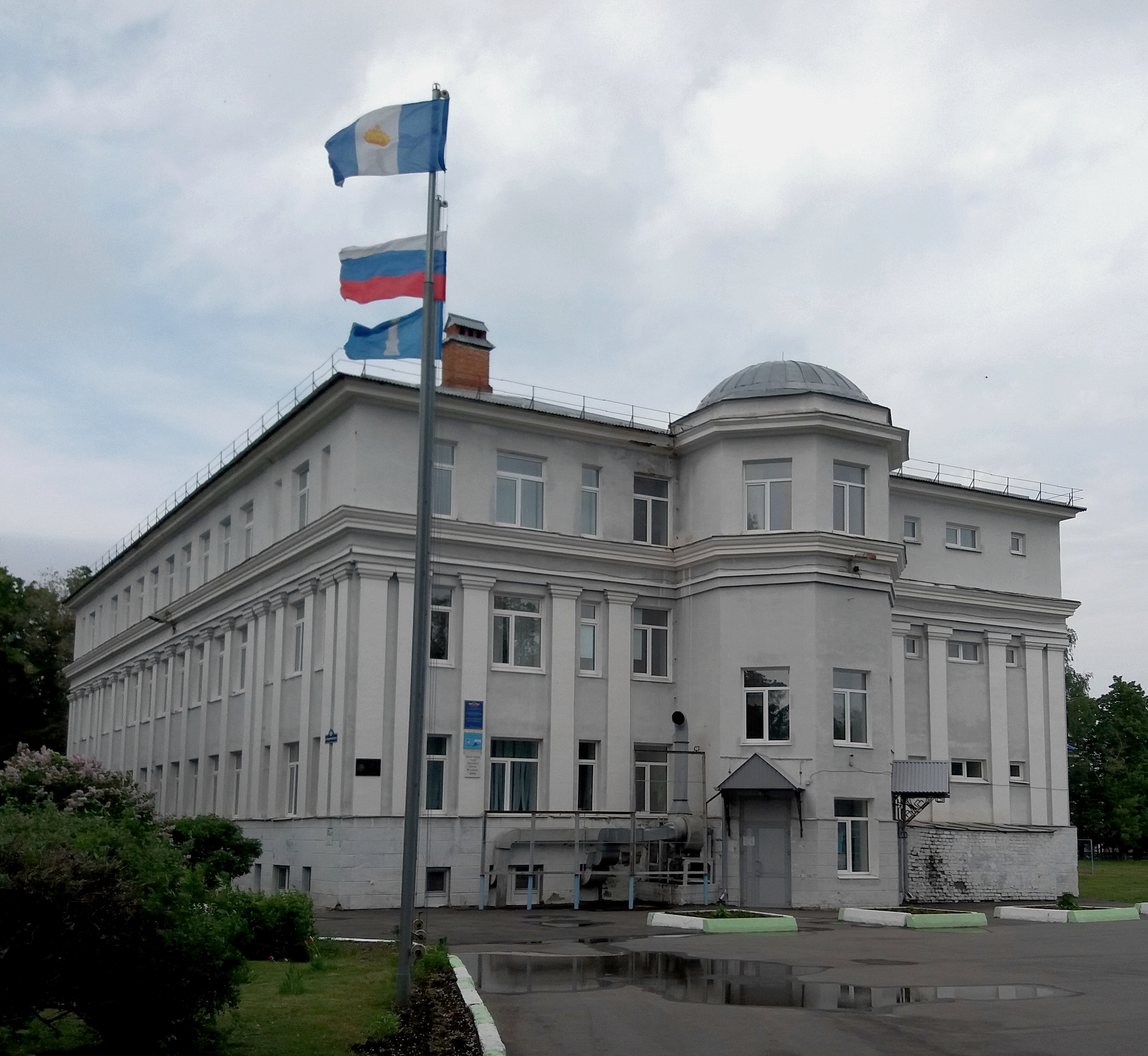
Школа № 5 им. Кирова.
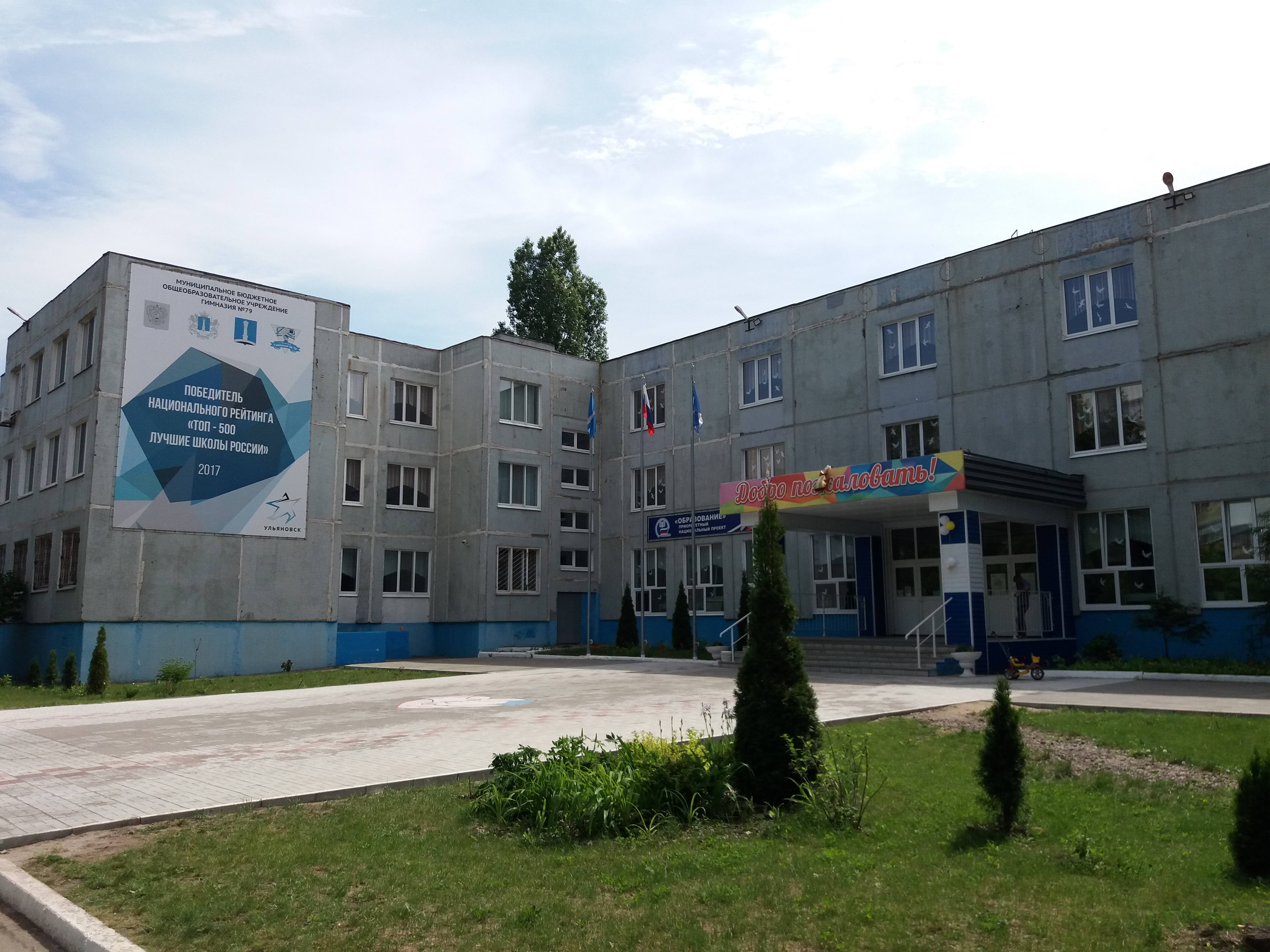
Гимназия № 79.
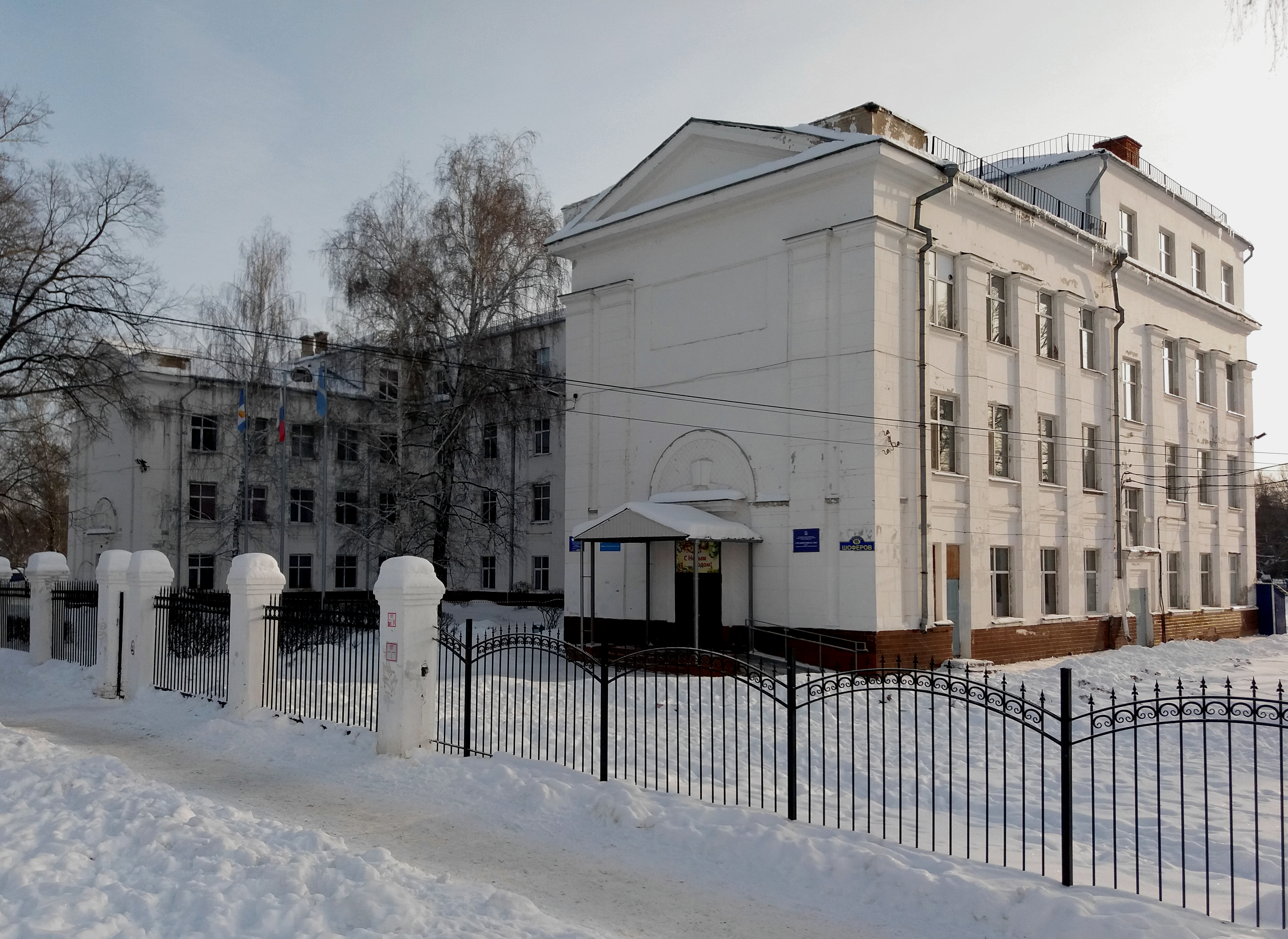
Школа № 41.
Центр детского творчества № 1 (ВТ).
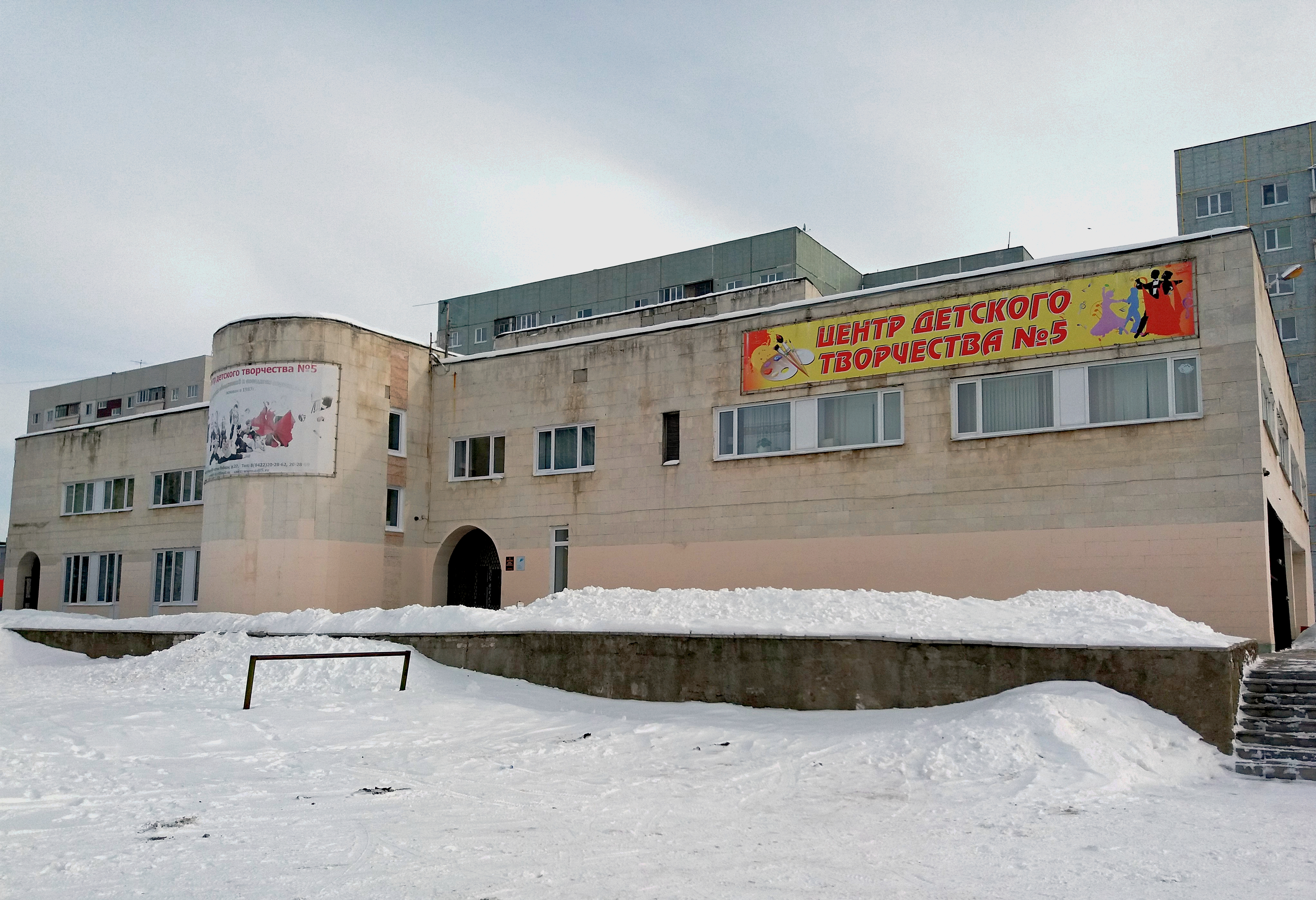
Центр детского творчества № 5 (НГ).

## Медицина
Больницы
- Центральная городская клиническая больница (ЦГКБ).Городская больница № 4 (НТ)

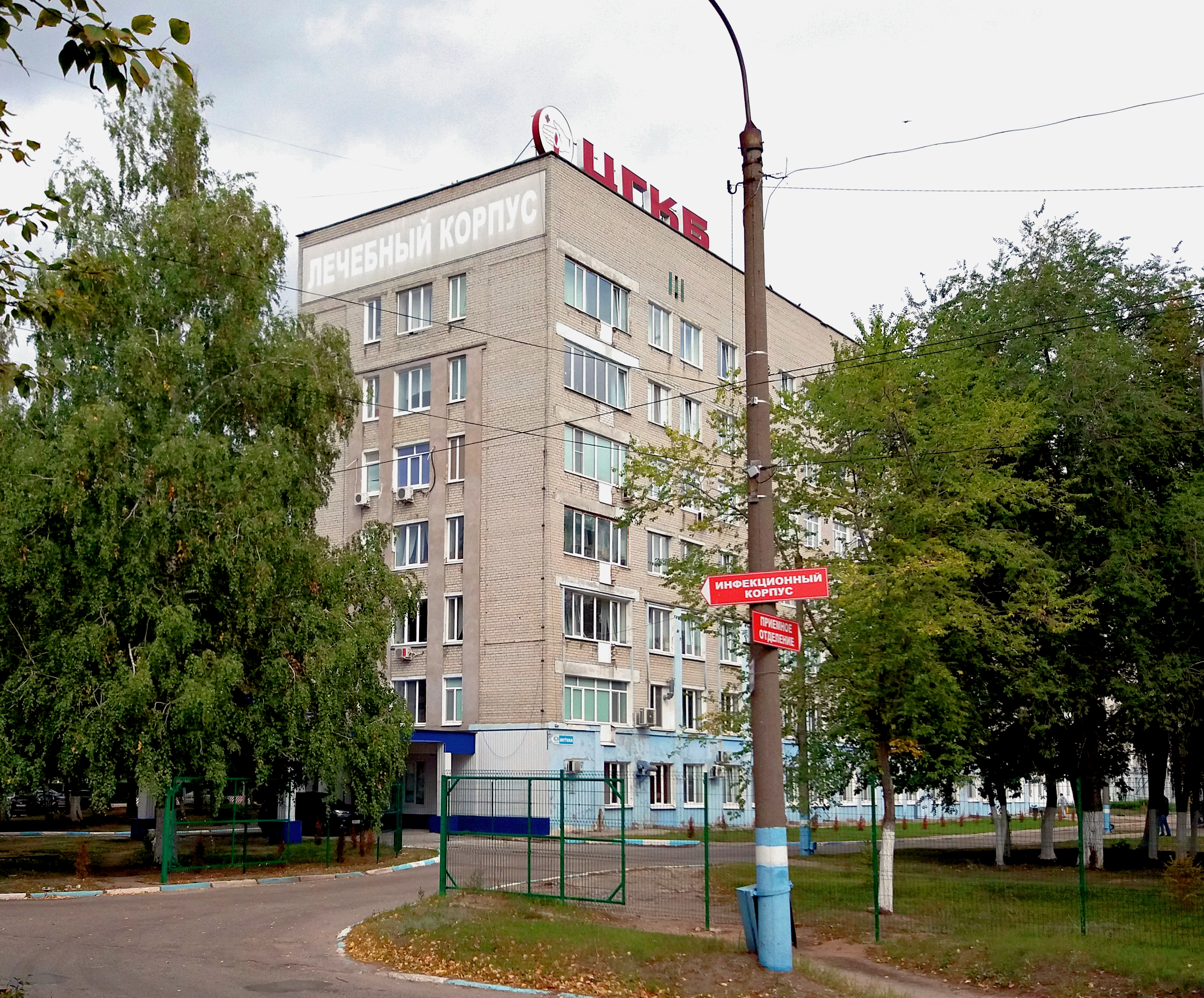
Центральная городская клиническая больница (ЦГКБ).

- Областной противотуберкулёзный диспансер стационар № 1 (НТ)
- Ульяновский областной клинический госпиталь ветеранов войн (ВТ)
- Геронтологический Центр Ульяновской области (ВТ)
- Центральная городская клиническая больница (ЦГКБ) (ВТ)
- Детское отделение Областного противотуберкулёзного диспансера (ВТ)
- Городская клиническая больница № 1 (НГ)
- Городская детская больница № 1 (НГ)
- Детская психоневрологическая больница № 1 (НГ)
- Дневной стационар № 2 поликлиники № 5 (НГ)

Поликлиники

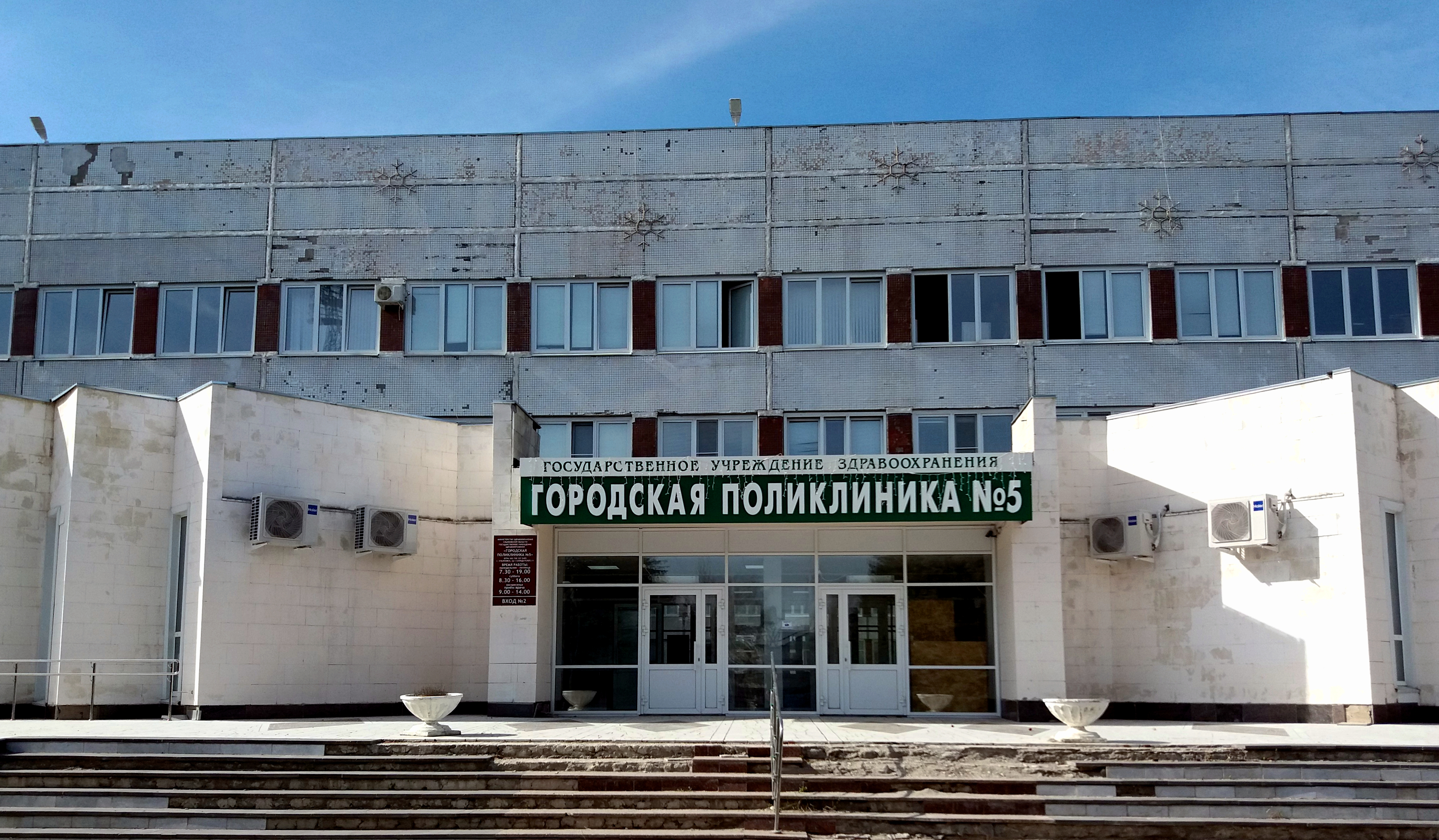
Городская поликлиника № 5 (НГ).

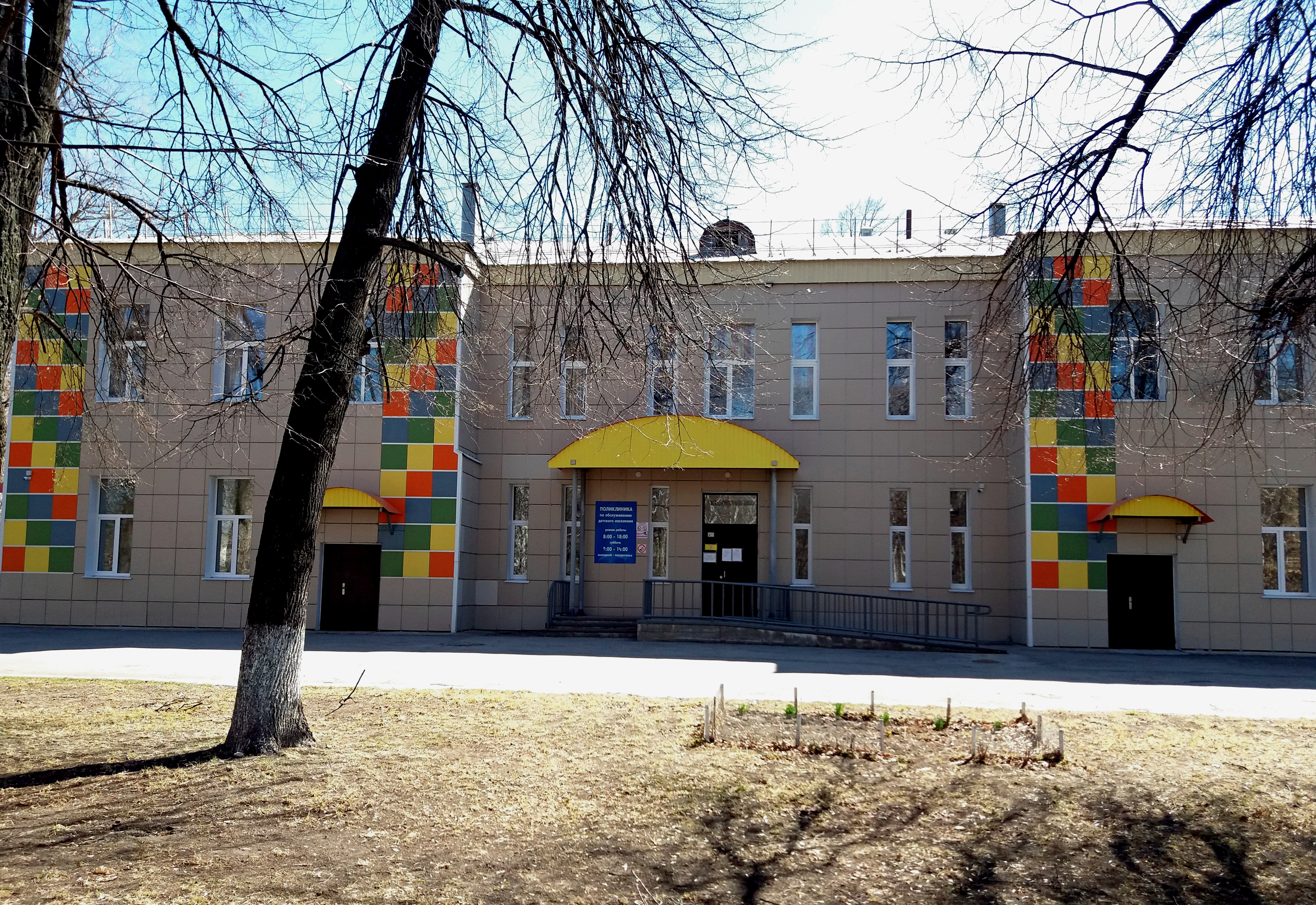
Поликлиника по обслуживанию детского населения Нижней Террасы.

- Городская поликлиника № 5 (НГ).Поликлиника по обслуживанию взрослого населения (НТ)
- Поликлиника по обслуживанию детского населения Нижней Террасы.Поликлиника по обслуживанию детского населения (НТ)
- Стоматологическая поликлиника № 4 (НТ)
- Стоматологическая поликлиника № 2 (ВТ)
- Детская поликлиника ЦГКБ (ВТ)
- Поликлиника ЦГКБ (ВТ)
- ГУЗ Городская детская поликлиника № 6 (НГ)
- Городская детская поликлиника № 1 (НГ)
- Поликлиника № 3 (НГ)
- Поликлиника № 5 (НГ)
- Городская поликлиника № 6 (НГ)
- Поликлиника «Медозон» (НГ)
- Поликлиника «Панацея» (НГ)

Санатории
- Санаторий «Итиль» (ВТ, ул. Оренбургская, 1)
- Санаторий «Радон» (ВТ, ул. Оренбургская, 5 А)

Оздоровительные центры
- Оздоровительно-образовательный центр имени Деева (быв. лагерь им. Деева) (Оренбургская улица, 41Б)[127]

## Известные люди района
- С 9.1942 по 1.1945 на Машзаводе имени Володарского работал лауреат Нобелевской премии (1975), лауреат Ленинской (1956)[128] и лауреат Сталинской премий (1953)[128], трижды Герой Социалистического Труда[129], создатель Водородной бомбы, академик и правозащитник Андрей Дмитриевич Сахаров (в 1944 году женился на уроженке Заволжского района)[130];
- На «Володарке» работал академик, Герой Социалистического Труда, лауреат Ленинской, Сталинской, Государственной премий — Кошкин Лев Николаевич;
- На «Володарке» работали Герои Советского Союза: Аверьянов И. В., Бурмистров И. Н., Деев В. Н., Кротов Б. А., Субботин В. С.;
- На «Володарке» трудился самый старейший токарь планеты, занесённый в Книгу рекордов Гиннесса — Лимасов Михаил Иванович (1909—2013);
- На «Володарке» трудился создатель советского звукового кино — Шорин Александр Фёдорович (1890—1941);
- На «Володарке» трудился Герой Социалистического Труда, слесарь-инструментальщик — Денисов Василий Васильевич (1926—2002);
- На «Володарке» трудился Герой Социалистического Труда, шлифовщик — Симанский Александр Николаевич (1926—2001)[131];
- На «Володарке» трудился Герой Социалистического Труда, токарь / мастер — Волков Николай Александрович;
- На «Комете» трудился Краснов Владимир Павлович (1924—2001) — генеральный директор ОАО «Комета» (с 1967 по 1993), академик, лауреат Государственной премии СССР, Герой Социалистического Труда, Почётный гражданин Ульяновской области[132][133];
- На «Авиастаре» работал генеральный директор «УАПК» (1975—1980), лауреат Государственной премии СССР (1973), замминистра авиапромышленности (1981—1985), министр авиационной промышленности СССР (1985—1991) — Сысцов Аполлон Сергеевич (1929—2005);
- Тытыш, Иван Прокопьевич (1918—1989) — Герой Социалистического Труда, бригадир тракторной бригады машинно-тракторной станции (МТС) имени Володарского (подразделение УМЗ)[134];
- Сверкалов Владимир Николаевич (1926 г.р.) — секретарь Ульяновского обкома КПСС, почётный гражданин Ульяновской области[135][136];
- Вихирева Клавдия Алексеевна (1919—1969) — первая супруга (с 10.07.1944[130] до 8.03.1969) Сахарова Андрея Дмитриевича (1921 — 1989)[137][138];
- Митязов Виктор Александрович (1961 г.р.) — музыкант, второй муж (с 1987 до 1998) Долиной Ларисы Александровны[139];
- Максимов Александр Иванович (1963 г.р.) — Председатель Ульяновского областного суда (с 2015)[140];
- Хасанова Гузель Альфиковна (28.01.1993 г.р.) — российская певица, победительница телешоу «Новая Фабрика звёзд» 2017 года[141];
- Гдлян Тельман Хоренович (1940 г.р.) — в 1970—1972 гг. следователь прокуратуры Заволжского района;
- Колесников Сергей Анатольевич (1972 г.р.) — бизнесмен;
- Коган Юрий Владимирович — депутат Государственной думы Российской Федерации IV созыва.
- Нефёдов Сергей Павлович — советский космонавт-испытатель, штатный испытатель Института авиационной и космической медицины, наземный дублёр Юрия Гагарина.
- Ступников Георгий Иванович — первый председатель Ульяновского Горсовета, первый представитель президента в Ульяновской области, почётный гражданин города Ульяновска. Работал с 1967 по 1988 гг. на НПО «Марс».
- Филиппов Василий Иванович — полный кавалер ордена Славы, жил и работал в селе Верхняя Часовня.
- Чехова Алёна Антоновна — российская актриса театра, кино и телевидения[142].
- Лидия Сергеевна Жуковская-Латышева — директор Гимназии № 44, Заслуженный учитель РФ, кавалер ордена Почёта и общественной награды «Орден Екатерины Великой I степени», почётный гражданин Ульяновской области[143][144][145].
- Юрий Иванович Латышев[143] — Народный учитель Российской Федерации.
- Иванов Михаил Васильевич — советский актёр театра и кино, Заслуженный артист РСФСР, жил и работал Нижней Террасе (1918—1923)[146].

Ежегодно в районе определяется и оформляется на Доске почёта «Лучшие люди Заволжского района»

## Власть
При установлении Советской власти руководством на местах стали управлять партийные работники, а хозяйственной деятельностью — председатели исполкома.
| Дата                  | Первые секретари райкома    | Примечания                                                                                            | Дата           | Председатели исполкома         | Примечания                                                     |
| --------------------- | --------------------------- | --- | -------------- | ------------------------------ | -------------------------------------------------------------- |
| 1920-1925             | Скурлов А. А.               | председатель Заволжского райкома РКП(б)                                                               |                |                                |                                                                |
| 1930                  | Макеев                      | секретарь райкома                                                                                     | 8.1926         | Петров                         | Председатель поселкового Совета                                |
| 1942                  | Грошев                      | (Володарский район)                                                                                   | 1930           | Абутов                         | председатель Заволжского Райгорсовета                          |
| 1945                  | Стульгинская                | (Володарский район)                                                                                   |                |                                |                                                                |
| 20.03.1948            | Праведнов, Виктор Фёдорович | В 12.1949 г. бюро Ульяновского обкома ВКП(б) утверждает первым секретарём Сталинского райкома ВКП(б). |                |                                |                                                                |
| 12.1949               | Ерёмин Михаил Никитич       | | 3.01.1935      | Ошарин Иван Иванович           | Председатель районного Совета депутатов трудящихся             |
|                       |                             | | 1945           | Охотин                         |                                                                |
| — 28.12.1973          | Блюдин Анатолий Михайлович  | избран секретарём обкома ВЛКСМ                                                                        | 1.07.1962—1967 | Спиридонов Николай Васильевич  | Председатель исполкома. Избран на I сессии районного Исполкома |
| 1969 — 25.03.1979     | Поляев Владимир Евсеевич    | «в связи с переходом на другую работу».                                                               | 1967—1968      | Поляев Владимир Евсеевич       | С 1969 избран первым секретарём райкома.                       |
| 25.03.1979 —          | Матросов А. И.              | | 1968—1975      | Дудин Константин Александрович |                                                                |
| — 4.09.1985           | Логачёв Сергей Сергеевич    | Освобождён «в связи с переходом на другую работу».                                                    | 1975—1980      | Ергин Вилорик Владимирович     | избран 8.03.1980 г.                                            |
| 4.09.1985 — 6.10.1988 | Ярош Вячеслав Фёдорович     | 6.10.1988 освобождён «в связи с избранием первым зампредоблисполкома».                                | 1980—1986      | Борисов Николай Иванович       |                                                                |
| 1988 — 1990           | Коротнев Геннадий Иванович  | 31.10.1990 освобождён от должности «в связи с переходом на хозяйственную работу».                     | 1986—1988      | Коротнев Геннадий Иванович     | В 1988 г. избран Первым секретарём Заволжского райкома КПСС    |
| 1990 — 23.08.1991     | Кобелев П. М.               | 23.08.1991 г. согласно Указу Президента РСФСР должность упразднена                                    | 1988—1990      | Усенко Николай Григорьевич     | в 1990-1991 гг. председатель Заволжского райсовета             |
|                       |                             | | 1990—1992      | Писарев Юрий Григорьевич       |                                                                |

23 января 1992 года на IX сессии районного Совета народных депутатов, в связи с введением института глав администрации, был утверждён Глава администрации Заволжского района, им стал Писарев Юрий Григорьевич.
| Дата                  | Ф. И. О.                        | Примечания                                                                         |
| --------------------- | ------------------------------- | ---------------------------------------------------------------------------------- |
| 1992—1994             | Писарев Юрий Григорьевич        | 15.05.1994 подал в отставку по состоянию здоровья                                  |
| 15.05.1994—4.1996     | Ерёмин Владимир Иванович        | В 4.1996 назначен главой Ленинского района                                         |
| 4.1996—2000           | Бауэр Александр Васильевич      |                                                                                    |
| 5.2000—12.2000        | Булаев Владимир Петрович        |                                                                                    |
| 2000—2005             | Васильев Анатолий Александрович |                                                                                    |
| 2005—2008             | Николаев Владимир Михайлович    | осуждён за коррупцию.                                                              |
| 2008—2010             | Шептиенко Олег Григорьевич      | В 2010 г. вместо Главы р-на введена должность замглавы города-глава адм. Зав. р-на |
| 2010—5.2011           | Кузьмин Александр Анатольевич   | ушёл по собственному желанию                                                       |
| 1.07.2011—2013        | Милушкин Сергей Александрович   |                                                                                    |
| 2014 — 2020           | Юмакулов Наиль Хасянович        |                                                                                    |
| 28.01.2020—16.03.2020 | Уткина Галина Анатольевна       | и. о. заместителя главы города — главы администрации Заволжского района            |
| 16.03.2020— н.в.      | Игонин Владислав Владимирович   | заместитель главы города — глава администрации Заволжского района                  |

## Район в фильмах
- В 2011 году ульяновский режиссёр-постановщик Борис Куломзин дебютировал с игровым полнометражным художественным фильмом «901-й километр» с ульяновскими актёрами, снятый у посёлка 901-й км Заволжского района[163].
- В июле 2017 года кинокомпания «Гамма-продакшн» работала в городе над новым сезоном сериала по заказу НТВ «Морские дьяволы». Площадками стали Президентский мост, территория 31-й Отдельной гвардейской десантно-штурмовой бригады[164].
- С 10 февраля 2018 года в Ульяновской области кинокомпания «Воронцово поле» приступила к съемкам полнометражного художественного фильма «Дикие предки». Съёмки проходили в Ульяновске, в том числе и на заводе «Авиастар-СП»[165].
- С 13 по 16 декабря 2021 года на канале «НТВ» шёл показ 12 серийного т/с «Пять минут тишины. Симбирские морозы», эпизоды которого снимались в Ульяновске и его окрестностях, в том числе их база находилась в пожарной части на Верхней Террасе, съёмки проходили на Майской горе и других местах района[166][167][168].